# Palazzi di Napoli
Per palazzi di Napoli si intendono prevalentemente quelle strutture sorte in un arco di tempo che parte dal periodo medievale, sino ad arrivare ai giorni odierni. Essi sono molte centinaia e costituiscono un patrimonio ricchissimo di storia artistica, architettonica e civile formatosi nell'arco di almeno otto secoli.

## Storia
La storia dei palazzi di Napoli non può prescindere da quella del suo centro antico, caratterizzato da un fitto tessuto urbano e quindi da piccole strade e piazze che si intrecciano tra loro. L'architettura dei decumani infatti è il motivo determinante per cui i palazzi edificati in loco non godano di quelle ampie vedute e sontuose facciate che hanno segnato, in città come Firenze, Venezia e Roma, il passaggio completo al rinascimento architettonico. Questo fattore porta d'altra parte ad altre caratteristiche tipiche, spesso uniche, degli edifici partenopei: ovvero alle scenografiche scalinate dei cortili interni (si veda per esempio i palazzi Trabucco, Spagnolo, Sanfelice eccetera) ed ai grandiosi portali d'ingresso (si veda per esempio quelli dei palazzi Caracciolo di Santobuono, Carafa della Spina, Carafa di Maddaloni, di Sangro o Filomarino).
Nonostante il fatto che anche nei secoli successivi al periodo medievale si sia continuato ad edificare nella sola zona antica, ponendo gli edifici uno di fianco all'altro, vi sono comunque casi in cui i palazzi insistono autonomamente nello spazio; ciò si verifica solo quando la zona antistante la facciata è caratterizzata da slarghi, come nel caso del palazzo Orsini di Gravina, o nel palazzo Sanseverino o nel palazzo Penne.

### Dal medioevo al periodo dei viceré spagnoli
I più rappresentativi palazzi medievali di Napoli, appartenevano ad enti importanti come la Zecca del Regno o il Vescovado. Nel XIV secolo ebbero origine i primissimi palazzi destinati alla nobiltà che entrò gradualmente a far parte della struttura socio-economica della città. 

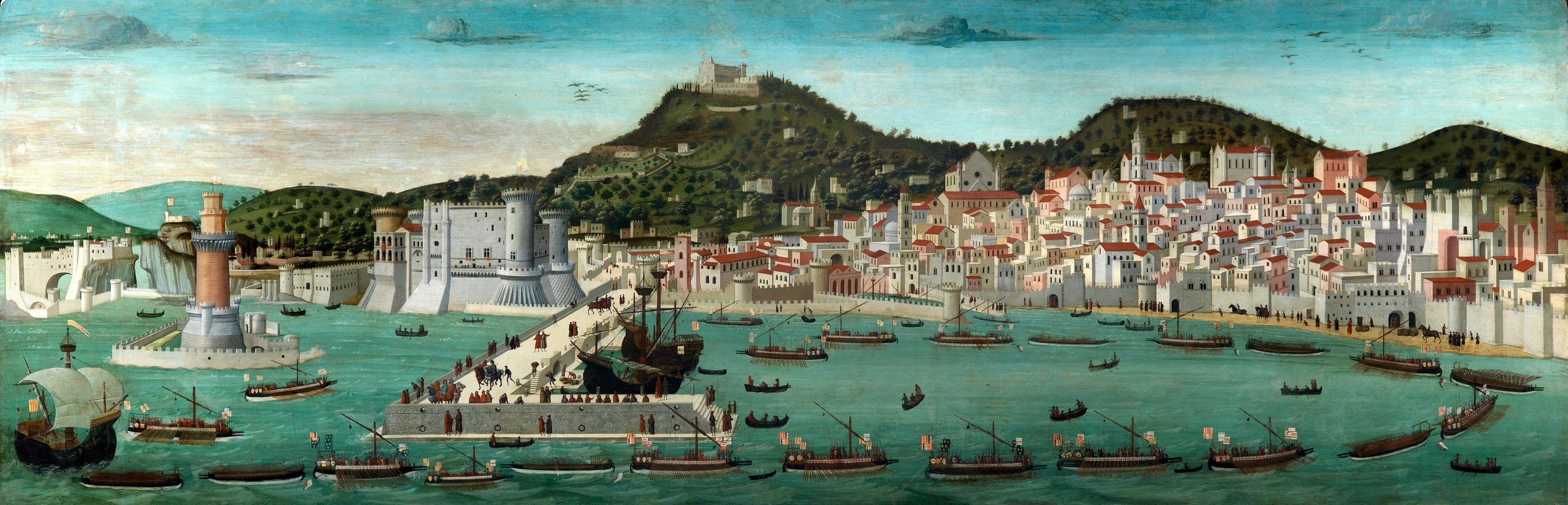
La Tavola Strozzi (XV secolo). Si evidenzia nella tavola una città ancora con la struttura di polis, quindi ordinata e recintata da mura di difesa. Il nucleo urbano confina con le colline a nord, e con il mare a sud ovest. Infine, altro dato interessante da constatare è lo sviluppo cittadino al XV secolo, tutto rivolto ad est rispetto alla moderna Napoli, nella zona che corrisponde al centro antico.

Nel Quattrocento, questo tipo di strutture vissero uno dei loro migliori periodi, grazie ad un decollo economico; infatti, in questo lasso di tempo e fino al primo trentennio del XVI secolo, i progetti vennero commissionati a noti architetti. Successivamente, con Pedro Álvarez de Toledo si attuarono nuove espansioni che partorirono nuove concezioni circa i criteri sull'edilizia civile: come ad esempio le case palazziate caratterizzate da un edificio a schiera ed avente una piccola chiostrina, aspetti riproposti soprattutto nel corso del XVII secolo.
Nel periodo dei viceré si ebbe la fioritura più cospicua di palazzi nobiliari in città, grazie alla nascita dell'odierna via Toledo che attirò l'attenzione di molti nobili stranieri nell'accaparramento di uno spazio lungo la nuova arteria cittadina. Oggi infatti la stessa è considerata una delle più ricche di palazzi nobiliari ed importanti strade di Napoli. Il progetto di don Pedro de Toledo non si limitò solo ad attirare in città l'aristocrazia esterna, ma bensì ebbe anche l'intuito di espandere lo sviluppo urbano al di fuori della cinta muraria antica, verso la collina di Pizzofalcone, Chiaia, Montesanto e via Costantinopoli.
Nel XVII secolo, numerosi palazzi preesistenti subirono graduali rifacimenti che propose il nuovo stile emergente, ovvero il barocco. L'edificazione del palazzo reale sarà un fattore di particolare rilevanza nell'urbanistica napoletana. Per l'occasione fu infatti chiamato un notevole architetto di gusto rinascimentale che comprendesse l'importanza scenica di cui un edificio doveva disporre, uno dei pochi a godere del privilegio di poter essere ammirato da lontano e che darà così vita al "largo di Palazzo" (attuale piazza del Plebiscito). Fu chiamato per i lavori Domenico Fontana.

### L'avvento dei Borbone

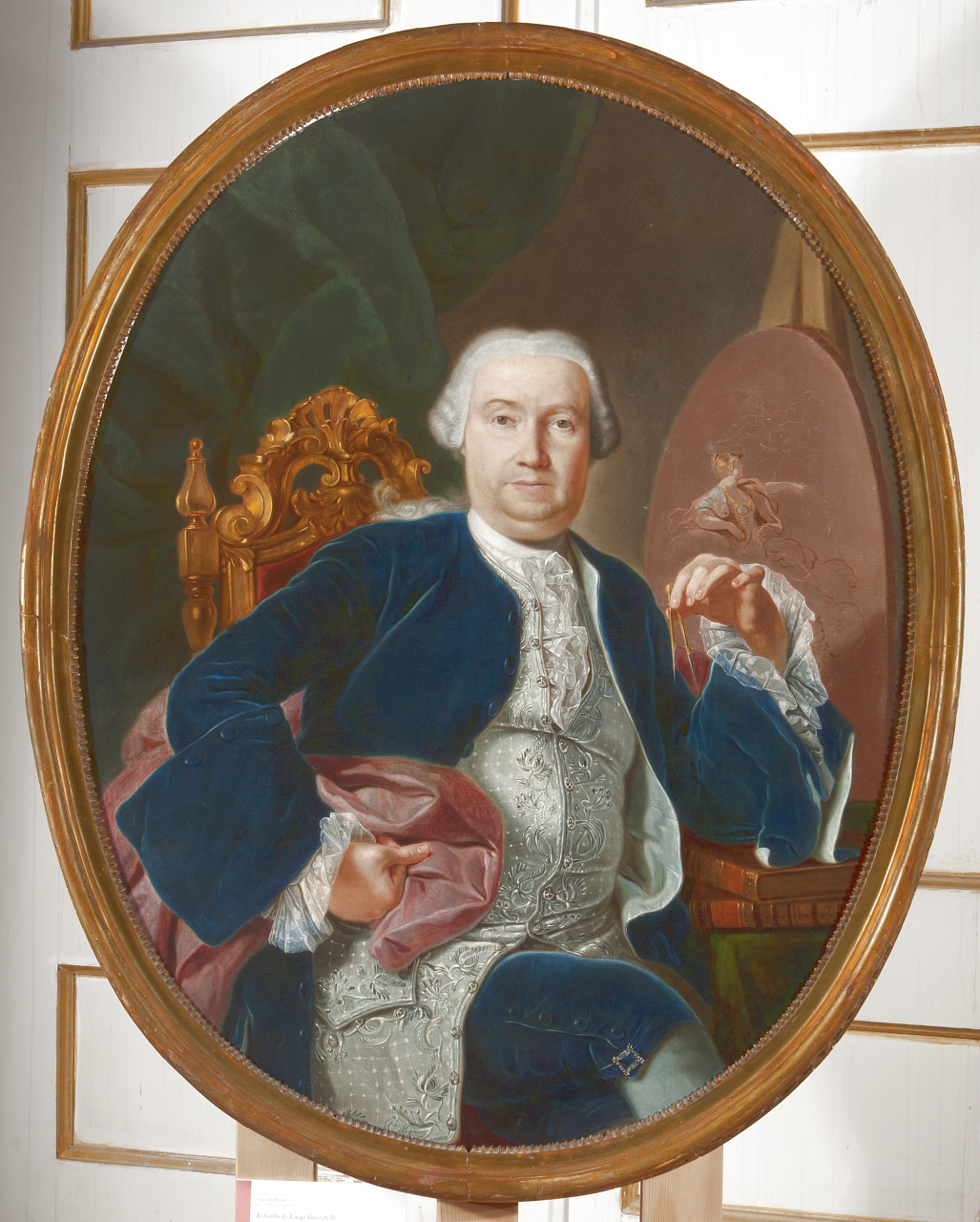
Luigi Vanvitelli

Con l'avvento del regno borbonico si ha un nuovo concepimento dello spazio urbano, più attento alla natura; diventano pertanto indispensabili nelle grandi edificazioni gli spazi verdi. Napoli vive dunque anni di fioritura sociale, economica e culturale; si apre agli stranieri, essendo anche l'ultima tappa del Grand Tour, e matura una coscienza illuminista che la porterà di lì a breve ad essere la terza capitale europea dopo Londra e Parigi. In questo contesto sorgono nell'arco di venti anni (1730-1750) tre imponenti e gigantesche architetture: la reggia di Capodimonte, la reggia di Portici ed il Real Albergo dei Poveri.
Il XVIII secolo è caratterizzato anche dal lavoro in città di Luigi Vanvitelli che ebbe modo di sfruttare l'unico palazzo che al tempo aveva la fortuna di sorgere isolato con due strade che gli scorrevano di fianco: palazzo Doria d'Angri. In quest'occasione, rispetto ai secoli passati, verrà dunque concepita la facciata in relazione allo spazio esterno. Accanto al Vanvitelli vi furono inoltre altri importanti architetti che diedero consistenza al barocco napoletano: Ferdinando Sanfelice, Domenico Antonio Vaccaro, Ferdinando Fuga, Nicola Tagliacozzi Canale e altri ancora.
Con la scoperta degli scavi archeologici di Pompei, nacque il neoclassicismo. La stagione neoclassica napoletana fu felice, essendo la città stessa il centro in cui si determinò tale corrente. A differenza di altre città europee, come Edimburgo, Londra o San Pietroburgo, che videro le nuove costruzioni neoclassiche integrarsi perfettamente nel vecchio tessuto urbano, a Napoli si presenta una condizione di "eccezionalità", distaccando i nuovi edifici da quelli preesistenti e mettendoli in una posizione di "privilegio urbano" e di isolamento rispetto alle aree circostanti. Oltre a grandi progetti come la basilica di San Francesco di Paola o il rifacimento della facciata del teatro San Carlo, come anche quello dell’orto botanico, nascono anche numerose ville in stile neoclassico: villa Pignatelli, Villa Rosebery, villa Doria d'Angri, villa Floridiana, villa Lucia ed altre ancora.

### Dall'unità d'Italia ai giorni nostri
Durante la fine del XIX secolo e gli inizi del XX molti palazzi vennero rimaneggiati e/o ricostruiti per lo più in stile eclettico. Domina in questo periodo la fase del cosiddetto risanamento di Napoli.
Dopo la maniera dell'eclettismo si affermò la nuova concezione architettonica novecentesca, in cui presero corpo gli edifici progettati dai razionalisti e dai monumentalisti; negli anni trenta, si assistette a costruzioni di tipo organiche. Infine, negli anni settanta, con il superamento del Movimento Moderno, in città si affermò l'architettura brutalista.

## I palazzi
Di seguito, un'ampia lista dei palazzi di interesse storico e artistico della città di Napoli classificati in base al secolo di edificazione. Va comunque precisato, infine, che dati i numerosi terremoti che hanno colpito la città nel corso della sua storia, nonché i bombardamenti alleati subiti durante la seconda guerra mondiale, diversi edifici appaiono in uno stile architettonico completamente diverso, o frammentato, rispetto al periodo al quale appartengono.

### XIII secolo

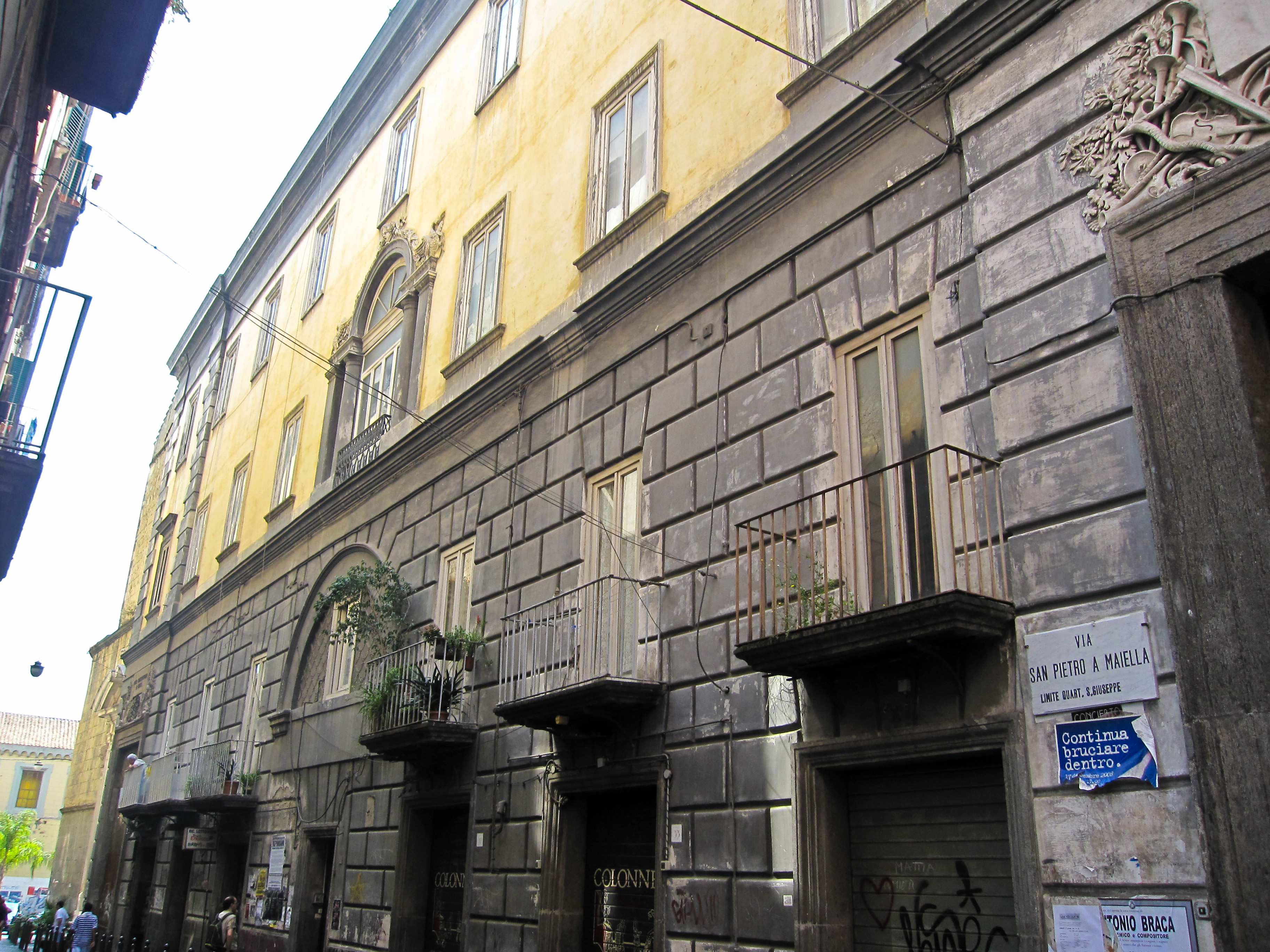
Conservatorio di San Pietro a Majella

- Conservatorio di San Pietro a Majella
- Palazzo della Zecca
- Palazzo Filippo d'Angiò

### XIV secolo
- Palazzo arcivescovile
- Palazzo Caracciolo di Avellino
- Palazzo Caracciolo di Santobuono
- Palazzo Colonna
- Palazzo della Dogana Vecchia
- Palazzo Filippo di Valois
- Palazzo Mastrilli (via San Biagio dei Librai n.46)
- Palazzo Zuroli-Capuano (vico Zuroli n.42)

### XV secolo

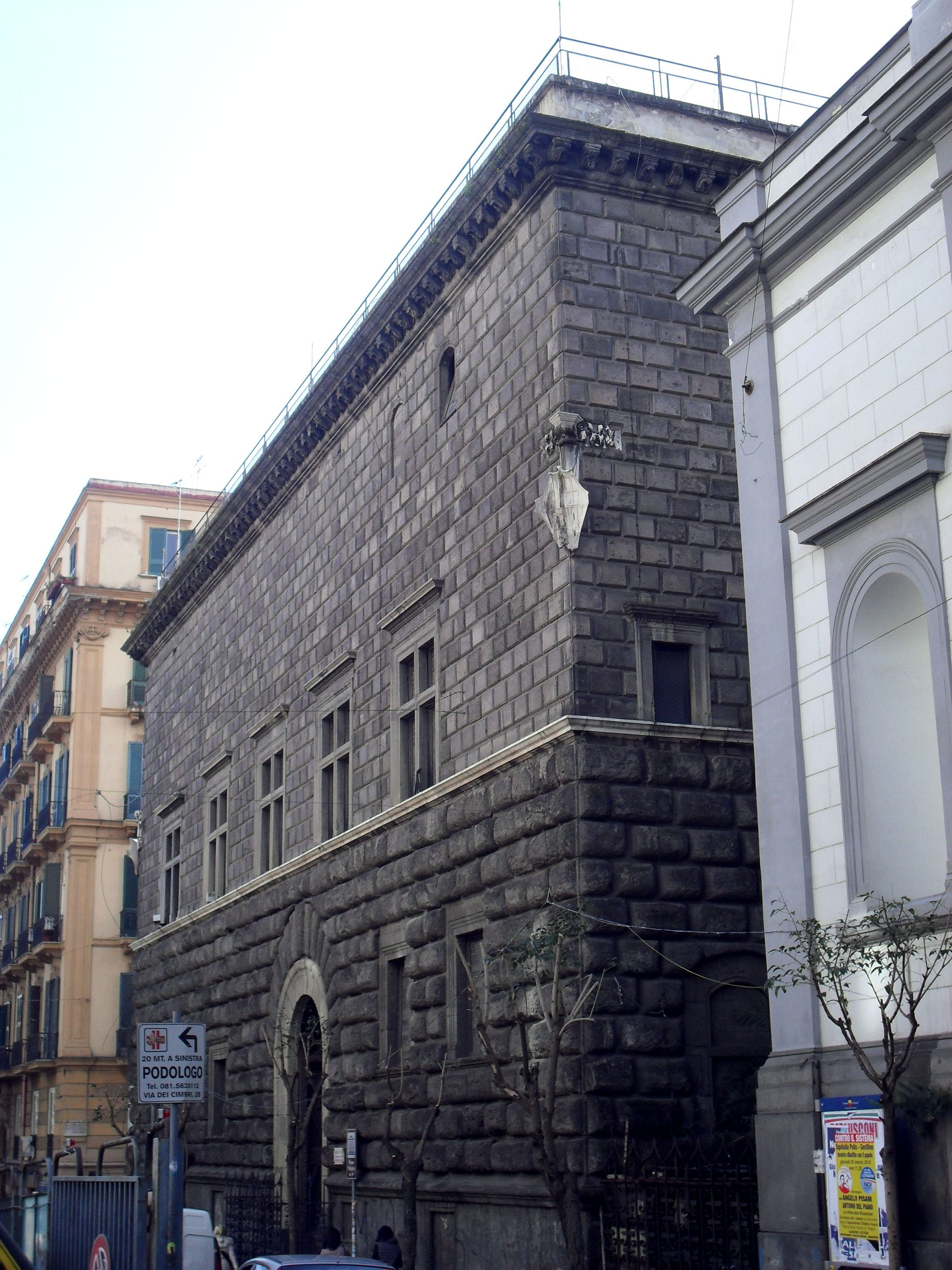
Palazzo Como

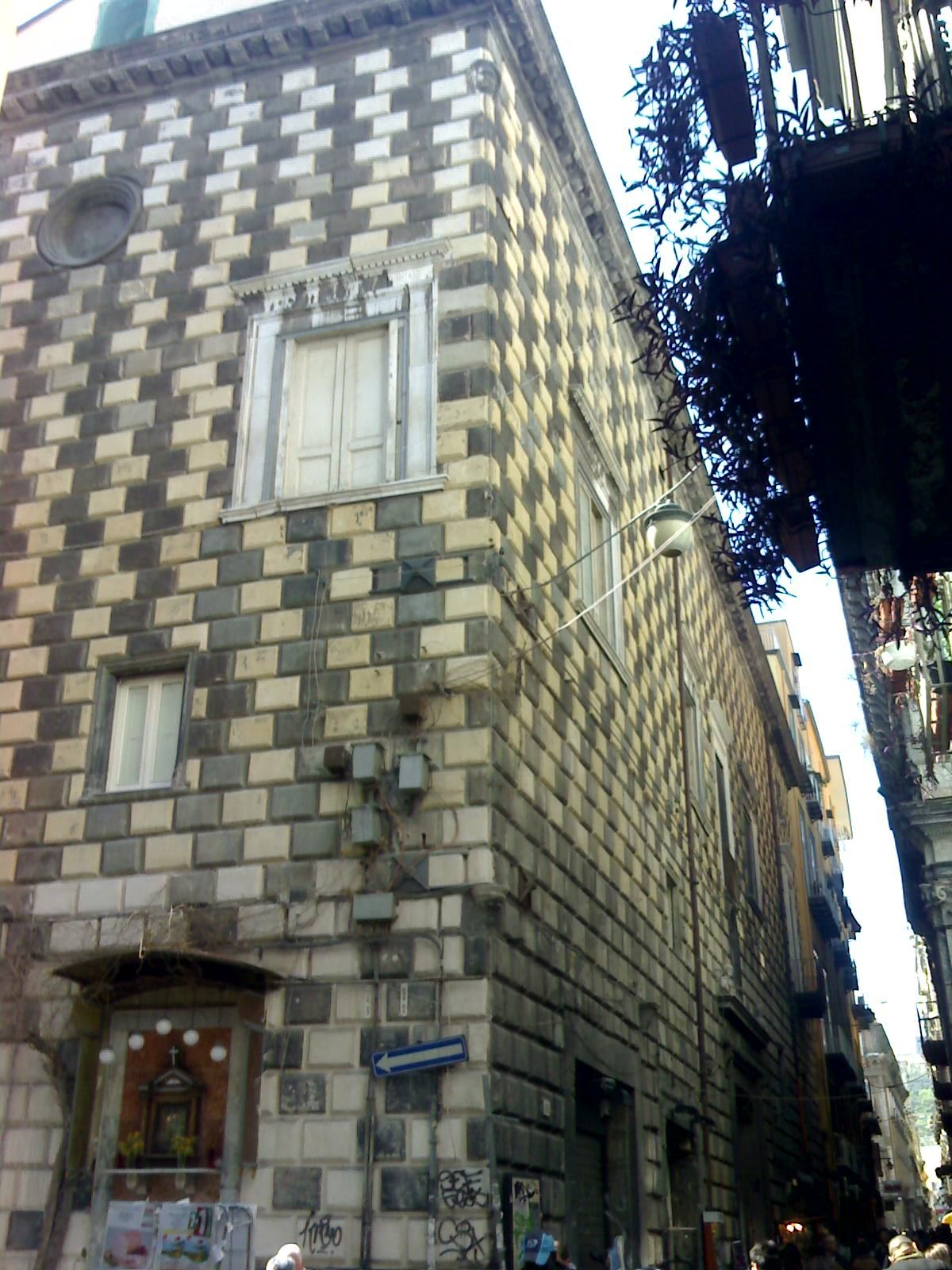
Palazzo Diomede Carafa

- Palazzo Arcucci (via San Paolo n.4)
- Palazzo Bonifacio a Portanova
- Palazzo Brancaccio
- Palazzo Capece Minutolo
- Palazzo Capece Zurlo (via Anticaglia n.24)
- Palazzo Capomazza di Campolattaro
- Palazzo Capuano
- Palazzo Caracciolo d'Arena
- Palazzo Caracciolo di Brienza
- Palazzo Caracciolo di Oppido
- Palazzo Carafa d'Andria
- Palazzo Carafa di Montorio
- Palazzo Casapesenna (vico Sedil Capuano n.10)
- Palazzo Como (o palazzo Cuomo)
- Palazzo Coppola di Canzano (vico Pallonetto Santa Chiara 14c)
- Palazzo D'Afflitto
- Palazzo D'Afflitto (secondo Labrot)
- Palazzo De Bellis (via Duomo n.247)
- Palazzo De Laurentiis (vico Monte di Pietà n.1)
- Palazzo De Maio
- Palazzo De Maio (via Oronzo Costa n.37)
- Palazzo dal Portale toscano
- Palazzo del Panormita
- Palazzo della Grande loggia
- Palazzo Della Marra (vico Grotta della Marra n.8)
- Palazzo della Regina Giovanna
- Palazzo Dentice d'Accadia (via Duomo n.255)
- Palazzo Diomede Carafa
- Palazzo Ettore Carafa (via dei Tribunali 386)
- Palazzo in Piazza Sedil Capuano n.243
- Palazzo in via Carbonara n.123
- Palazzo in via Carbonara n.127
- Palazzo in via Giovanni Paladino n.5
- Palazzo in via Giovanni Paladino n.6-8
- Palazzo in via Giovanni Paladino n.9
- Palazzo in via San Gregorio Armeno n.24
- Palazzo in via Santa Chiara 26
- Palazzo in via Santa Maria la Nova n.32
- Palazzo in via Tribunali 276
- Palazzo in vico Purgatorio ad Arco 15
- Palazzo in vico San Pellegrino n.15
- Palazzo in vico Sedil Capuano n.32
- Palazzo di Ludovico di Bux
- Palazzo Manso (vico Santi Filippo e Giacomo 14)
- Palazzo Mosca (vico Purgatorio ad Arco n.7)
- Palazzo Muscèttola di Luperano
- Palazzo Penne
- Palazzo Petrucci
- Palazzo Pignatelli a San Giovanni Maggiore
- Palazzo Pignatelli di Toritto
- Palazzo Pisanelli
- Palazzo Riario Sforza
- Palazzo Rota
- Palazzo Spinelli di Laurino
- Palazzo Tomacelli-Carafa
- Palazzo Traetto
- Palazzo Venezia

### XVI secolo
- Masseria dei Domenicani

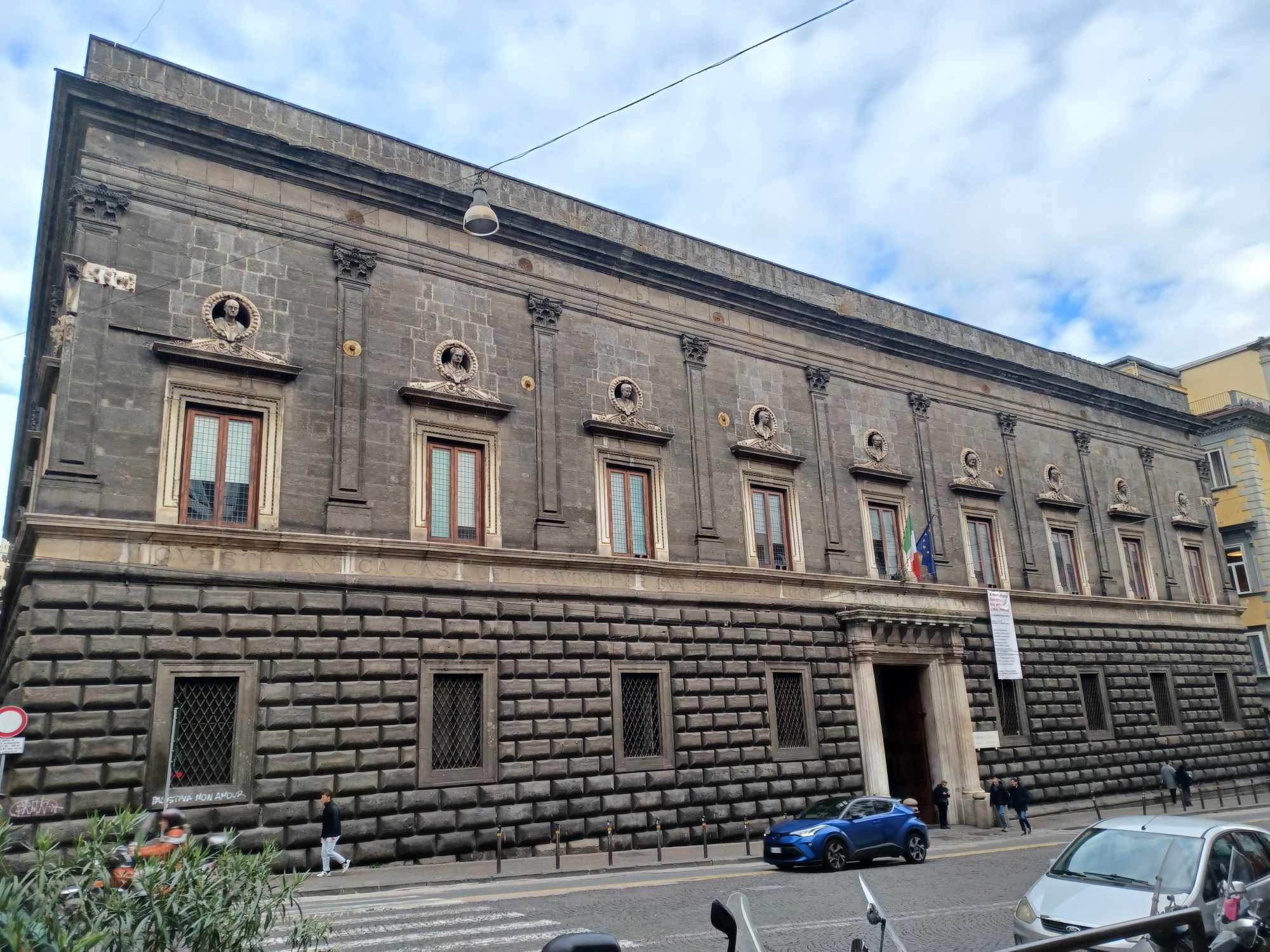
Palazzo Orsini di Gravina

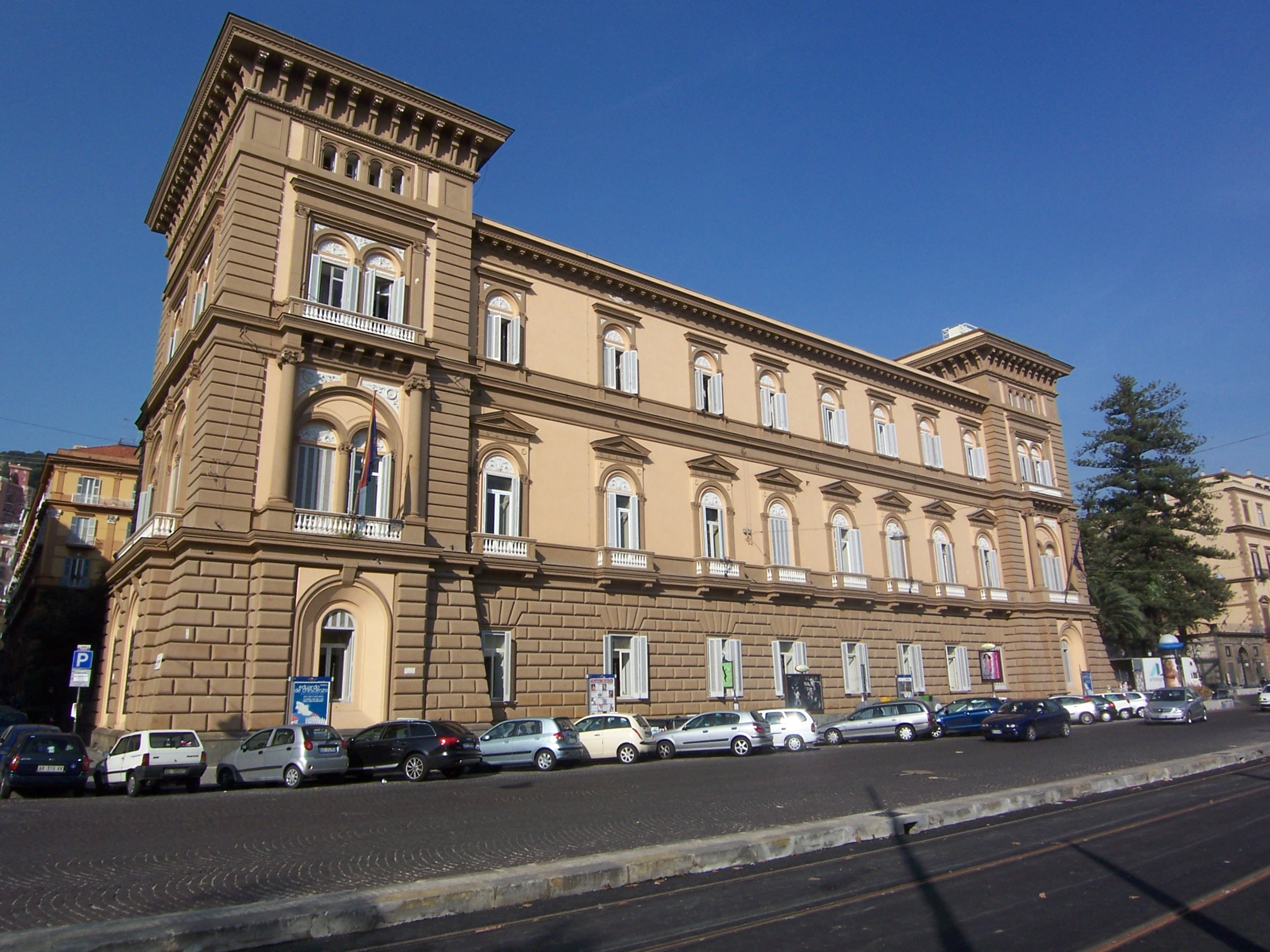
Palazzo Caravita di Sirignano

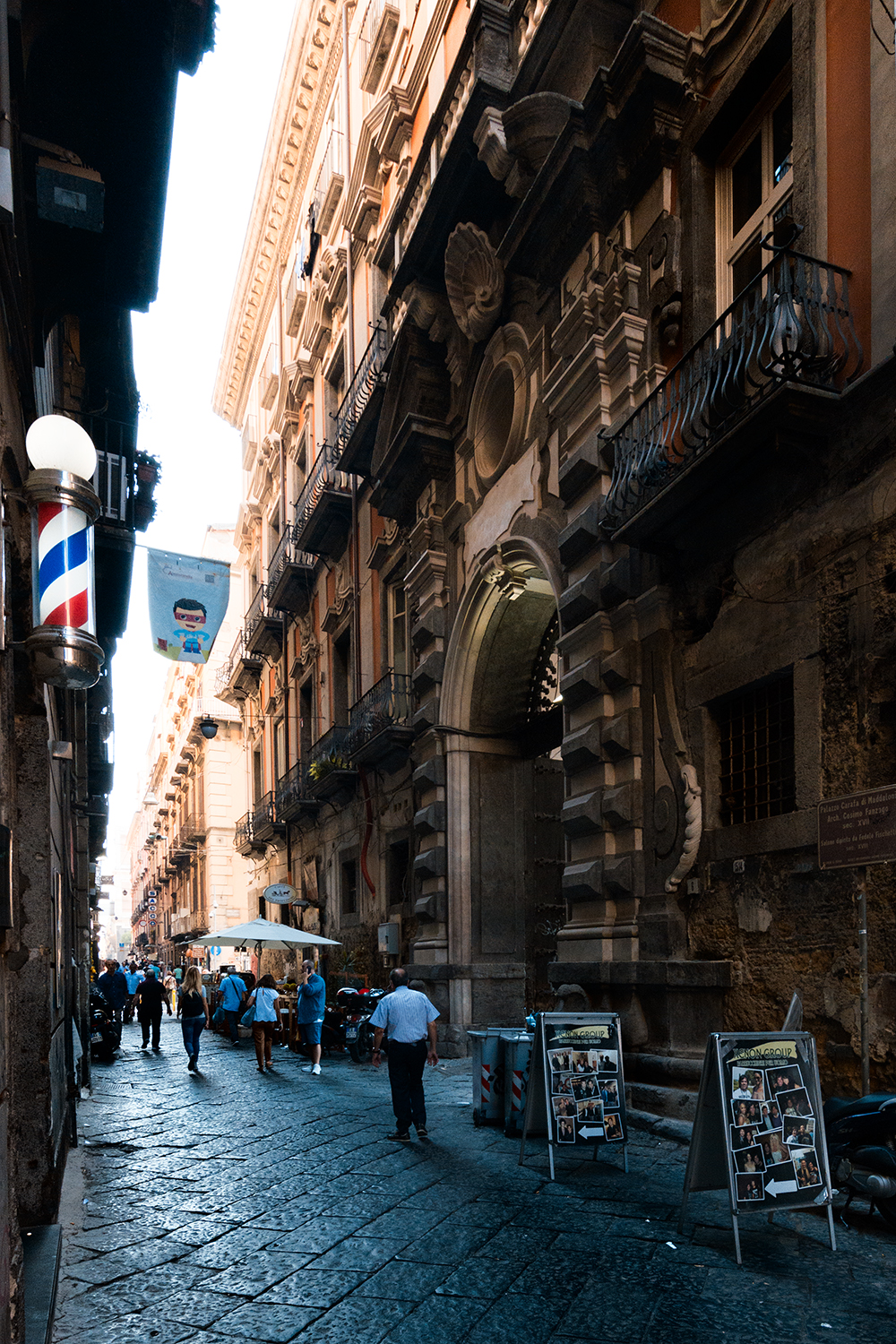
Palazzo Carafa di Maddaloni

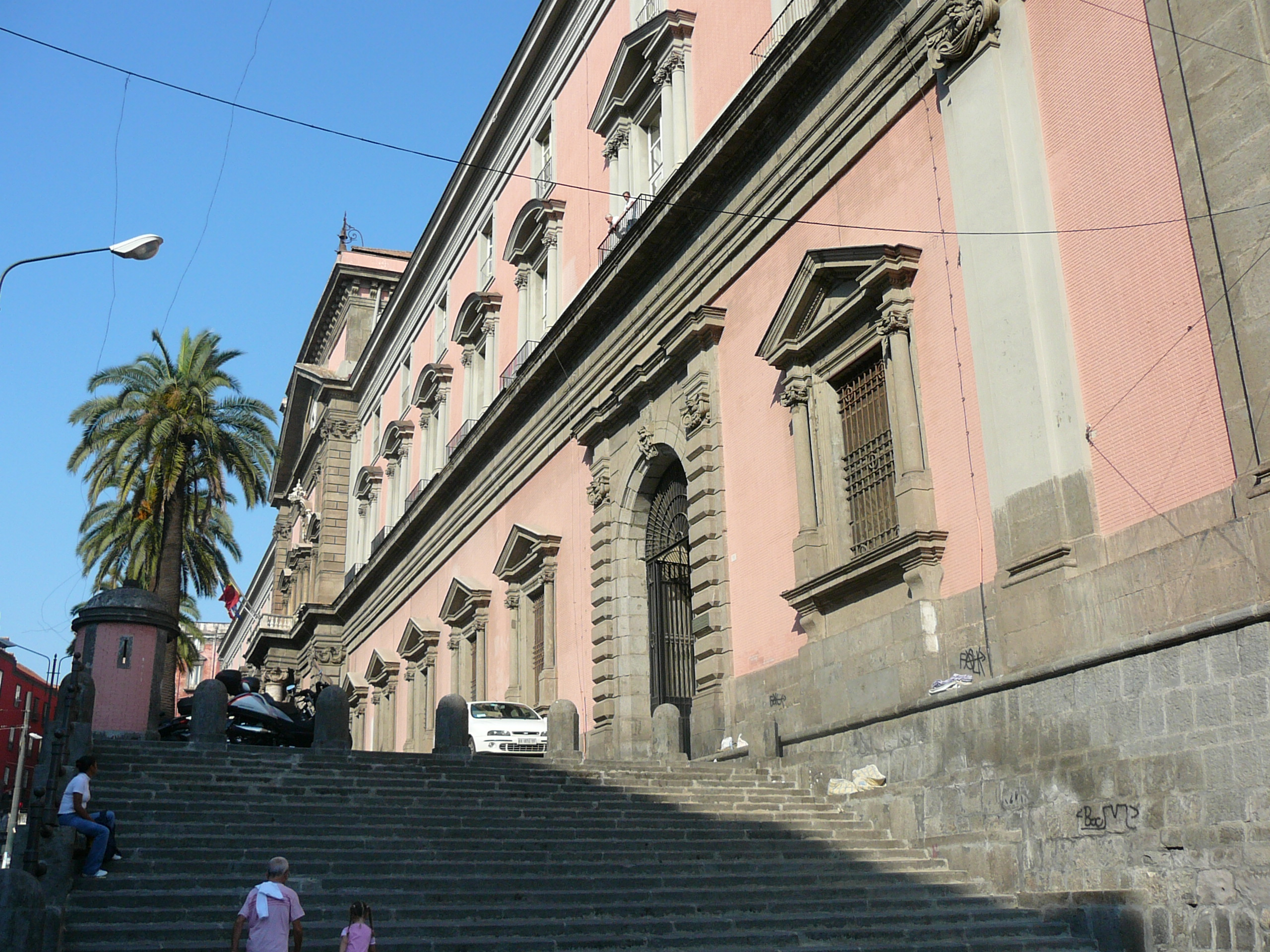
Palazzo degli Studi

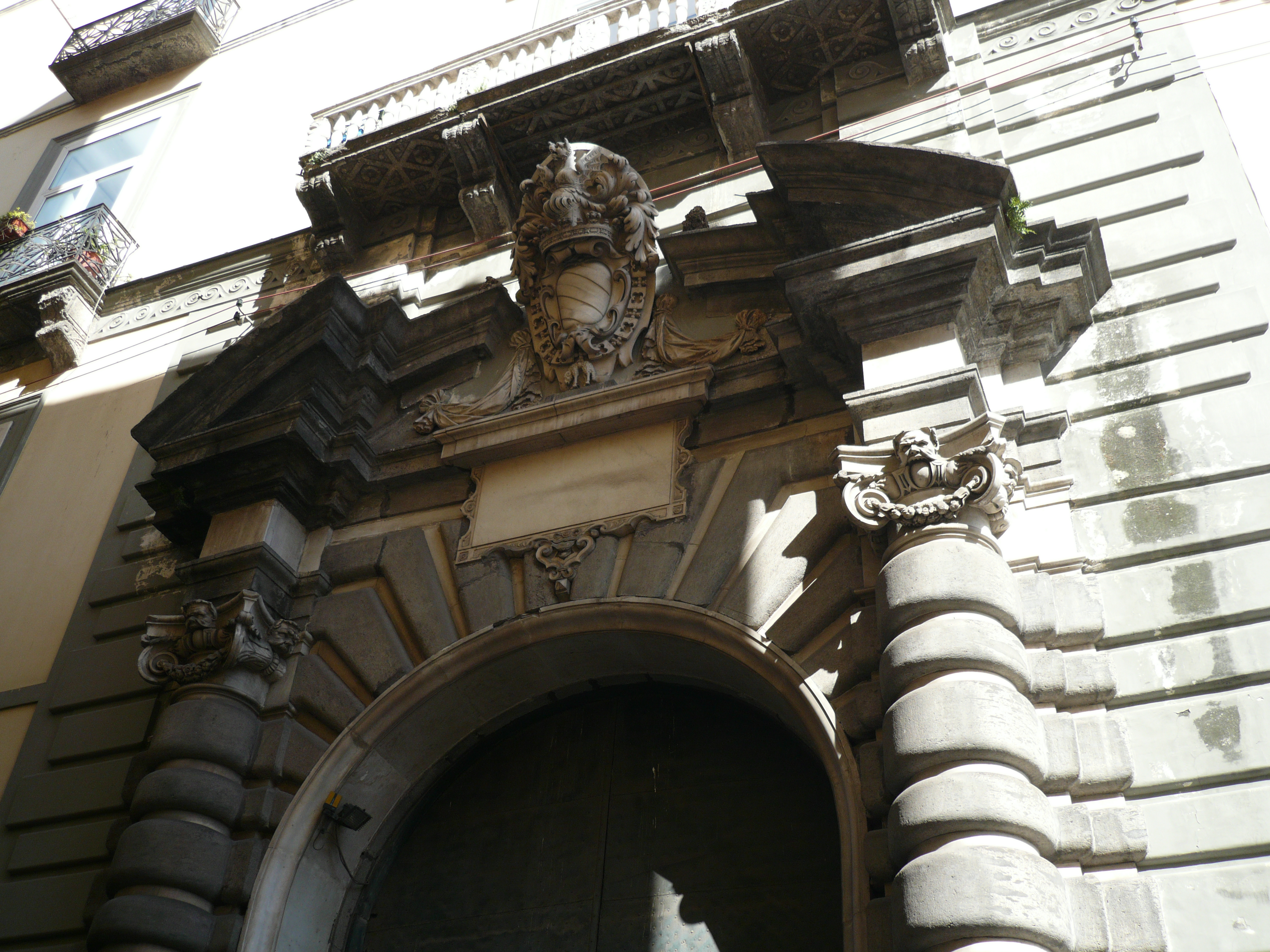
Palazzo di Sangro

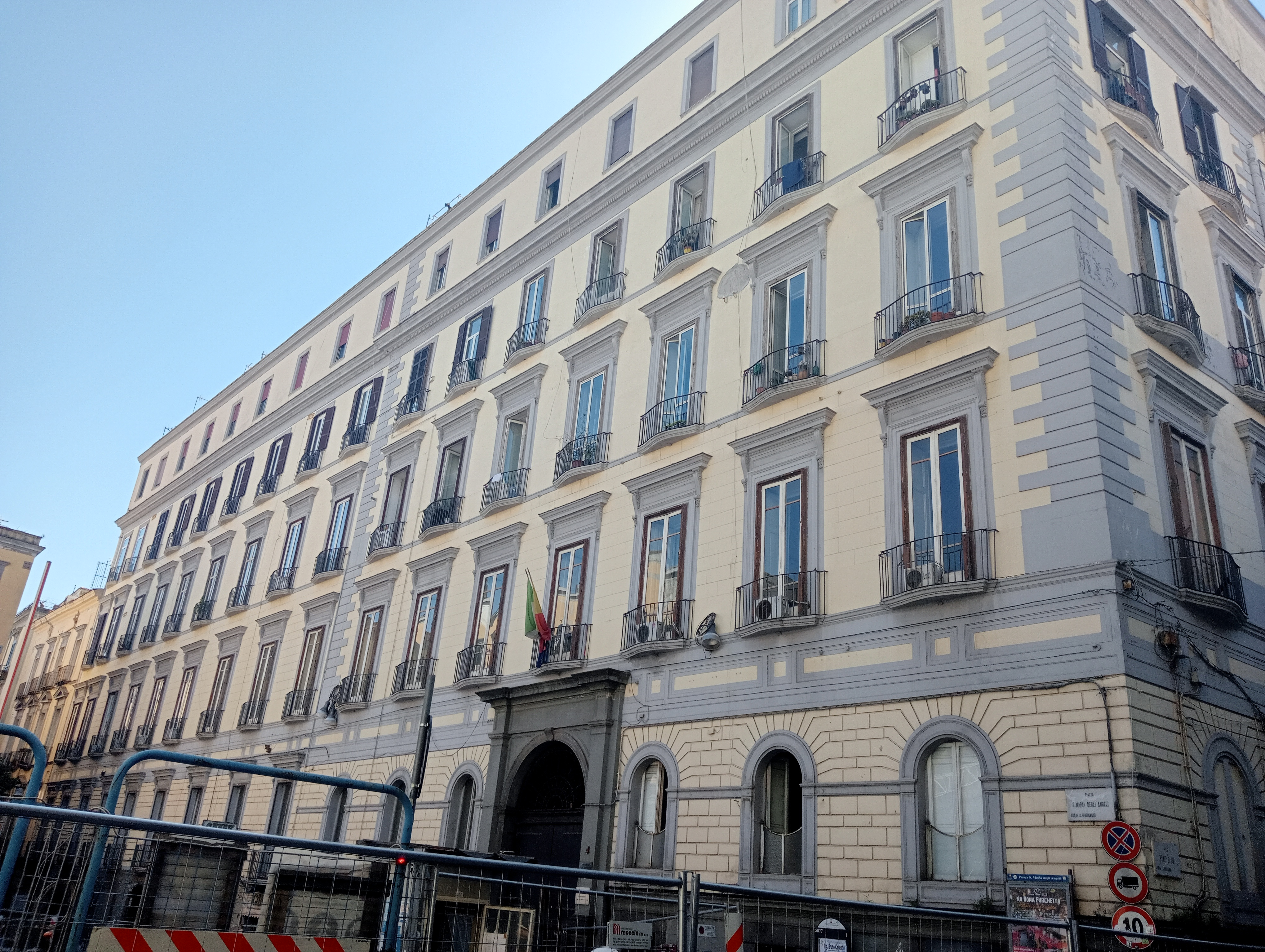
Palazzo Ciccarelli di Cesavolpe

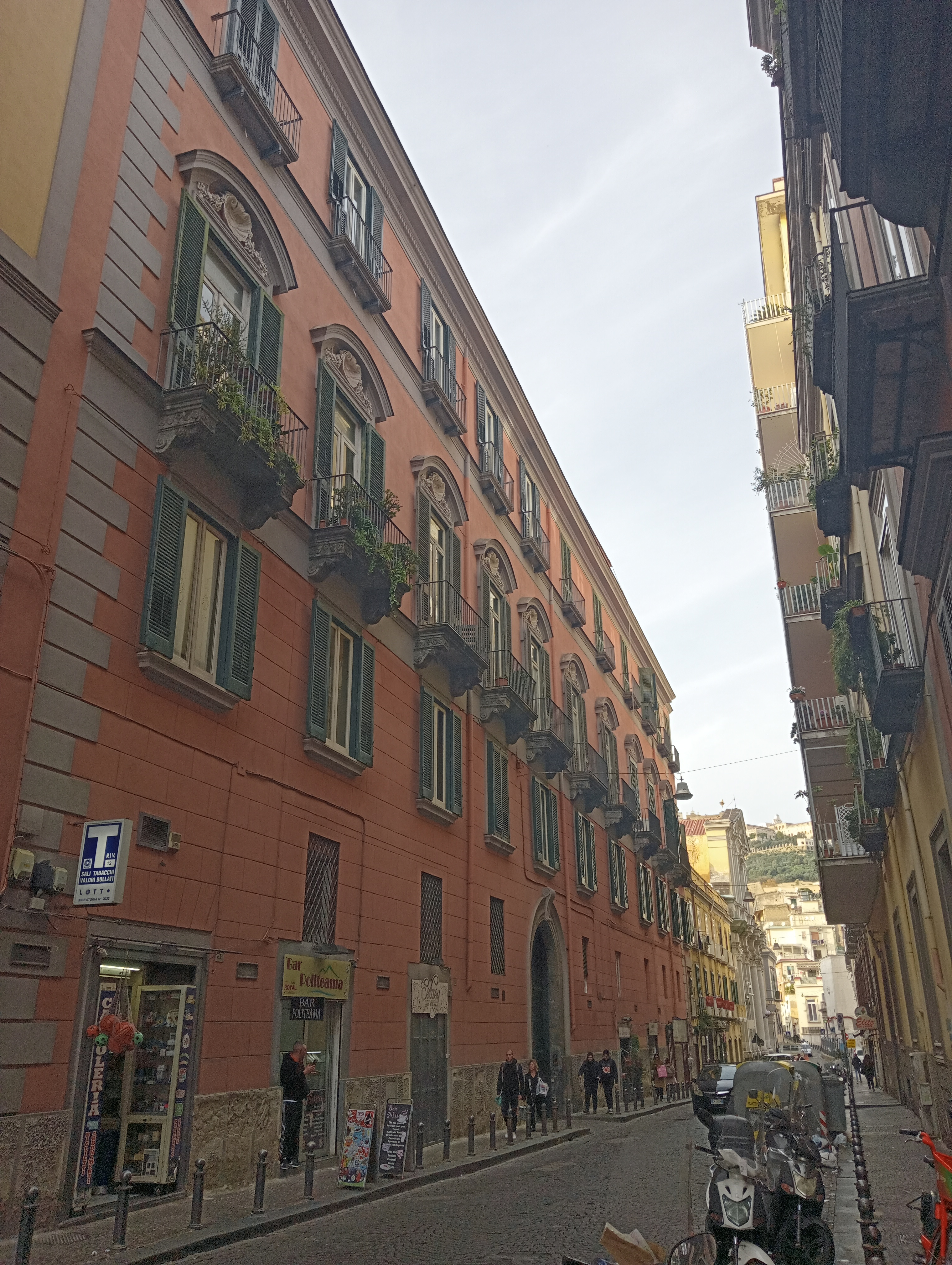
Palazzo Barracco

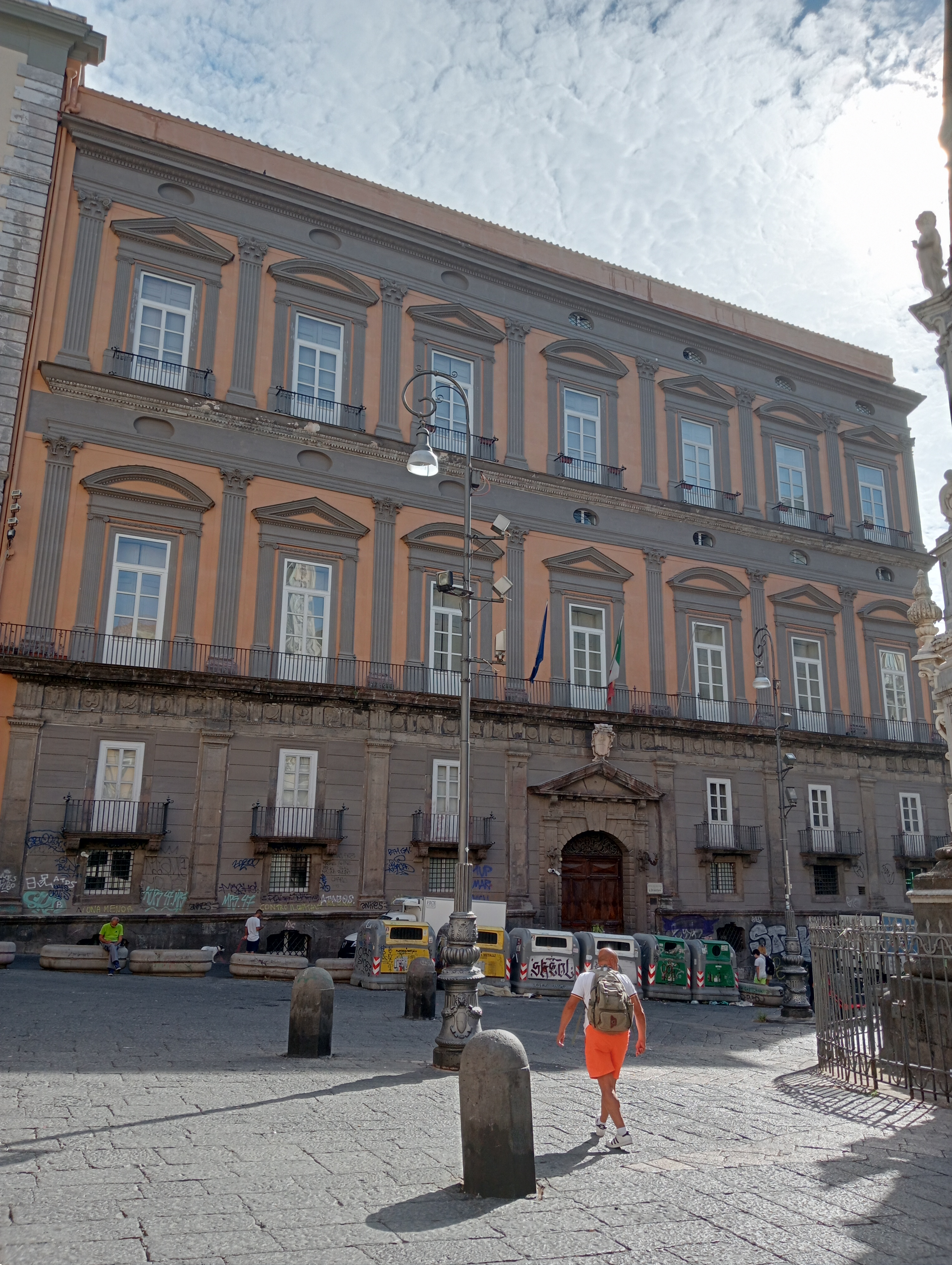
Palazzo Saluzzo di Corigliano

- Palazzo Acquaviva (vico III Porta Piccola a Montecalvario)
- Palazzo Acquaviva d'Atri
- Palazzo Alchemia
- Palazzo Apicella (via Santa Maria di Costantinopoli n.84)
- Palazzo Armenio (via Sapienza n.18)
- Palazzo Balsorano
- Palazzo Barbaja
- Palazzo Barracco
- Palazzo Barretta (Piazzetta D'Ovidio nn.6-8)
- Palazzo Berio
- Palazzo Bisignano (via Bisignano nn.4-11)
- Palazzo Blanch (via Egiziaca a Pizzofalcone n.43)
- Palazzo Bonifacio a Regina Coeli
- Palazzo Bonito (via San Giovanni in Porta n.40)
- Palazzi Brunasso
- Palazzo Cambi (Largo San Giovanni Maggiore n.25)
- Palazzo Cammarota (via Santa Maria Ognibene)
- Palazzo Cancellara (via Duomo n.166)
- Palazzo Candido (via Solitaria n.5)
- Palazzo Cantalupo (via Mergellina n.1)
- Palazzo Capponi (vico Cinquesanti n.17)
- Palazzo Capracotta
- Palazzo Caracciolo di Capriglia (via San Liborio n.33)
- Palazzo Caracciolo di Forino
- Palazzo Caracciolo di Martina
- Palazzo Caracciolo di San Vito
- Palazzo Caracciolo di Torchiarolo (via Pontenuovo n.27)
- Palazzo Carafa della Spina
- Palazzo Carafa d'Andria (Piazza Santa Maria degli Angeli a Pizzofalcone n.11)
- Palazzo Carafa di Belvedere
- Palazzo Carafa di Maddaloni
- Palazzo Carafa di Nocera
- Palazzo Carafa di Santa Severina
- Palazzo Caravita di Sirignano
- Palazzo Carignani di Novoli
- Palazzo Castriota Scanderbeg
- Palazzo Cellammare
- Palazzo Chaves del Monte
- Palazzo Ciccarelli di Cesavolpe
- Palazzo Cordua (vico Giardinetto n.84)
- Palazzo Costa (via Vergini n.14)
- Palazzo d'Acuña
- Palazzo D'Afflitto-Imperiali
- Palazzo D'Alessandro di Pescolanciano
- Palazzo d'Aquino di Caramanico
- Palazzo d'Avalos del Vasto
- Palazzo De Clario (via Arena della Sanità n.16)
- Palazzo de Franchis (via Raimondo De Sangro di Sansevero n.4)
- Palazzo De Liguoro di Presicce
- Palazzo De Liguoro
- Palazzo De Magistris (vico San Marcellino n.5)
- Palazzo De Rosa di Villarosa
- Palazzo De Sangro di Vietri
- Palazzo degli Studi
- Palazzo Orsini, poi palazzo dei duchi di Casamassima o palazzo de Ponte di Casamassima (via dei Banchi Nuovi n.8)
- Palazzo del Cavaliere
- Palazzo del convento dell'Egiziaca a Pizzofalcone
- Palazzo del Conservatorio dello Spirito Santo
- Palazzo del Maggiordomo
- Palazzo del Monastero dello Spirito Santo (via Emanuele De Deo n.6)
- Palazzo del Monte dei Morti
- Palazzo del Monte dei Poveri Vergognosi ai Vergini (via Vergini n.53)
- Palazzo del Monte di Pietà
- Palazzo del Nunzio Apostolico
- Palazzo Del Pezzo
- Palazzo del Principe di Sannicandro (già Carafa di Maddaloni)
- Palazzo Del Tufo (via Diodato Loy n.10)
- Palazzo della Marchesa di Castelluccio
- Palazzo Della Porta
- Palazzo Della Posta-D'Aponte
- Palazzo delle Congregazioni
- Palazzo Di Gennaro (via San Biagio dei Librai n.13)
- Palazzo di Niccolò Caracciolo
- Palazzo di Sangro
- Palazzo di Somma del Colle
- Palazzo Domine (vico Basilio Puoti n.11)
- Palazzo Dupold
- Palazzo Fasulo (via Atri n.3)
- Palazzo Ferrasio (vico dei Pellegrini n.19)
- Palazzo Filangieri d'Arianello
- Palazzo Filomarino
- Palazzo Filomarino (vico Loffredi)
- Palazzo Firrao
- Palazzo Gaetani
- Palazzo Gagliani (via Pasquale Scura n.66)
- Palazzo Gagliani a Santa Chiara (vico Gagliani a Santa Chiara n.2)
- Palazzo Garzillo
- Palazzo Gesualdo (via Monteoliveto)
- Palazzo Giordano
- Palazzo Gironda di Canneto
- Palazzo Giura (via Concezione a Montecalvario n.48)
- Palazzo Giusso
- Palazzo Gomez Paloma (via Trinità degli Spagnoli n.33)
- Palazzo Grazia (Piazzetta dei Bianchi allo Spirito Santo n.4)
- Palazzo in Largo Arianello n.12
- Palazzo in Largo Madonna delle Grazie n.11
- Palazzo in largo Santa Maria la Nova n.8
- Palazzo in Largo Santa Maria la Nova n.18
- Palazzo in Largo Santi Apostoli n.10
- Palazzo in Piazza Montecalvario n.2
- Palazzo in Piazza Montecalvario n.5
- Palazzo in Piazza San Gaetano n.62
- Palazzo in Piazza San Gaetano n.81
- Palazzo in salita Pontecorvo 26
- Palazzo in Salita Pontecorvo n.54
- Palazzo in Salita Pontecorvo n.60
- Palazzo in Salita Trinità degli Spagnoli n.13
- Palazzo in via Anticaglia n.13
- Palazzo in via Atri n.14
- Palazzo in via Atri n.21
- Palazzo in via Atri n.31
- Palazzo in via Atri 33
- Palazzo in via Carbonara n.20
- Palazzo in via Carbonara n.42
- Palazzo in via Carbonara 52
- Palazzo in via Carbonara n.58
- Palazzo in via Duomo n.184
- Palazzo in via Duomo n.196
- Palazzo in via Duomo n.228
- Palazzo in via Emanuele De Deo n.4
- Palazzo in via Emanuele De Deo n.98
- Palazzo in via Francesco del Giudice n.13
- Palazzo in via Francesco Saverio Gargiulo n.3
- Palazzo in via Gennaro Serra n.65
- Palazzo in via Gennaro Serra n.76
- Palazzo in via Luigi Settembrini n.61
- Palazzo in via Materdei n.73
- Palazzo in via Medina n.13
- Palazzo in via Nilo n.17
- Palazzo in via Nuova Santa Maria Ognibene n.57
- Palazzo in via Nuova Santa Maria Ognibene n.76
- Palazzo in via Oronzo Costa n.32
- Palazzo in via Pallonetto di Santa Chiara 15
- Palazzo in via Pasquale Galluppi n.4
- Palazzo in via Pasquale Scura n.13
- Palazzo in via Pasquale Scura n.20
- Palazzo in via Pasquale Scura n.37
- Palazzo in via Pasquale Scura n.45
- Palazzo in via Pasquale Scura n.48
- Palazzo in via Pasquale Scura n.77
- Palazzo in via Pellegrini n.5
- Palazzo in via Pignasecca n.49
- Palazzo in via Pisanelli n.4
- Palazzo in via Port'Alba n.17a
- Palazzo in via Portacarrese a Montecalvario n.25
- Palazzo in vico I Portapiccola a Montecalvario n.8
- Palazzo in via Raimondo De Sangro n.10
- Palazzo in via Raimondo De Sangro di Sansevero n.27
- Palazzo in via Rosario a Portamedina n.62
- Palazzo in via San Giovanni in Porta n.34
- Palazzo in via San Giovanni in Porta n.62
- Palazzo in Rampe San Giovanni Maggiore n.12
- Palazzo in via San Giovanni Maggiore Pignatelli n.8
- Palazzo in via San Giovanni Maggiore dei Pignatelli 29
- Palazzo in via San Liborio n.4
- Palazzo in via San Liborio n.23
- Palazzo in via San Liborio n.37
- Palazzo in via San Paolo n.21
- Palazzo in via San Paolo n.40
- Palazzo in via San Paolo n.44
- Palazzo in via San Sebastiano n.16
- Palazzo in via Santa Brigida n.16
- Palazzo in via Santa Chiara n.34
- Palazzo in via Santa Sofia n.26
- Palazzo in via Santa Teresella degli Spagnoli n.3
- Palazzo in via Santa Teresella degli Spagnoli n.59
- Palazzo in via Speranzella n.69
- Palazzo in via Speranzella n.105
- Palazzo in via Speranzella n.109
- Palazzo in via Speranzella 123
- Palazzo in via Toledo n.380
- Palazzo in via Trinità degli Spagnoli n.5
- Palazzo in via Trinità degli Spagnoli n.31
- Palazzo in vico Bonafficiata Vecchia n.8
- Palazzo in vico Campanile al Consiglio n.21
- Palazzo in vico Campanile al Consiglio n.22
- Palazzo in via Carlo De Cesare n.41
- Palazzo in vico Conte di Mola n.27
- Palazzo in vico 2 Foglie a Santa Chiara n.3
- Palazzo in vico Giganti n.23
- Palazzo in vico Giganti n.55
- Palazzo in vico Loffredi n.20
- Palazzo in vico Lungo Gelso n.44
- Palazzo in vico Lungo Gelso n.53
- Palazzo in vico Lungo Gelso n.122
- Palazzo in vico Lungo Gelso n.127
- Palazzo in vico Lungo Montecalvario n.31
- Palazzo in vico Lungo Teatro Nuovo n.59
- Palazzo in vico Pazzariello n.16
- Palazzo in vico Rosario di Palazzo n.2
- Palazzo in vico Rosario di Palazzo n.15
- Palazzo in vico San Nicola a Nilo n.18
- Palazzo in vico Sant'Anna di Palazzo n.1
- Palazzo in vico Sant'Anna di Palazzo 5
- Palazzo in vico Sant'Anna di Palazzo 13
- Palazzo in vico Santi Filippo e Giacomo n.29
- Palazzo in vico Santo Spirito di Palazzo n.49
- Palazzo in vico Sergente Maggiore n.4
- Palazzo in vico Storto al Purgatorio ad Arco
- Palazzo in vico Tre Re a Toledo n.3
- Palazzo in vico Tre Re a Toledo n.47
- Palazzo in vico Tre Re a Toledo n.60
- Palazzo in vico della Tofa n.21
- Palazzo in vico della Tofa n.59
- Palazzo in vico della Tofa n.75
- Palazzo in vico della Tofa n.82
- Palazzo in vicoletto Berio n.4
- Palazzo Lagni (via Vergini n.56)
- Palazzo Lauro di Bisignano
- Palazzo Leva (vico Santo Spirito di Palazzo n.43)
- Palazzo Manso (Piazza Girolamini n.103)
- Palazzo Marigliano
- Palazzo Marsiconuovo (via Trinchera n.18)
- Palazzo Mascambruno
- Palazzo Medici a Materdei
- Palazzo Medici a Santa Maria la Nova
- Palazzo Medici Acquaviva
- Palazzo Mele (via Speranzella n.60)
- Palazzo Mele-Longo
- Palazzo Miradois
- Palazzo Morisani
- Palazzo Mormando
- Palazzo Mormile (Piazza Portanova n.11)
- Palazzo Orsini di Gravina
- Palazzo Pacchino (via Egiziaca a Pizzofalcone n.24)
- Palazzo Pagano (via Nuova Santa Maria Ognibene n.2)
- Palazzo Pedagna (via Sant'Antonio Abate n.54)
- Palazzo Perrone (Salita Tarsia n.30)
- Palazzo Persico (via Duomo n.222)
- Palazzo Petrone
- Palazzo Picerno (vico Santo Spirito di Palazzo n.54)
- Palazzo Pignatelli di Monteleone
- Palazzo Pignone
- Palazzo Pinelli
- Palazzo Pisacane-Palmieri
- Palazzo Pulcarelli
- Palazzo Ragni
- Palazzo Ricca
- Palazzo Rocco di Torrepadula (via Santa Sofia n.3)
- Palazzo Romano Colonna
- Palazzo Rossi del Leone (Piazza Bellini n.75)
- Palazzo Ruffano (via Luigi Settembrini n.3)
- Palazzo Ruggiero (via Rosario a Portamedina n.61)
- Palazzo Rutia De Silva
- Palazzo Saluzzo di Corigliano
- Palazzo Sanchez-Porcinari (via Egiziaca a Pizzofalcone n.59)
- Palazzo Sanfelice di Bagnoli
- Palazzo Santa Maria Porta Coeli
- Palazzo Santoro (vico Cangiani a Santa Maria Antesaecula n.8/c)
- Palazzo Sarriano (largo Santa Maria la Nova n.12)
- Palazzo Savarese
- Palazzo Scaglione-De Angelis
- Palazzo Sebastiano (via San Biagio dei Librai n.25)
- Palazzo Sessa
- Palazzo Sgueglia della Marra
- Palazzo Sifola
- Palazzo Spinelli di Cariati
- Palazzo Tenore (via San Gregorio Armeno n.41)
- Palazzo Tocco di Montemiletto
- Palazzo Torno Aldana (vico Colonne a Cariati)
- Palazzo Tortora Brayda
- Palazzo Tufarelli
- Palazzo Valcarcel
- Palazzo Valletta (via Carozzieri a Monteoliveto n.13)
- Palazzo Ventapane
- Palazzo Venusio
- Palazzo Villani (via Vergini n.38)
- Palazzo Zezza (Salita San Raffaele n.1)
- Palazzo Zona

### XVII secolo
- Casa Professa dei Padri Gesuiti
- Gran Quartiere di Pizzofalcone
- Ospedale di San Gennaro dei Poveri

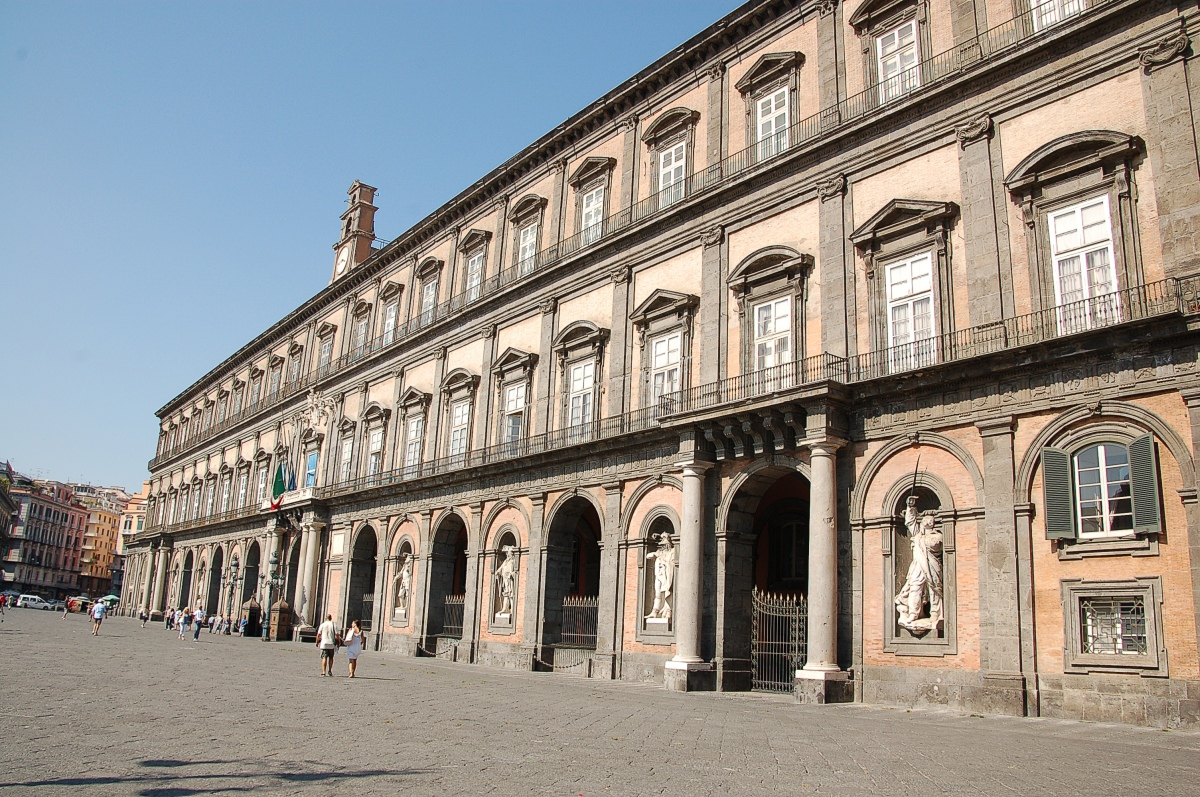
Palazzo Reale

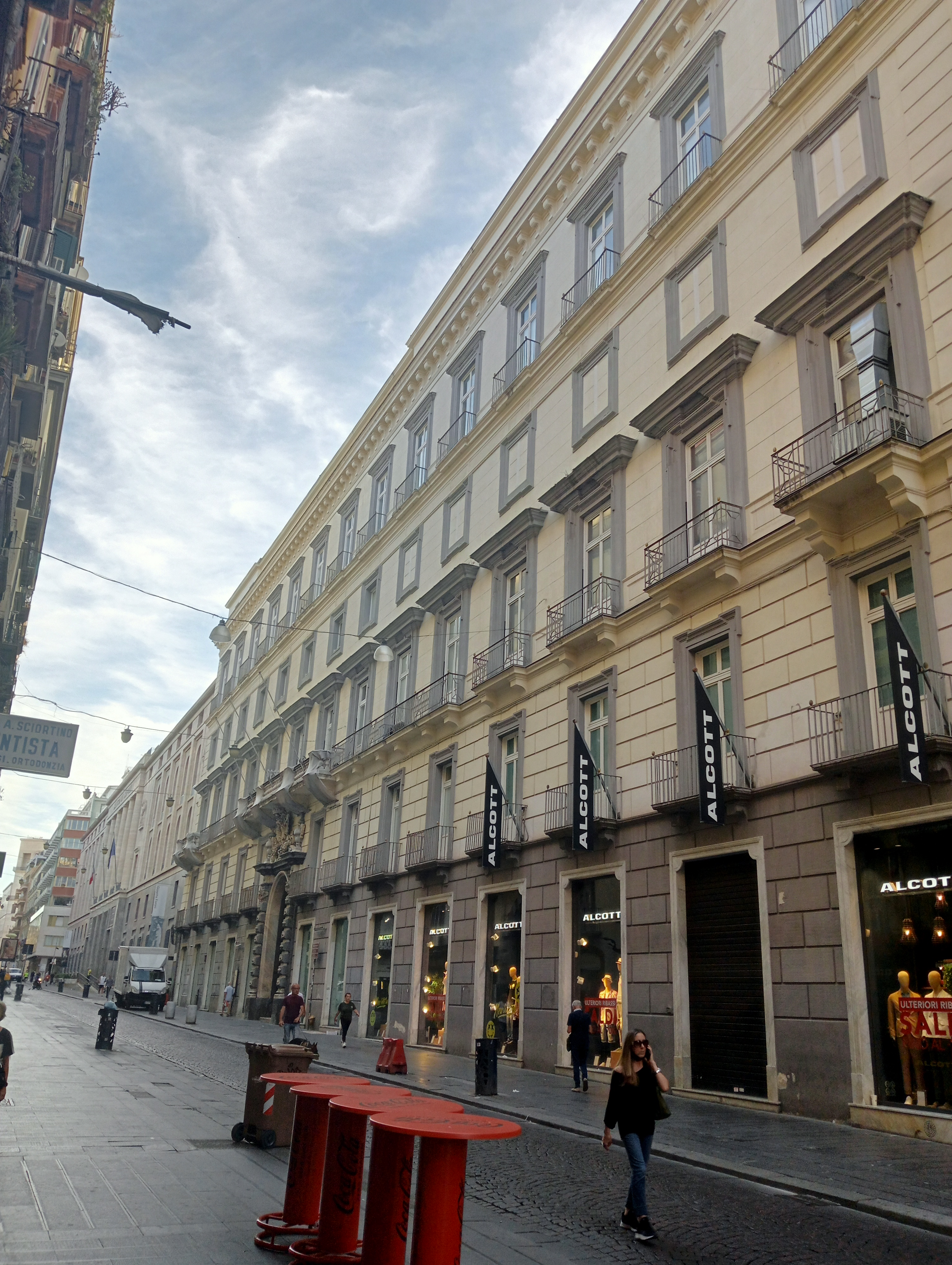
Palazzo Zevallos

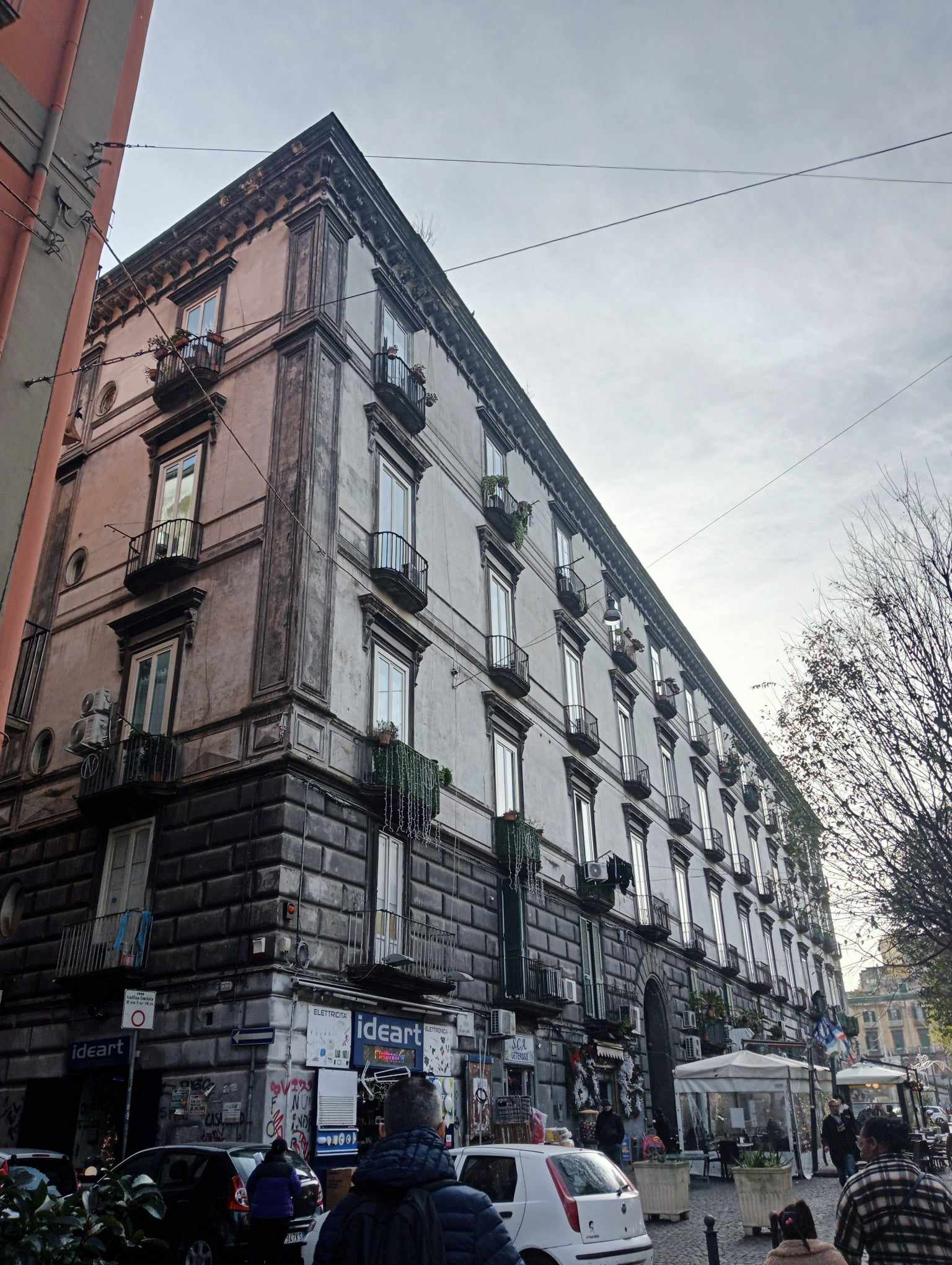
Palazzo Ruffo di Castelcicala

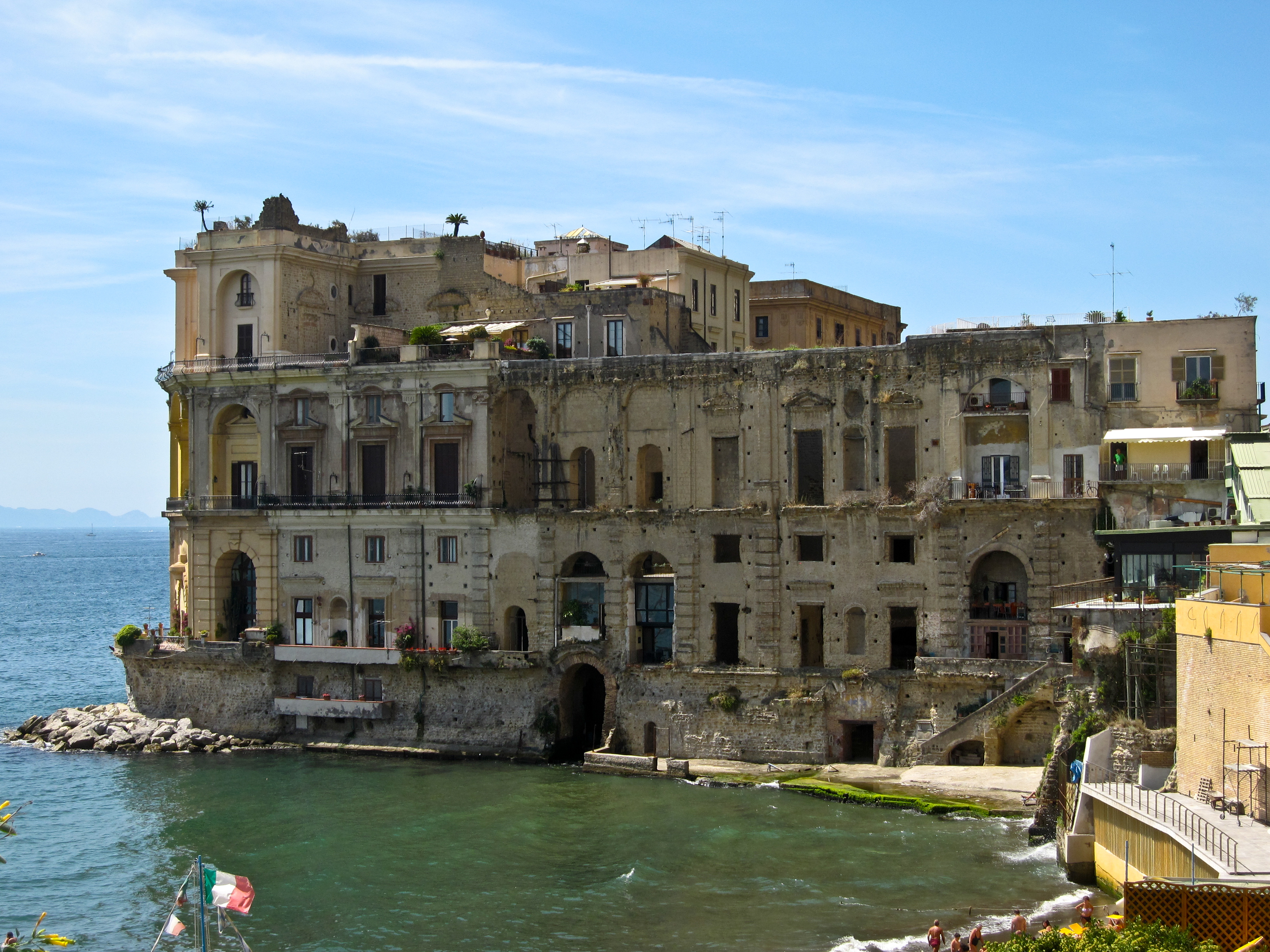
Palazzo Donn'Anna

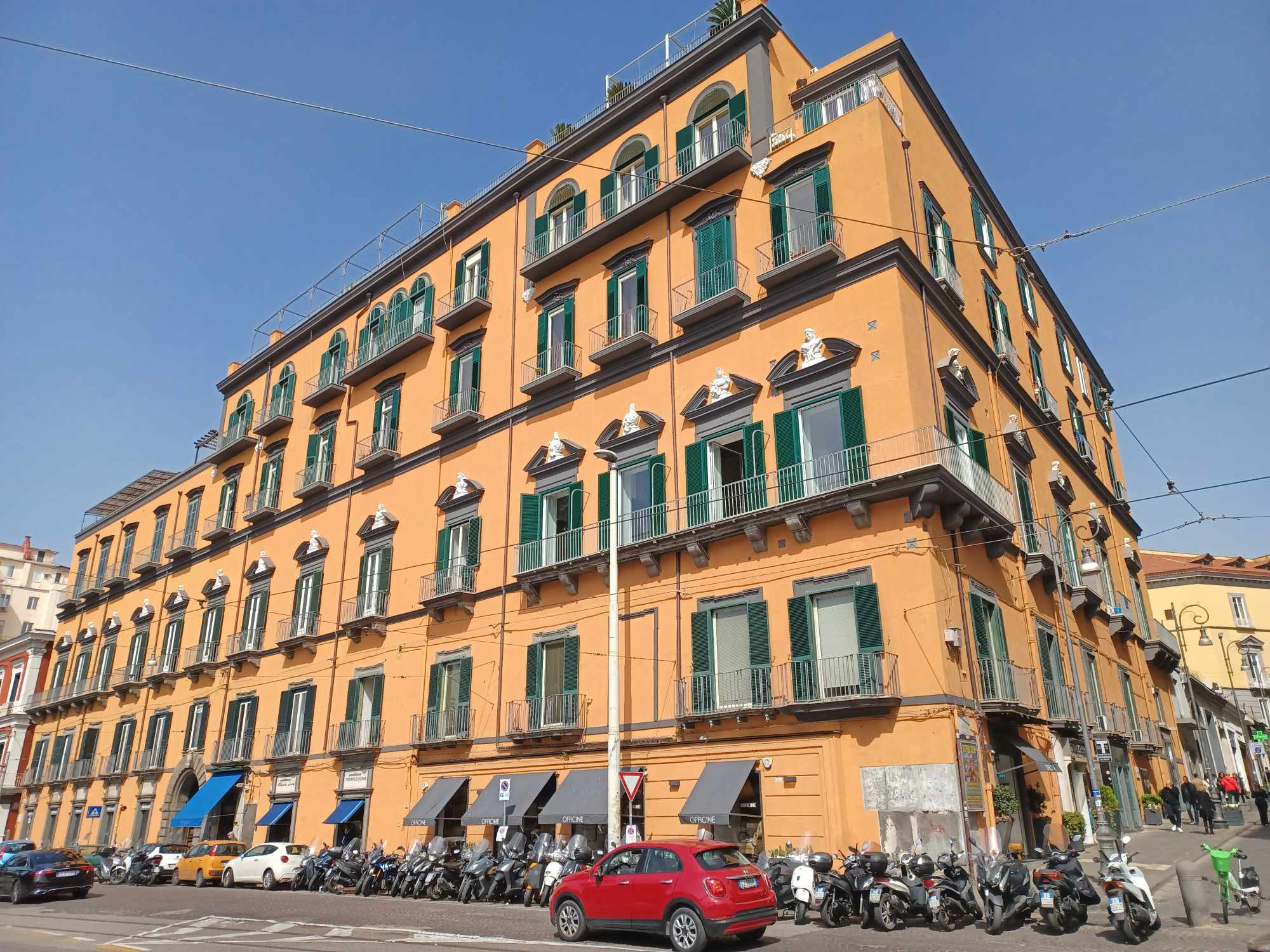
Palazzo Ravaschieri di Satriano

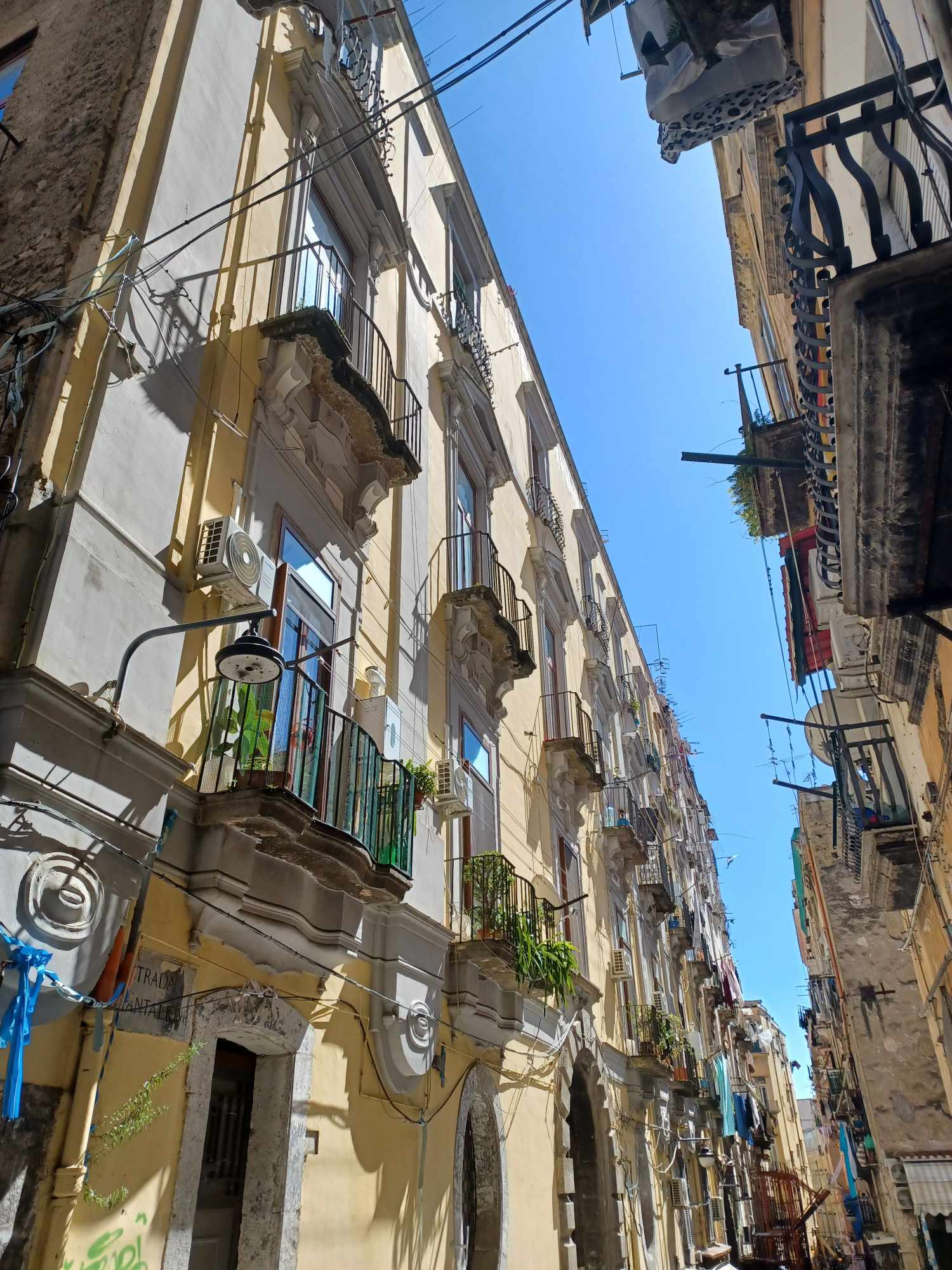
Palazzo Brancaccio

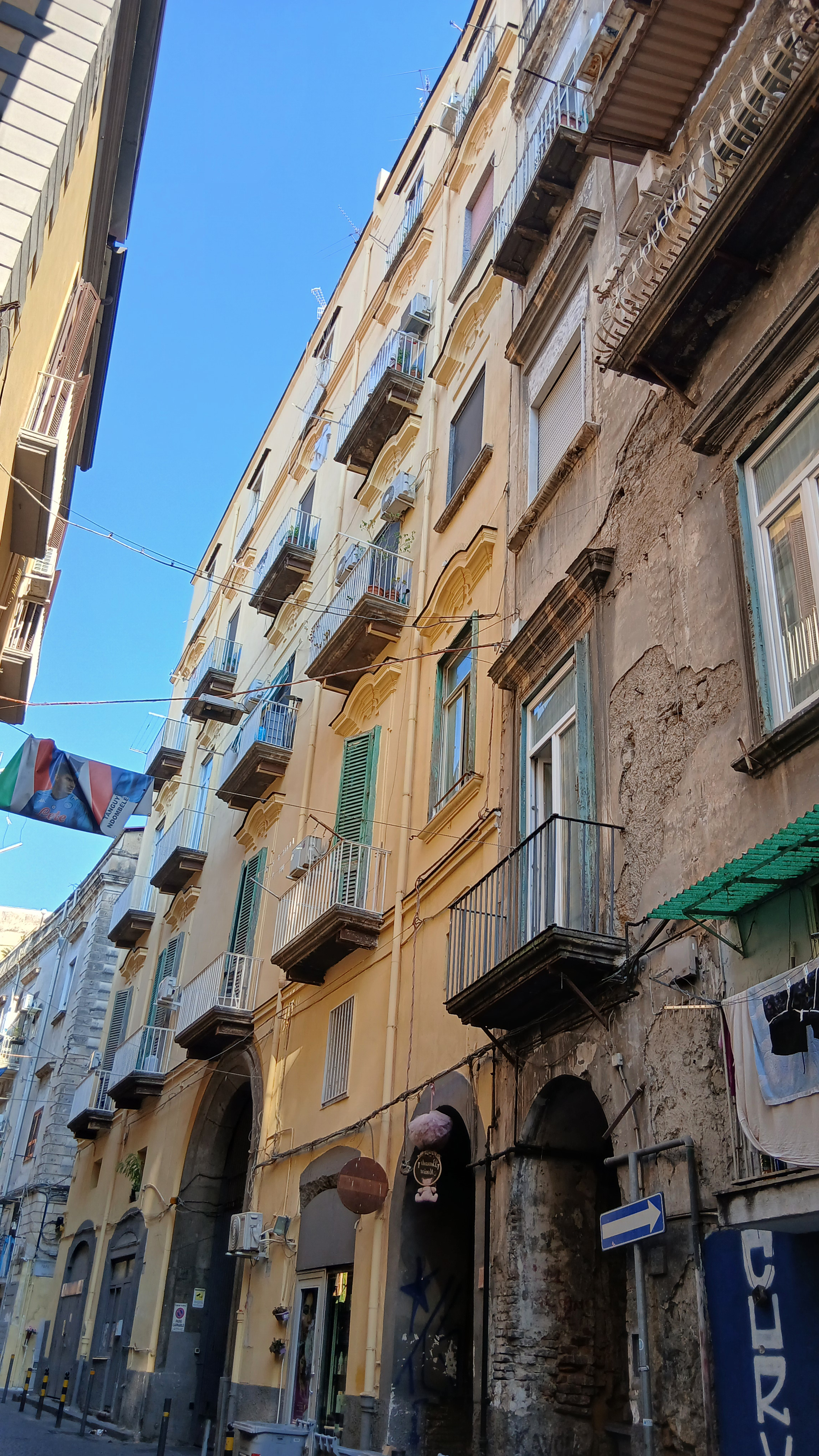
Palazzo de Goyzueta

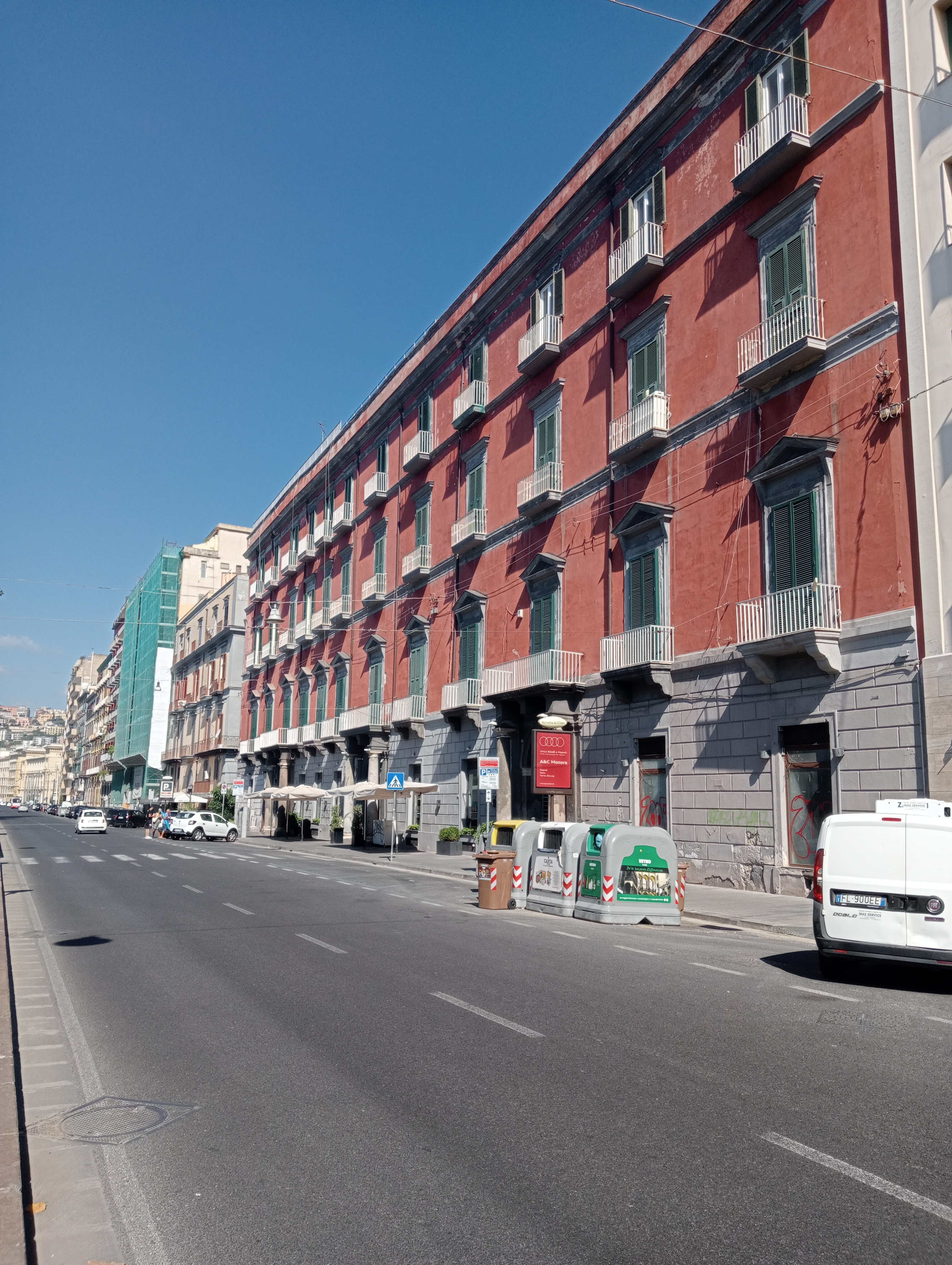
Palazzo Ischitella

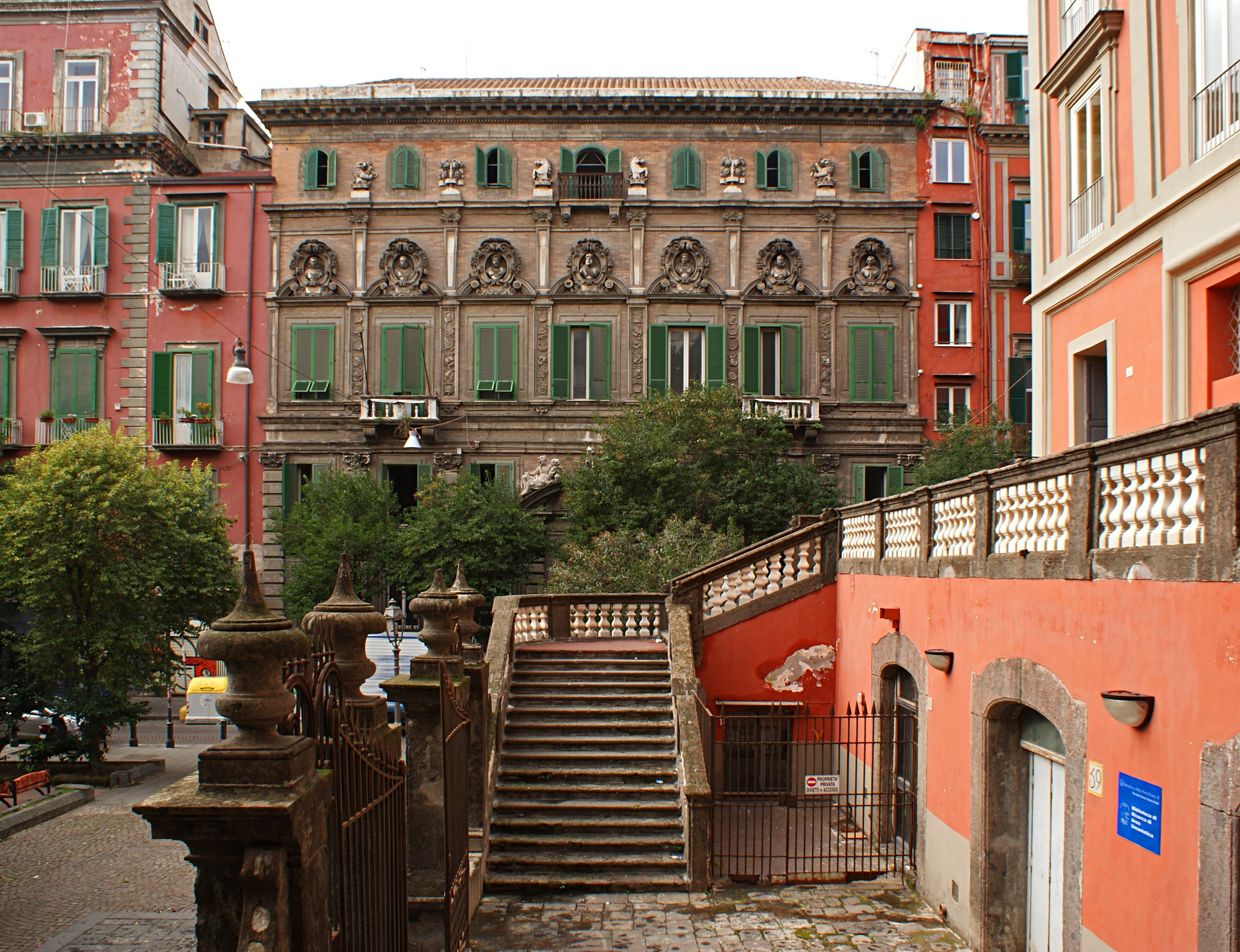
Palazzo Firrao

- Palazzo Ageta (via Giovanni Paladino n.25)
- Palazzo Albano (via del Priorato n.8)
- Palazzo Amendola-D'Alessandro (Piazza Sannazzaro n.71)
- Palazzo Andreassi
- Palazzo Arcella (Piazza Sisto Riario Sforza n.159)
- Palazzo Baronale
- Palazzo Borrello (via Filippo Rega n.17)
- Palazzo Bottiglieri
- Palazzo Brancaccio (Napoli, via San Pantaleone nn.16-18)
- Palazzo Brayda (via Salvator Rosa n.119)
- Palazzo Brancia (Secondigliano, via dell'Arco n.30)
- Palazzo Caffo (Piazzetta Olivella n.18)
- Palazzo Calà Ulloa (Piazzetta Mondragone n.12)
- Palazzo Cantelmo (vico San Domenico Soriano n.37)
- Palazzo Capano
- Palazzo Capano-De Liguoro (via Santa Maria Antesaecula)
- Palazzo Caprioli (vico Calascione n.11)
- Palazzo Castelpagano (via Carlo Poerio n.98)
- Palazzo Caracciolo del Sole (via Giuseppe Piazzi n.55)
- Palazzo Caracciolo di Avellino (Salita Tarsia n.116)
- Palazzo Caracciolo di Brienza a Santa Lucia
- Palazzo Caracciolo di Roccaromana
- Palazzo Caracciolo di Sant'Eramo
- Palazzo Carafa di Noja
- Palazzo Carafa di Roccella
- Palazzo Carrillo (vico Monteroduni n.12)
- Palazzo Cattaneo-Barberini
- Palazzo Cattaneo della Volta (Napoli, via Sannicandro n.27)
- Palazzo Cattaneo della Volta (Napoli)
- Palazzo Cedronio (via Cedronio)
- Palazzo Celentano (Salita Miradois)
- Palazzo Cella De Mari (via Francesco Saverio Correra n.222)
- Palazzo Cercepiccola
- Palazzo Cesarano (Piazza Cavour n.142)
- Palazzo Chiurazzi (via Cristallini n.46)
- Palazzo Ciaravella (via Toledo n.388)
- Palazzo Cimmino (via Santa Maria Antesaecula n.77)
- Palazzo Cimmino (via Ventaglieri n.77)
- Palazzo Cioffi
- Palazzo Colabella (via Nuova Pizzofalcone n.45)
- Palazzo Correale
- Palazzo Costantino alla Costigliola
- Palazzo Cutino (vico Monteroduni)
- Palazzo Cybo (vico Sedil Capuano n.6)
- Palazzo D'Ajello (via Giuseppe Piazzi n.43)
- Palazzo D'Amico (via Donnalbina n.56)
- Palazzo d'Aquino di Caramanico al Chiatamone
- Palazzo D'Avalos di Torrebruna (vico Monteroduni n.19)
- Palazzo De Alteriis (via Emanuele De Deo n.28)
- Palazzo De Angelis (vico a Figurella a Montecalvario n.59)
- Palazzo de Goyzueta
- Palazzo De Leone
- Palazzo De Liguoro (Marianella)
- Palazzo De Luna (Piscinola)
- Palazzo De Simone
- Palazzo De Tomase (via Salvator Rosa n.245)
- Palazzo del Cardinale Zapata
- Palazzo del Corpo di Guardia (via Santa Lucia)
- Palazzo Del Doce (vico della Neve n.30)
- Palazzo del Duca di Campochiaro (via Chiatamone n.19)
- Palazzo dell'Ordine di Malta (via del Priorato n.17)
- Palazzo del Pio Monte della Misericordia
- Palazzi Della Monica (via Raimondo De Sangro n.20-23)
- Palazzo della Real Paggeria
- Palazzo Dentice
- Palazzo Di Giacomo (via Roberto Savarese n.8)
- Palazzo di Magnocavallo
- Palazzo Di Mando (via Salvator Rosa n.210)
- Palazzo di Nerone
- Palazzo Don Carlo (Piscinola)
- Palazzo Donn'Anna
- Palazzo Ferraro di Silvi (Salita Stella n.27)
- Palazzo Fonseca (vico Lammatari n.59)
- Palazzo Frammarino
- Palazzo Frattapiccola (via Toledo n.389)
- Palazzo Frontera (via Duomo)
- Palazzo Galluppi (vico Pasquale Galluppi n.6)
- Palazzo Gatto
- Palazzo Giordano (via Cristallini n.120)
- Palazzo Girardi (via Concezione a Montecalvario n.14)
- Palazzo Grippa (via Antonio Villari n.45)
- Palazzo Gurgo (via Santa Teresella degli Spagnoli n.52)
- Palazzo in Largo Donnaregina n.4
- Palazzo in Piazza Cavour n.139
- Palazzo in Piazzetta Gagliardi n.5
- Palazzo in Salita Capodimonte n.5
- Palazzo in Salita Pontecorvo n.21
- Palazzo in Salita Pontecorvo n.86
- Palazzo in Salita Sant'Anna di Palazzo n.5
- Palazzo in Salita Stella n.10
- Palazzo in Salita Stella n.21
- Palazzo in Salita Stella n.32
- Palazzo in Salita Stella n.35
- Palazzo in Salita Stella n.39
- Palazzo in Salita Tarsia n.68
- Palazzo in Salita Tarsia n.127
- Palazzo in Supportico Lopez n.32
- Palazzo in via Antonio Villari n.18
- Palazzo in via Atri n.6
- Palazzo in via dei Carrozzieri a Monte oliveto n.24
- Palazzo in via dei Carozzieri a Monteoliveto n.37
- Palazzi in via Chiatamone nn.27-30
- Palazzi in via Cisterna dell' Olio n.25
- Palazzo in via Duomo n.202
- Palazzo in via Egiziaca a Pizzofalcone n.60
- Palazzo in via Egiziaca a Pizzofalcone n.75
- Palazzo in via Fonseca n.10
- Palazzo in via Fonseca n.13
- Palazzo in via Francesco Girardi n.26
- Palazzo in via Francesco Girardi n.78
- Palazzo in via Francesco Girardi n.80
- Palazzo in via Francesco Saverio Correra n.5
- Palazzo in via Francesco Saverio Correra n.15
- Palazzo in via Francesco Saverio Correra n.46
- Palazzo in via Francesco Saverio Correra n.241
- Palazzo in via Gesù e Maria n.7
- Palazzo in via Gradini Sannicandro n.14
- Palazzo in via Guglielmo Melisurgo n.54
- Palazzo in via Laura Oliva Mancini n.4
- Palazzo in via Loggia di Genova n.4
- Palazzo in via Montesanto n.44
- Palazzo in via Nuova degli Armieri n.5
- Palazzo in via Salvator Rosa n.324
- Palazzo in via San Mattia n.38
- Palazzo in via San Nicola dei Caserti n.5
- Palazzo in via Sant'Antonio Abate n.248
- Palazzo in via Santa Caterina da Siena n.64
- Palazzo in via Santa Caterina da Siena n.68
- Palazzo in via Santa Caterina da Siena n.78
- Palazzo in via Santa Maria Antesaecula n.84
- Palazzo in via Santa Maria Antesaecula n.87
- Palazzo in via Santa Maria Antesaecula n.92
- Palazzo in via Santa Maria di Costantinopoli n.33
- Palazzo in via Santa Lucia n.62
- Palazzo in via Settembrini n.31
- Palazzo in via Speranzella n.109
- Palazzo in via Stella n.103
- Palazzo in via Supportico D'Astuti n.25
- Palazzo in via Toledo n. 16
- Palazzo in via Ventaglieri n.8
- Palazzo in via Ventaglieri n.20
- Palazzo in via Ventaglieri n.71
- Palazzo in vico Canale a Taverna Penta n.31
- Palazzo in vico Cappuccinelle n.8
- Palazzo in vico Cappuccinelle n.13
- Palazzo in vico II Cisterna dell'Olio n.3
- Palazzo in vico della Calce n.28
- Palazzo in vico della Calce n.38
- Palazzo in vico Fonseca n.21
- Palazzo in vico Lammatari n.26
- Palazzo in vico Lammatari n.30
- Palazzo in vico Lammatari n.35
- Palazzo in vico I Montesanto n.12
- Palazzo in vico I Montesanto n.22
- Palazzo in vico Pontecorvo n.8
- Palazzo in vico Pontecorvo n.18
- Palazzo in vico Rosario di Palazzo n.2
- Palazzo in vico Sant' Anna di Palazzo n.29
- Palazzo in vico II Santa Maria Avvocata n.1
- Palazzo in vico Santa Teresella degli Spagnoli n.13
- Palazzo in vico Santi Bernardo e Margherita a Fonseca n.19
- Palazzo Ischitella
- Palazzo Lanzetta (Salita Miradois n.25-28)
- Palazzo Laviano
- Palazzo Lopez (via Supportico Lopez n.12)
- Palazzo Lucina (Chiaiano, via Aldo Cocchia n.49)
- Palazzo Malatesta
- Palazzo Malena
- Palazzo Marcello
- Palazzo Maresca (Piazza Cavour n.164)
- Palazzo Marinelli (Piazzetta Marinelli n.3)
- Palazzo Marotta (via Sannicandro n.17)
- Palazzo Marzy (via Santa Teresella degli Spagnoli n.30)
- Palazzo Massa (via Pasquale Scura n.26E)
- Palazzo Matina (via San Mandato)
- Palazzo Mauro (via Giuseppe Piazzi n.62)
- Palazzo Messanelli (vico Solitaria n.38)
- Palazzo Mezzacapo (Salita San Francesco)
- Palazzo Mirelli di Teora
- Palazzo Moles
- Palazzo Montalto di Fragnito
- Palazzo Montesilvano
- Palazzo Muscettola di Spezzano (vico Spezzano n.5)
- Palazzo Nauclerio
- Palazzo Palma (vico Santa Maria Apparente n.36)
- Palazzi Pandone (via Toledo nn.289-292, via Trinità degli Spagnoli n.41)
- Palazzo Paternò (Napoli) (via Antonio Villari nn.29-35)
- Palazzo Pellegrino (via Nuova Pizzofalcone n.35)
- Palazzo Perrelli (Salita Montagnola n.41)
- Palazzo Peschici-Maresca (via Arena della Sanità n.5)
- Palazzo Petagna (via Cisterna dell'Olio n.5)
- Palazzo Petagna di Trebisacce (Riviera di Chiaia n.257)
- Palazzo Petina
- Palazzo Petra di Vastogirardi (via dei Carrozzieri a Monteoliveto n.29)[2]
- Palazzo Petti (via San Mattia n.42)
- Palazzo Pignatelli di Monteroduni
- Palazzo Pirelli (Napoli) (via Stella n.124-125)
- Palazzo Plagese
- Palazzo Positano (via Pasquale Scura n.72)
- Palazzo Quaranta (via Francesco Saverio Correra n.29)
- Palazzo Rajola
- Palazzo Ravaschieri di Satriano
- Palazzo Reale
- Palazzo Riario Sforza-Zampaglione
- Palazzo Ricca d'Apollosa (vico Fonseca n.16)
- Palazzo Riccio (vico Santa Maria Apparente n.26)
- Palazzo Rossi Diodati (via Ventaglieri 63)
- Palazzo Rossillo (Salita Pontecorvo n.90)
- Palazzo Rubinacci (via Trinchera n.4)
- Palazzo Ruffo della Scaletta
- Palazzo Ruffo di Bagnara
- Palazzo Ruffo di Baranello
- Palazzo Ruffo di Castelcicala
- Palazzo Ruggiero (via Santa Maria Antesaecula n.81)
- Palazzo Russomanno (vico Fonseca n.13)
- Palazzo Sala-Grifeo
- Palazzo Salernitani (via Santa Maria di Costantinopoli n.94)
- Palazzo Sarnelli (via Stella n.135)
- Palazzo Schipano (via Santa Teresella degli Spagnoli n.42)
- Palazzo Schipani (via Santa Teresa degli Scalzi n.107)
- Palazzo Sersale
- Palazzo Sesti (via Santa Maria di Costantinopoli n.89)
- Palazzo Solimena
- Palazzo Spinelli di Fuscaldo
- Palazzo Stella (Napoli) (vico Paradiso alla Salute n.20)
- Palazzo Tagliavia (via Toledo n.343)
- Palazzo Targiani (via Stella n.119)
- Palazzo Terralavoro (già palazzo Di Conforto)
- Palazzo Terralavoro alla Sanità
- Palazzo Tirone Nifo (vico Santa Maria Apparente n.12)
- Palazzo Tocco
- Palazzo Tocco di Montemiletto alla Cesarea
- Palazzo Ulloa di Lauria
- Palazzo Vacca (Corso San Giovanni a Teduccio n.958)
- Palazzo Valentino (via Santa Maria Antesaecula n.90)
- Palazzo Vantenevell
- Palazzo Ventapane a Pizzofalcone
- Palazzo Ventimiglia (vico Lammatari n.38)
- Palazzo Vitale-Sarnelli (via Francesco Saverio Correra n.22; casa natia di Armando Diaz)
- Palazzo Zevallos (poi Colonna di Stigliano)
- Seminario dei Nobili

### XVIII secolo
- Caserma di Cavalleria Borbonica
- Convitto Pontano alla Conocchia

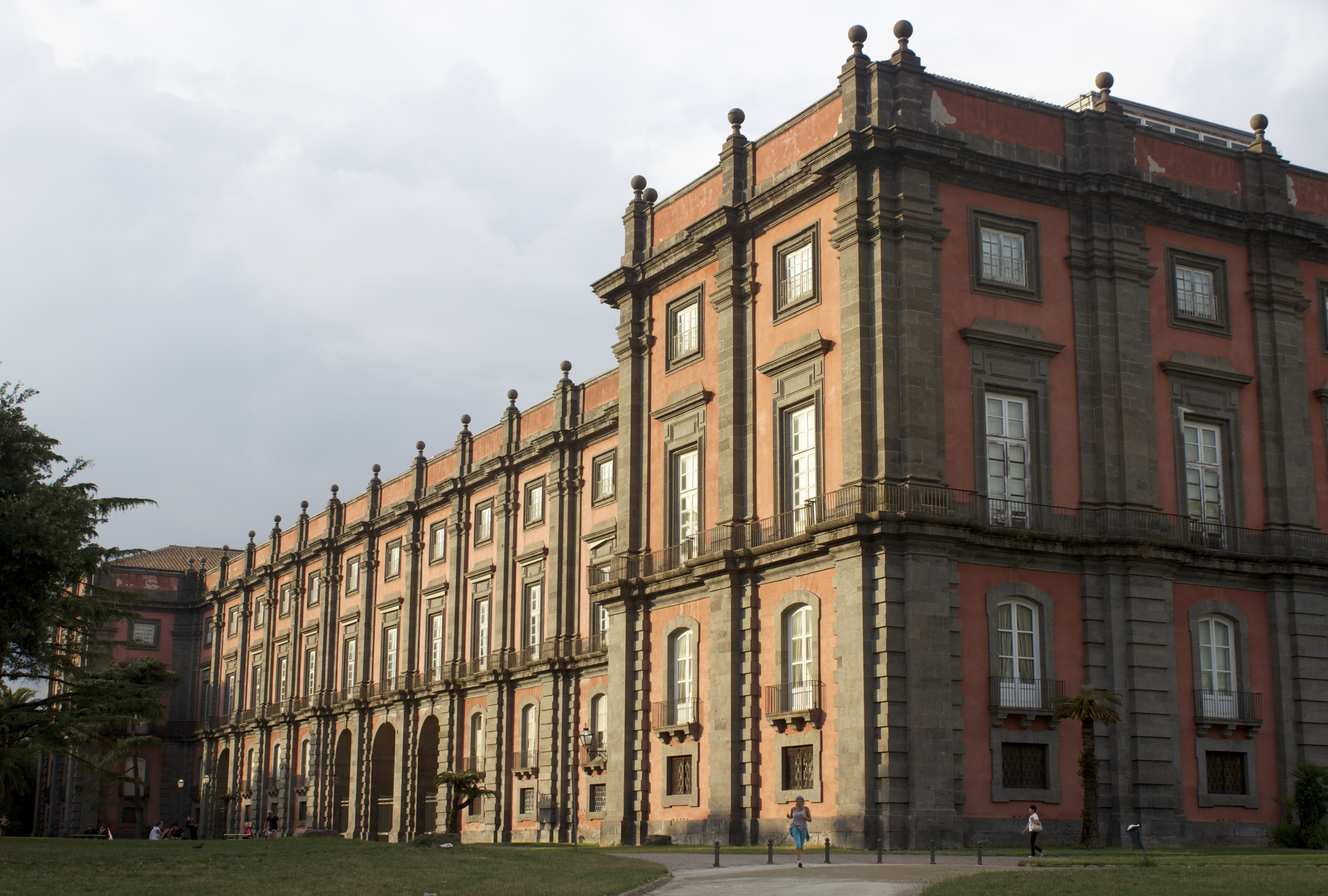
Reggia di Capodimonte

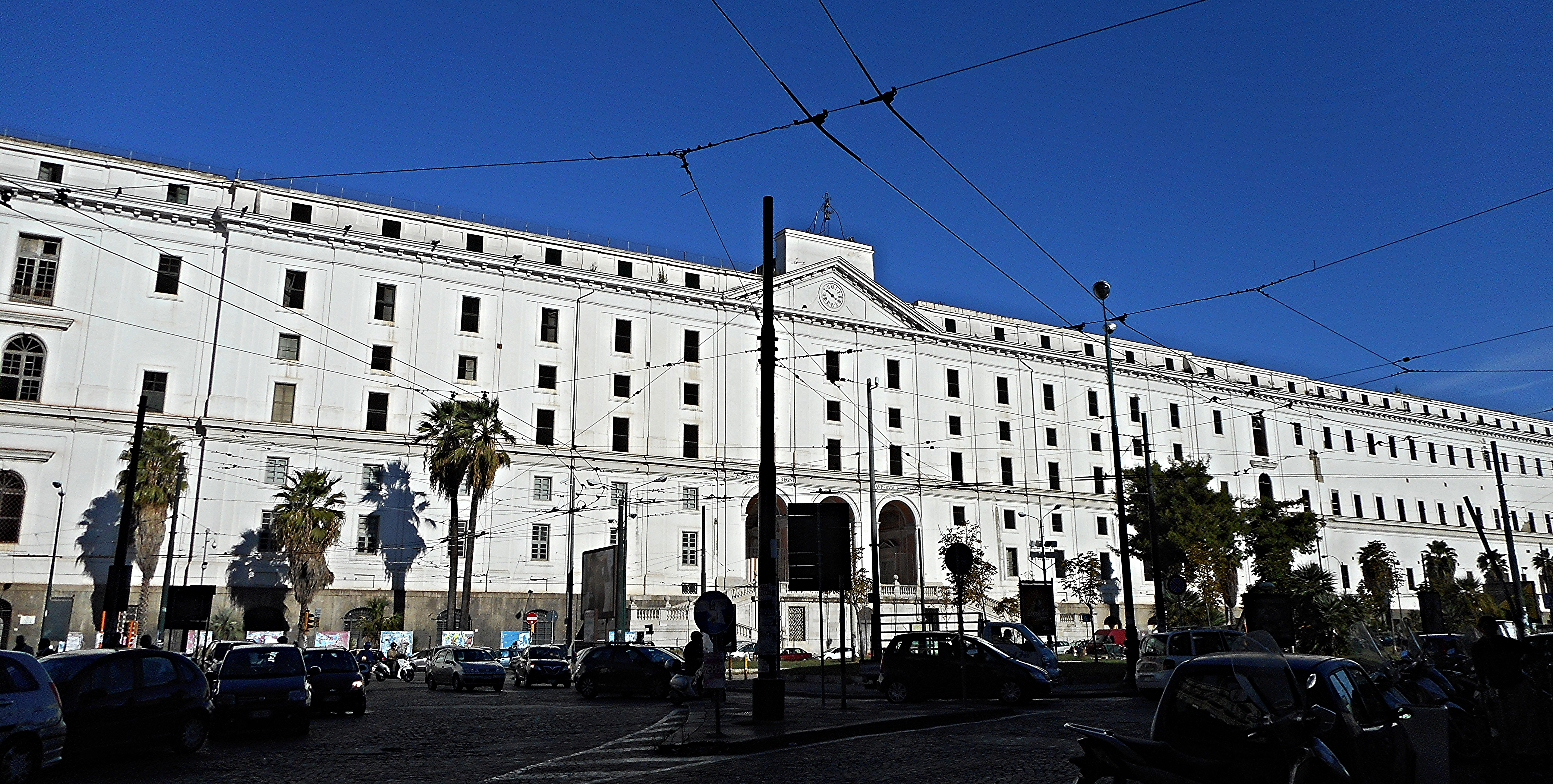
Real Albergo dei Poveri

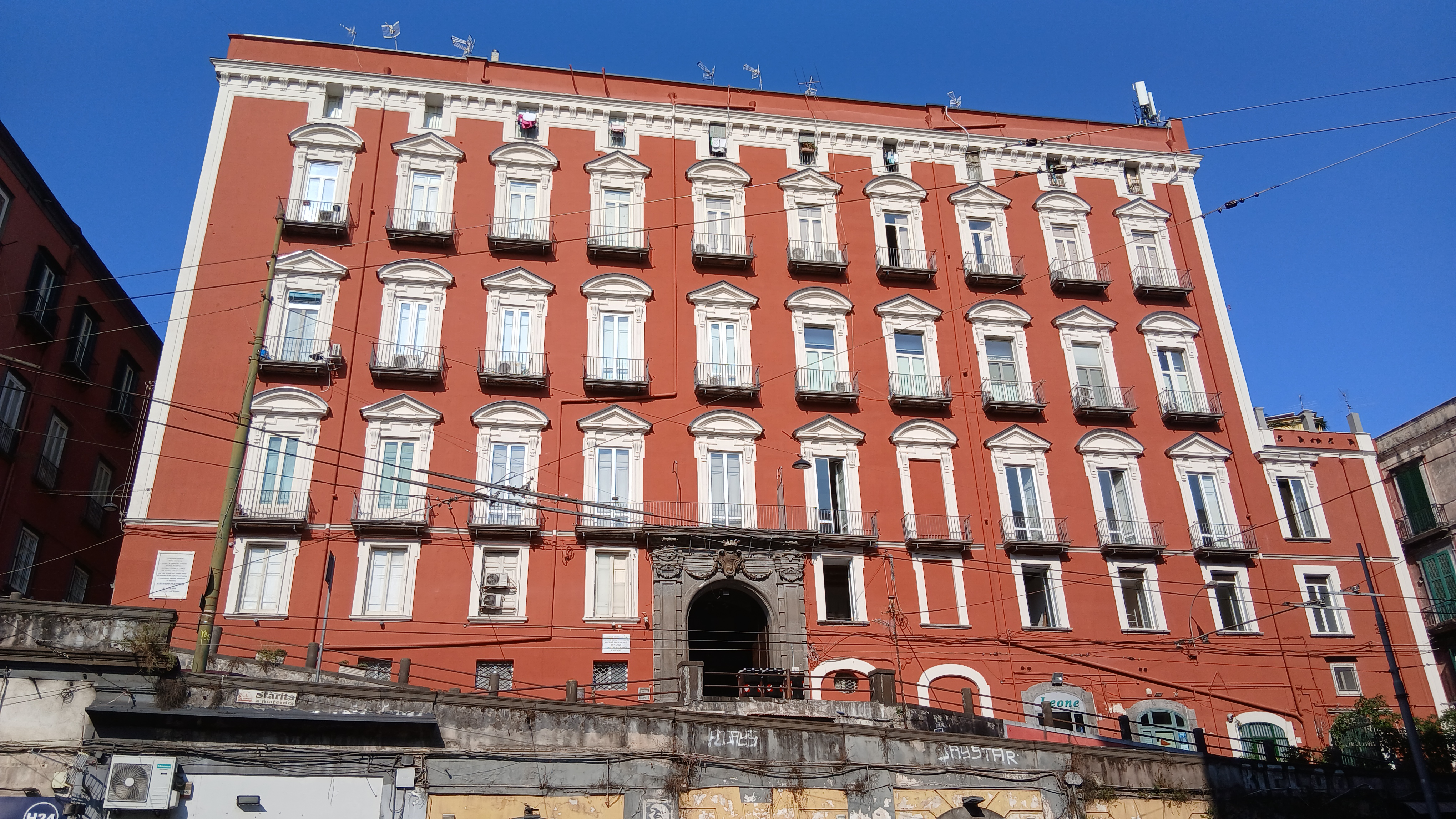
Palazzo Caracciolo di Melissano

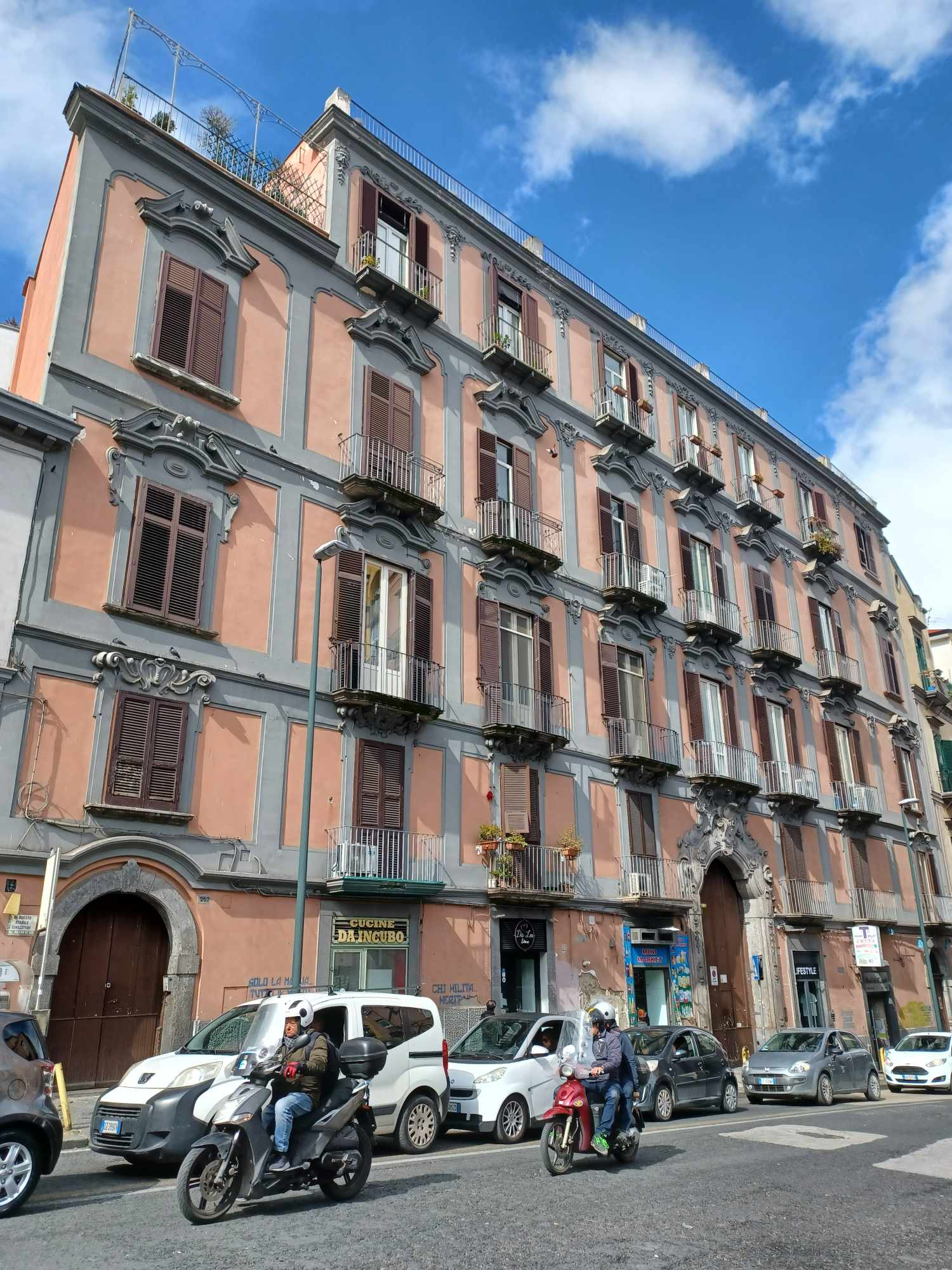
Palazzo Loffredo

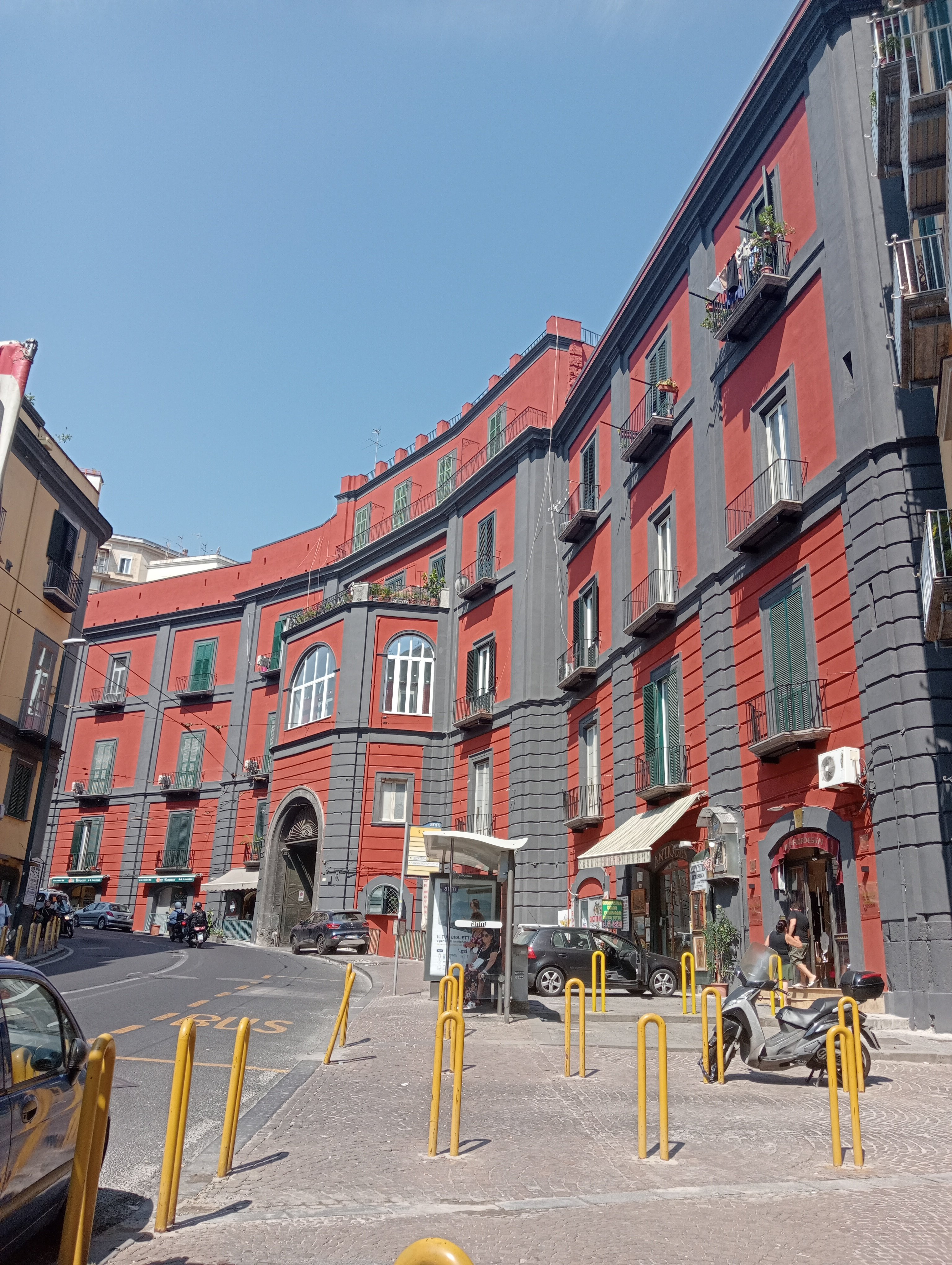
Palazzo Caracciolo di Girifalco

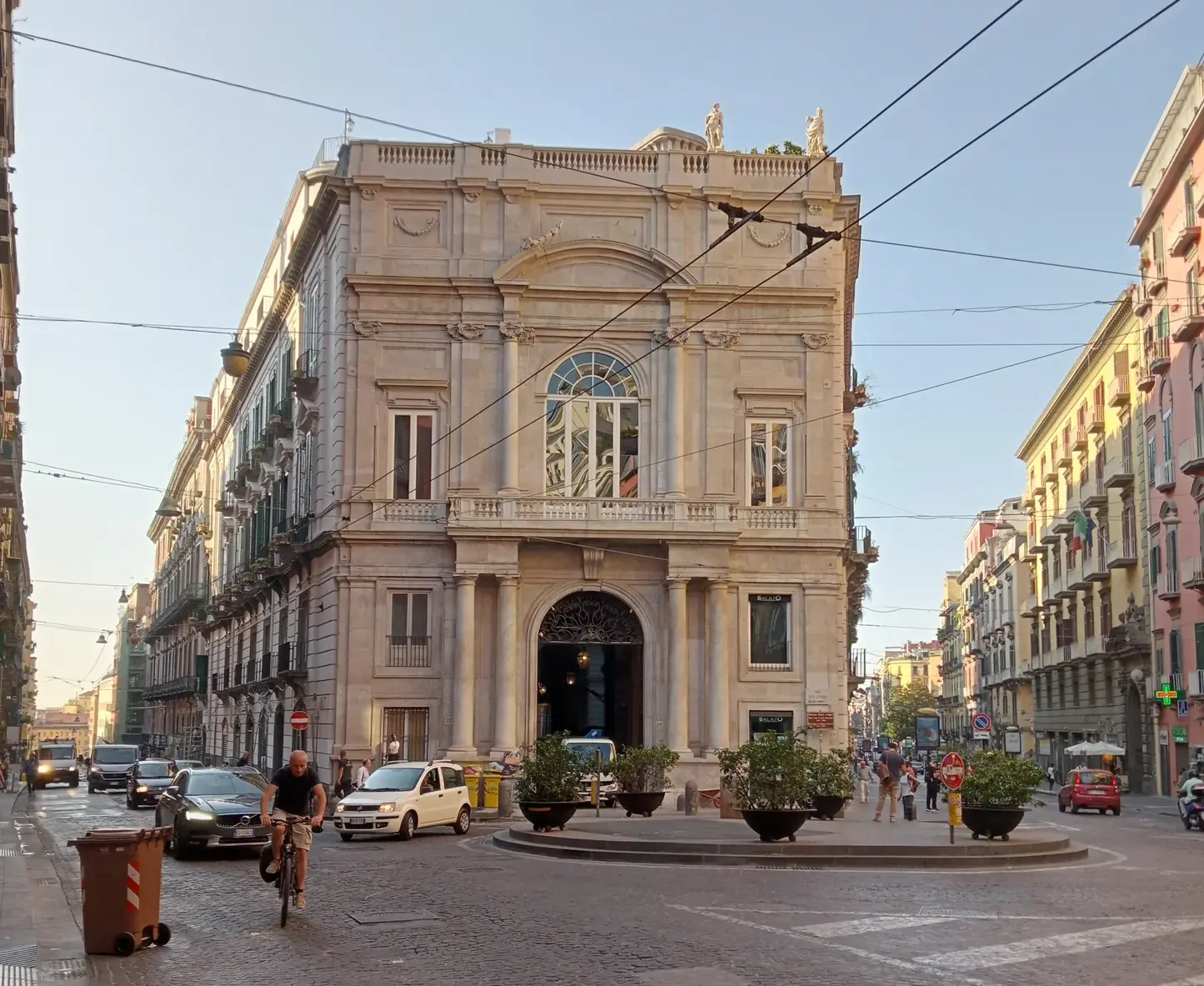
Palazzo Doria d'Angri

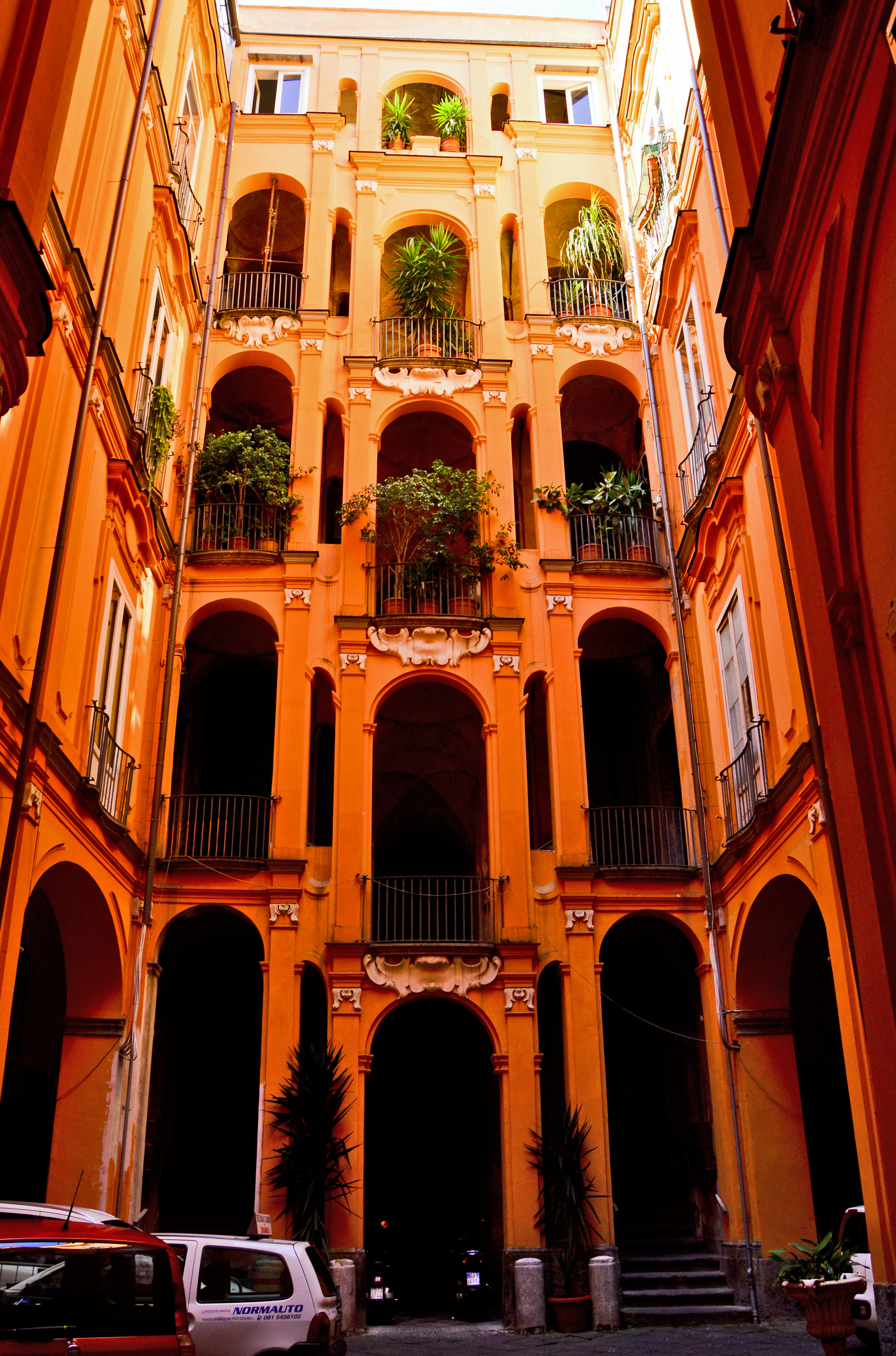
Palazzo Trabucco

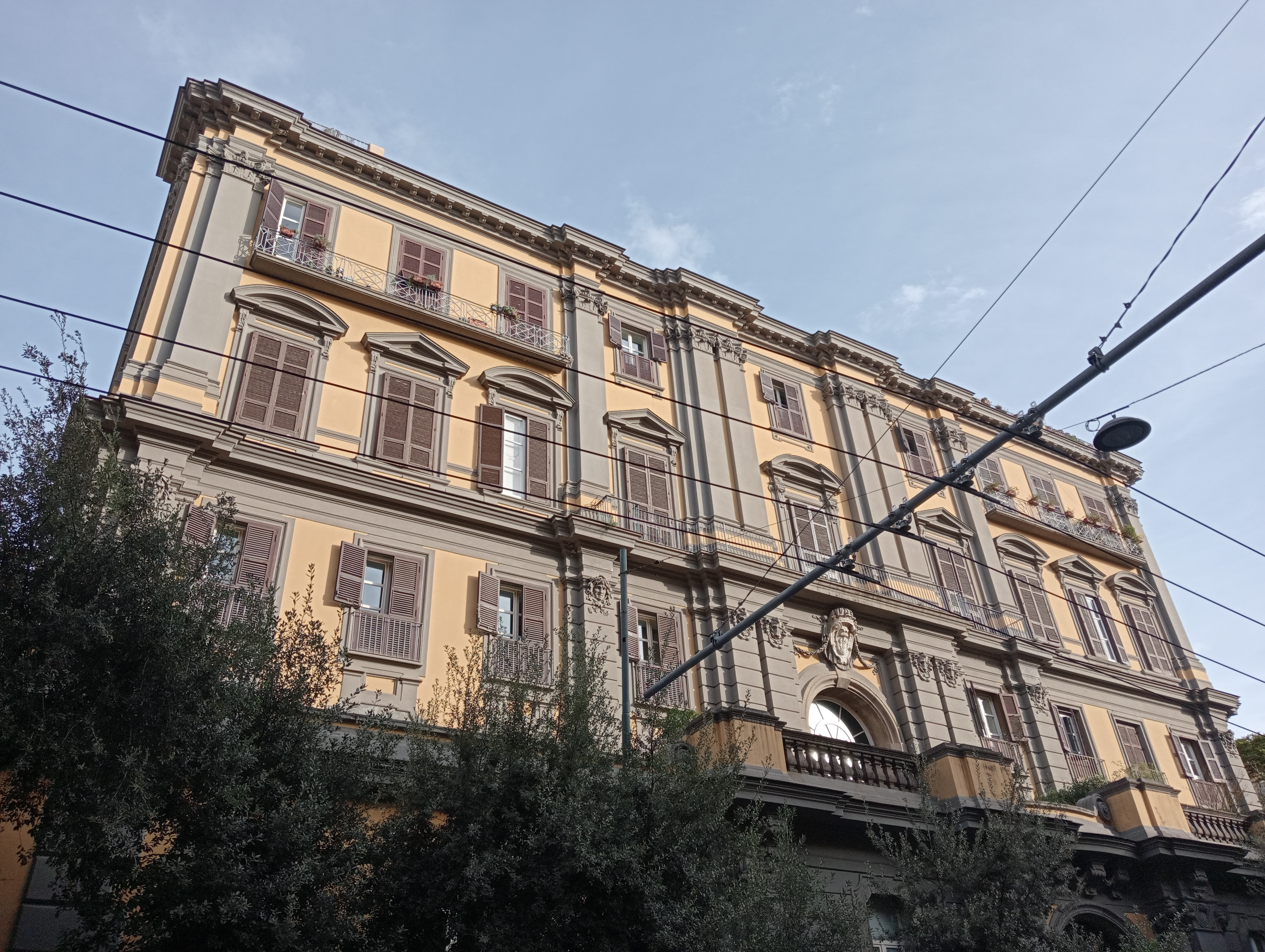
Palazzo Albertini di Cimitile

Palazzo dello Schiantarelli

- Complesso della Scuola militare della Nunziatella
- Palazzo Albertini di Cimitile
- Palazzo Alvito (Viale Calascione n.16)
- Palazzo Amoretti (vico San Pantaleone n.8)
- Palazzo Anastasio
- Palazzo Antinolfi (Salita Montagnola n.4)
- Palazzo Ascoli (via Cesario Console n.13)
- Palazzo Avallone (vico Avallone n.17)
- Palazzo Barberio (via Bosco di Capodimonte n.54)
- Palazzo Bentivoglio (via Salvator Rosa n.180)
- Palazzo Borgia (via Ventaglieri n.68)
- Palazzo Borgia-Caracciolo (via San Vincenzo n.21)
- Palazzo Buccino Grimaldi (via Mariano d'Ayala n.18)
- Palazzo Cafaro (vico Minutoli n.30)
- Palazzo Calabritto
- Palazzo Campobrino (via Laura Olivia Mancini n.14)
- Palazzo Capobianco (via Giacomo Piscicelli n.10)
- Palazzo Capuano (via Foria n.169)
- Palazzo Caracciolo di Girifalco
- Palazzo Caracciolo di Melissano
- Palazzo Caracciolo di Torella (o Carafa di Policastro)
- Palazzo Carafa di Castel San Lorenzo (via dei Tribunali n.181-183)
- Palazzo Cardon
- Palazzo Carigliata (Riviera di Chiaia n.36)
- Palazzo Cassano Ayerbo D'Aragona
- Palazzo Cavalcanti
- Palazzo Celentano (Salita Ritiro della Purità n.16)
- Palazzo Celenza (via Foria n.123)
- Palazzo Cilento (via Sant'Antonio a Capodimonte nn.34-41)
- Palazzo Cirella
- Palazzo Cirillo
- Palazzo Civitaretenga
- Palazzo Cocozza (via Carlo Poerio n.110)
- Palazzo Croce (Piazzetta Salazar n.4)
- Palazzo D'Alessio (via Supportico Lopez n.20)
- Palazzo D'Avanzo (via Chiaia n.160)
- Palazzo De Campora
- Palazzo De Costanzo (via Giuseppe Mancinelli)
- Palazzo De Dominicis (vico dei Venti nn.16-19)
- Palazzo De Franchis (via Foria nn.203)
- Palazzo De Fusco (via Matteo Renato Imbriani n.115)
- Palazzo De' Grassi di Pianura (via Chiaia n.184)
- Palazzo De Horatiis
- Palazzo De' Liguoro-Santoro (Salita Capodimonte n.10)
- Palazzo De Luca (via Chiaia n.96)
- Palazzo De Luna (via Salvator Rosa n.205)
- Palazzo De Luteziis (via Foria n.93)
- Palazzo De Renzis (vico Minutoli n.11)
- Palazzo De Sinno
- Palazzo De Vietri (via del Priorato n.39)
- Palazzo De Vitale
- Palazzo del Forno
- Palazzo della Cavallerizza a Chiaia
- Palazzo dell'Ammiragliato (via Santa Lucia n.2)
- Palazzo dell'Aquila (vico Cariati n.40)
- Palazzo dell'Arciconfraternita di San Giuseppe dei Nudi (via Giuseppe Mancinelli n.10)
- Palazzo dell'Immacolatella
- Palazzo Delli Franci (vico Santa Maria a Lanzati)
- Palazzo dello Schiantarelli
- Palazzo dello Spagnolo
- Palazzo Di Donato (via dei Cristallini n.133)
- Palazzo di Majo
- Palazzo di Sangro di Casacalenda
- Palazzo Doria d'Angri
- Palazzo Feola (via Fonseca)
- Palazzo Filangieri a Chiaia
- Palazzo Flauti (via Port'Alba n.7)
- Palazzo Fondi
- Palazzo Gala Trinchera (Piazza Dante n.52)
- Palazzo Garofalo (Piazza Giulio Rodinò n.29)
- Palazzo Gaudioso di Camporeale (vico Santa Maria del Pozzo n.37)
- Palazzo Genestous (vico Tessitori n.35)
- Palazzo Giannattasio (via dei Cristallini n.138)
- Palazzo Giovene di Girasole
- Palazzo Giroux
- Palazzo Gonzaga-Del Balzo (Piazza Giulio Rodinò n.18)
- Palazzo in Discesa Sanità n.12
- Palazzo in Discesa Sanità n.20
- Palazzo in Riviera di Chiaia n.267
- Palazzo in Salita Arenella n.21
- Palazzo in via Annibale De Gasperis n.4
- Palazzo in via Bisignano n.24
- Palazzo in via Bosco di Capodimonte n.70
- Palazzo in via Bosco di Capodimonte n.81
- Palazzo in via Bosco di Capodimonte n.101
- Palazzo in via Carlo De Cesare n.17
- Palazzo in via Carlo de Cesare n.27
- Palazzo in via Carlo de Cesare n.53
- Palazzo in via Carlo De Cesare n.56
- Palazzo in via Chiaia n.190
- Palazzo in via Cisterna dell'Olio n.18
- Palazzo in via dei Cristallini n.13
- Palazzo in via Foria n.53
- Palazzo in via Foria n.136
- Palazzo in via Foria n.148
- Palazzo in via Foria n.169
- Palazzo in via Foria 242
- Palazzo in via Foria n.228
- Palazzo in via Foria 222
- Palazzo in via Francesco Girardi n.85
- Palazzo in via Francesco Girardi n.88
- Palazzo in via Giovanni Brombeis n.46
- Palazzo in via Giuseppe Piazzi n.14
- Palazzo in via Laura Oliva Mancini n.4
- Palazzo in via Materdei n.11
- Palazzo in via Materdei n.14
- Palazzo in via Materdei 20
- Palazzo in via Materdei n.78
- Palazzo in via Materdei n.81
- Palazzo in via Nardones n.35
- Palazzo in via Nardones n.38
- Palazzo in via Roberto Savarese n.37
- Palazzo in via Salvator Rosa n.68
- Palazzo in via Salvator Rosa n.73
- Palazzo in via Salvator Rosa n.321
- Palazzo in via Salvatore Tommasi n.16
- Palazzo in via San Bartolomeo n.5
- Palazzo in via San Bartolomeo n.8
- Palazzo in via San Mandato n.16
- Palazzo in via San Mandato n.23
- Palazzo in via San Mattia n.65
- Palazzo in via Santa Chiara n.41
- Palazzo in via Santa Maria Avvocata n.11
- Palazzo in via Santi Apostoli n.3
- Palazzo in via Tarsia n.23
- Palazzo in via Tommaso Caravita n.6
- Palazzo in via Tommaso Caravita n.10
- Palazzo in via Tommaso Caravita n.14
- Palazzo in via Tommaso Caravita n.25
- Palazzo in via Tommaso Caravita n.29
- Palazzo in via Torrione San Martino n.39
- Palazzo in vico Avallone n.7
- Palazzo in vico Carceri Sanfelice n.13
- Palazzo in vico della Neve n.6
- Palazzo in vico Filatoio n.6
- Palazzo in vico Fonseca n.21
- Palazzo in vico Pacella ai Miracoli n.3
- Palazzo in vico Pacella ai Miracoli n.19
- Palazzo in vico San Gaudioso n.11
- Palazzo in vico San Gennaro a Materdei n.13
- Palazzo in vico Sant'Anna di Palazzo n.25
- Palazzo in vico Sant'Anna di Palazzo n.35
- Palazzo in vico Sant'Antonio a Tarsia n.28
- Palazzo in vico Santa Maria Vertecoeli n.31
- Palazzo in vicoletto Cinesi n.61
- Palazzo Invitti (via Santa Chiara n.41)
- Palazzo Lariano Sanfelice
- Palazzo Latilla
- Palazzo Lauria (via Salvatore Tommasi n.45)
- Palazzo Lebano (vico Minutoli n.27)
- Palazzo Lieto
- Palazzo Loffredo (via Salvator Rosa)
- Palazzo Loffredo (via Loffredi n.7)
- Palazzo Macciocco
- Palazzo Majorana
- Palazzo Mastellone (vico Mastellone n.16)
- Palazzo Mastelloni
- Palazzo Mazza (Posillipo)
- Palazzo Mazzotti (Riviera di Chiaia n.80)
- Palazzo Medici di Ottaviano
- Palazzo Melofioccolo
- Palazzo Mellucci (via Stella n.45)
- Palazzo Miccione (via Foria n.216)
- Palazzo Minei
- Palazzo Minianti (Salita Capodimonte)
- Palazzo Moccia (via San Bartolomeo n.13)
- Palazzo Mollo di Lusciano (via Salvator Rosa nn.58-63)
- Palazzo Monaco di Lapio
- Palazzo Mozzoli (via Giovanni Nicotera n.27)
- Palazzo Nunziata (via Salvator Rosa n.53)
- Palazzo Palmarice
- Palazzo Pandola
- Palazzo Pandone
- Palazzo Palazzani
- Palazzo Parascandolo (via Salvatore Tommasi n.40)
- Palazzo Partanna
- Palazzo Pergamo
- Palazzo Persico
- Palazzo Pignatelli di Strongoli
- Palazzo Pitocchi (via Foria nn.166-172)
- Palazzo Rapolla (Salita San Raffaele n.38)
- Palazzo Rinuccini
- Palazzo Rosati (Piazza Cavour n.136)
- Palazzo Rossi di Castro (via Tarsia n.444)
- Palazzo Ruffo di Castelcicala alla Sanità
- Palazzo Ruvo
- Palazzo Salerno
- Palazzo Sanfelice
- Palazzo Sansone (via Salvator Rosa n.264)
- Palazzo Sant'Arpino
- Palazzo Sarracino (via Santa Luisa di Marillac n.17)
- Palazzo Scervini (via San Mandato n.60)
- Palazzo Scioli (via Francesco Girardi n.66)
- Palazzo Scuotto (Riviera di Chiaia n.95)
- Palazzo Serra di Cassano
- Palazzo Sersale (via San Mandato n.64)
- Palazzo Spinelli di Tarsia
- Palazzo Sportiello
- Palazzo Stilo (Salita dei Principi n.27)
- Palazzo Tamburo (Gradini Sannicandro n.21)
- Palazzo Tango
- Palazzo Testa (Riviera di Chiaia n.44)
- Palazzo Tizzano (via Salvator Rosa)
- Palazzo Torlonia
- Palazzo Torre
- Palazzo Trabucco
- Palazzo Valentino (via Salvator Rosa n.44)
- Palazzo Valle (Napoli) (via Giuseppe Piazzi n.52)
- Palazzo Vastarella (via Foria n.177)
- Palazzo Volpicelli (via Port'Alba n.30)
- Palazzo Volturale (via Salvator Rosa n.279)
- Palazzo Zezza (via Foria n.193)
- Real Albergo dei Poveri
- Reggia di Capodimonte

### XIX secolo

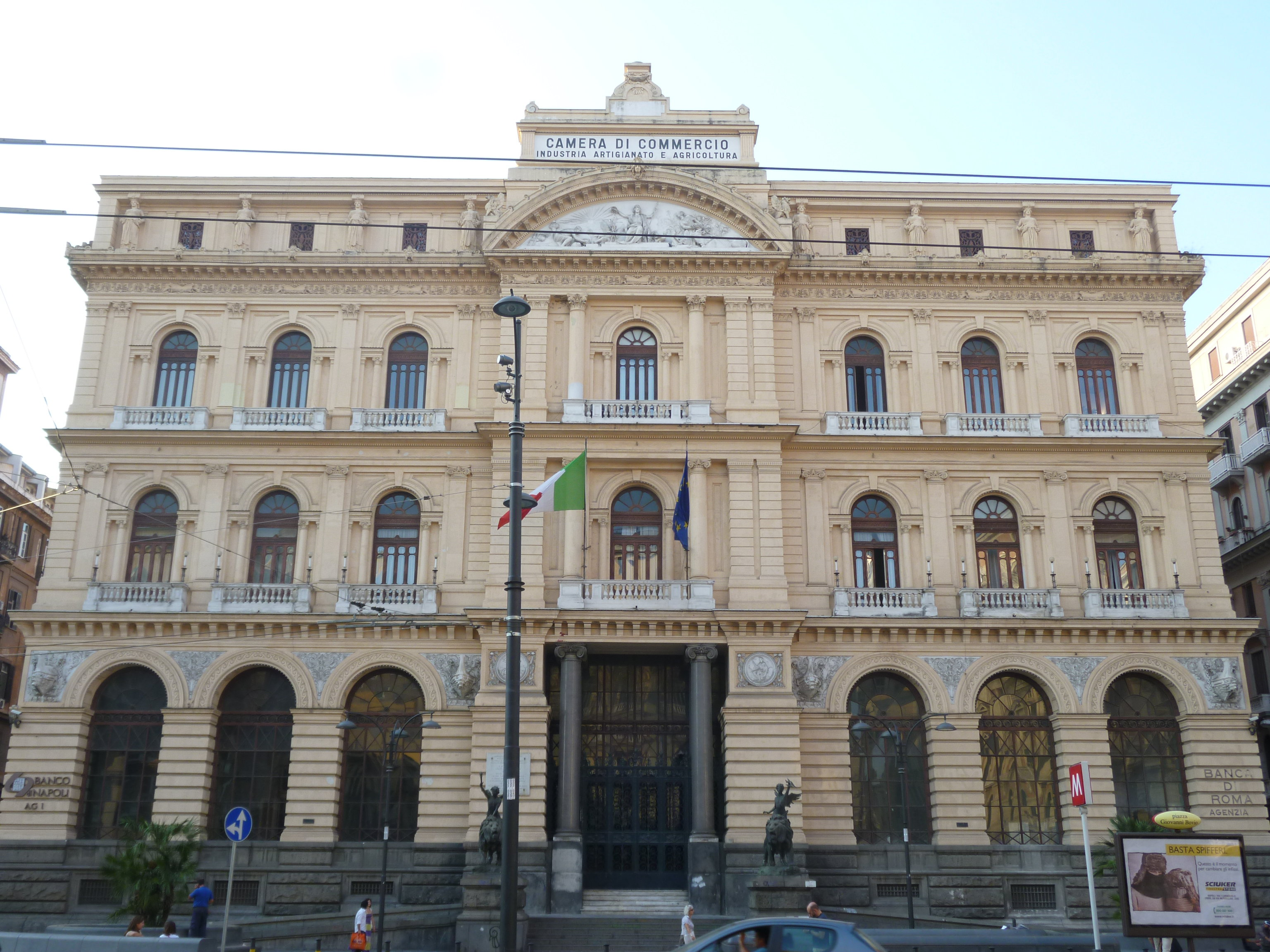
Palazzo della Borsa

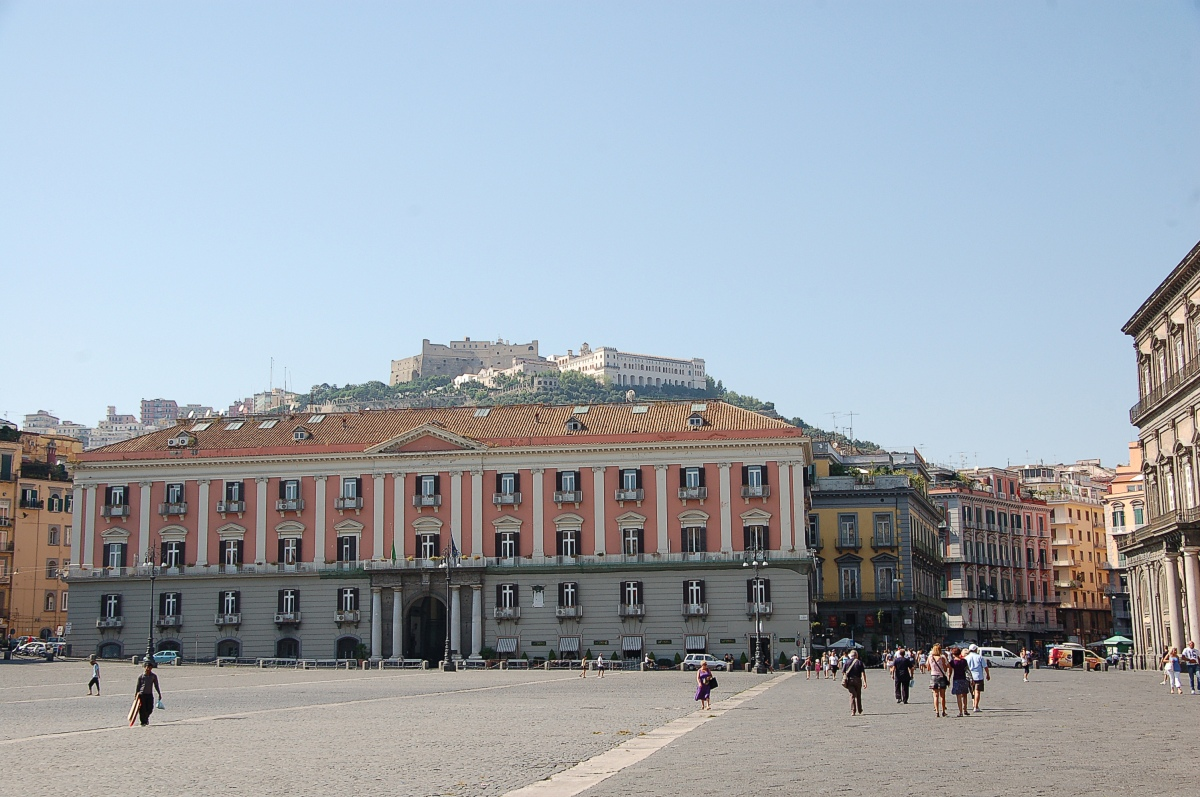
Palazzo della Prefettura

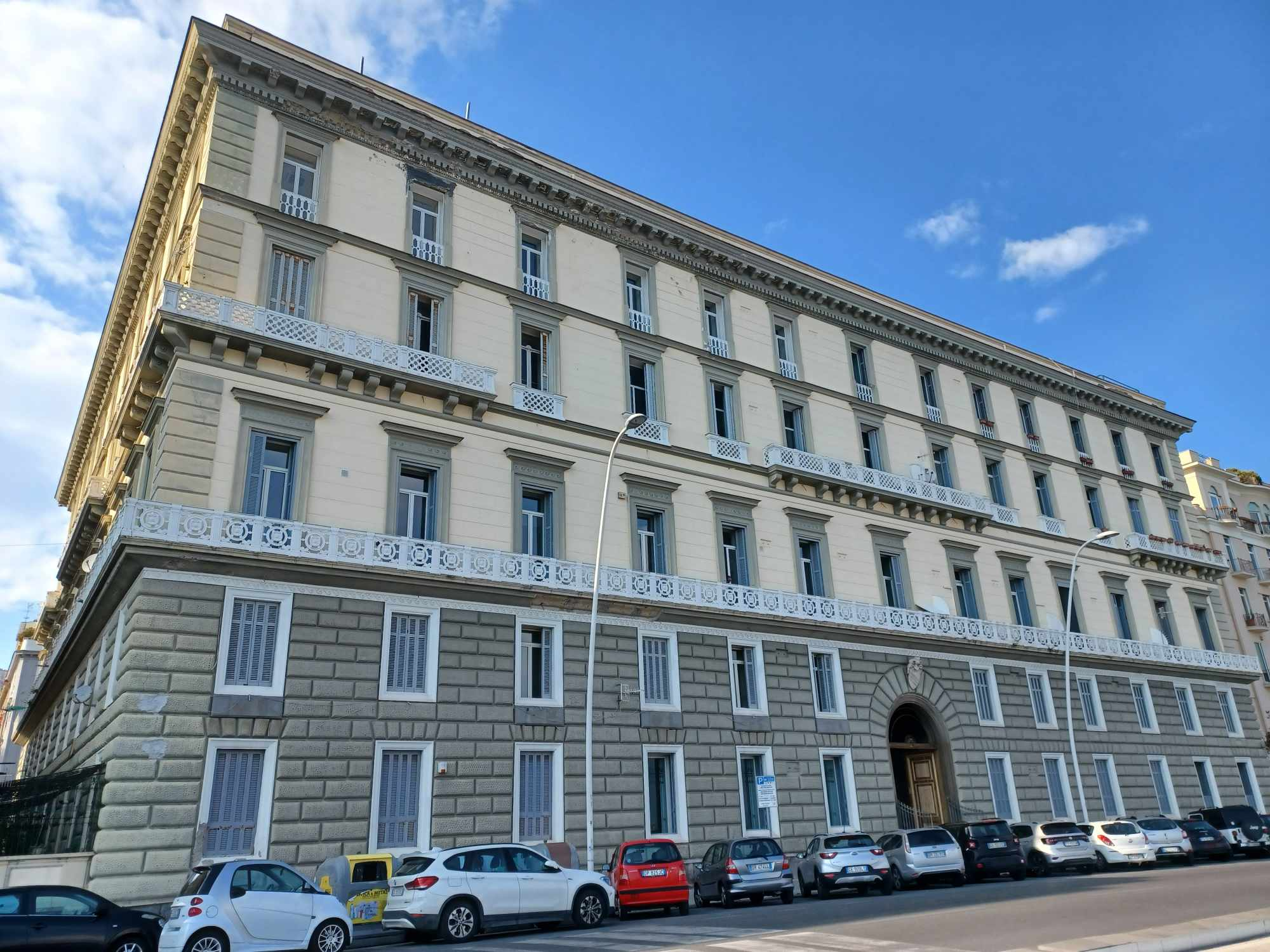
Palazzo Berlingieri

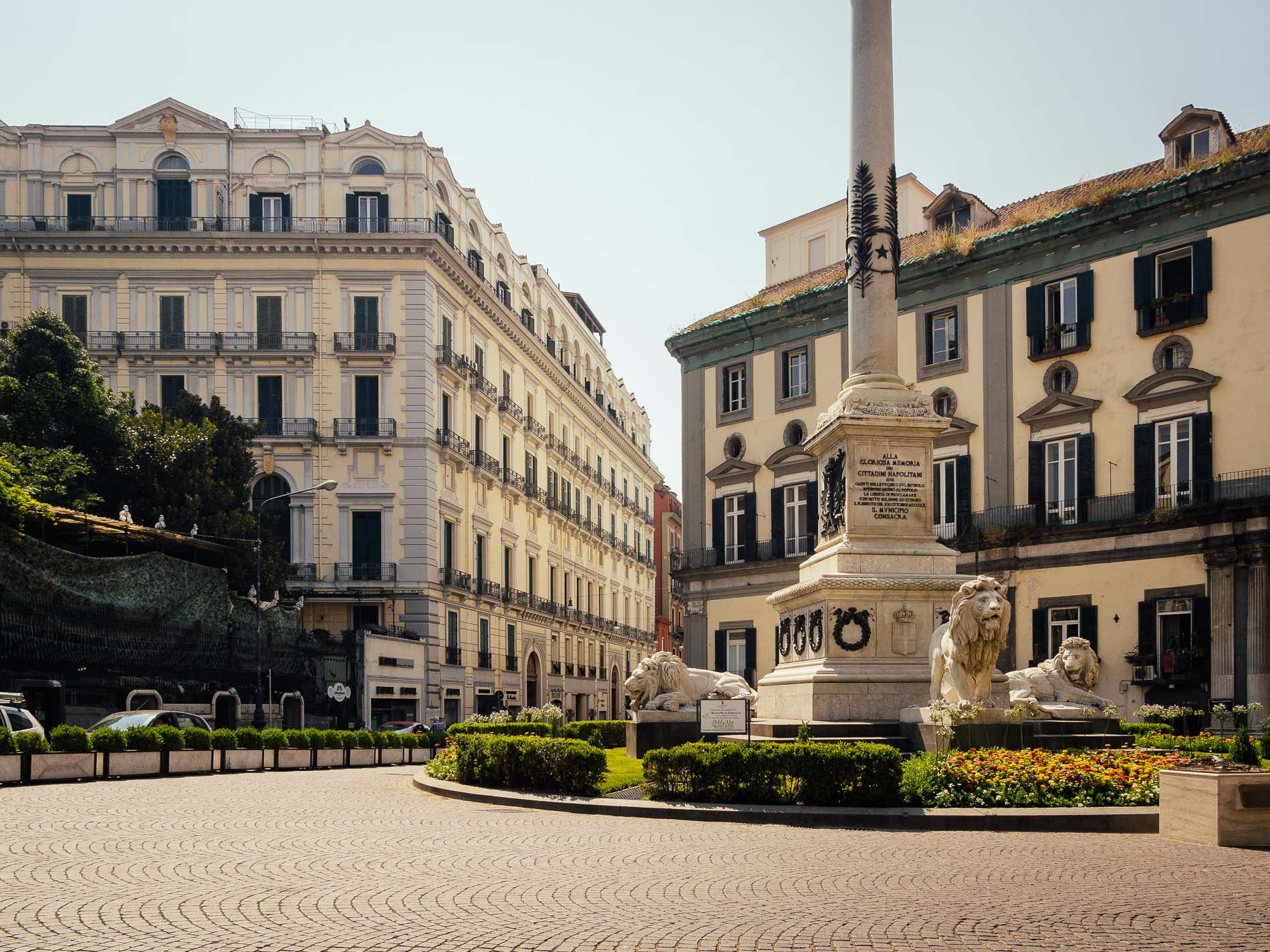
Palazzo Nunziante

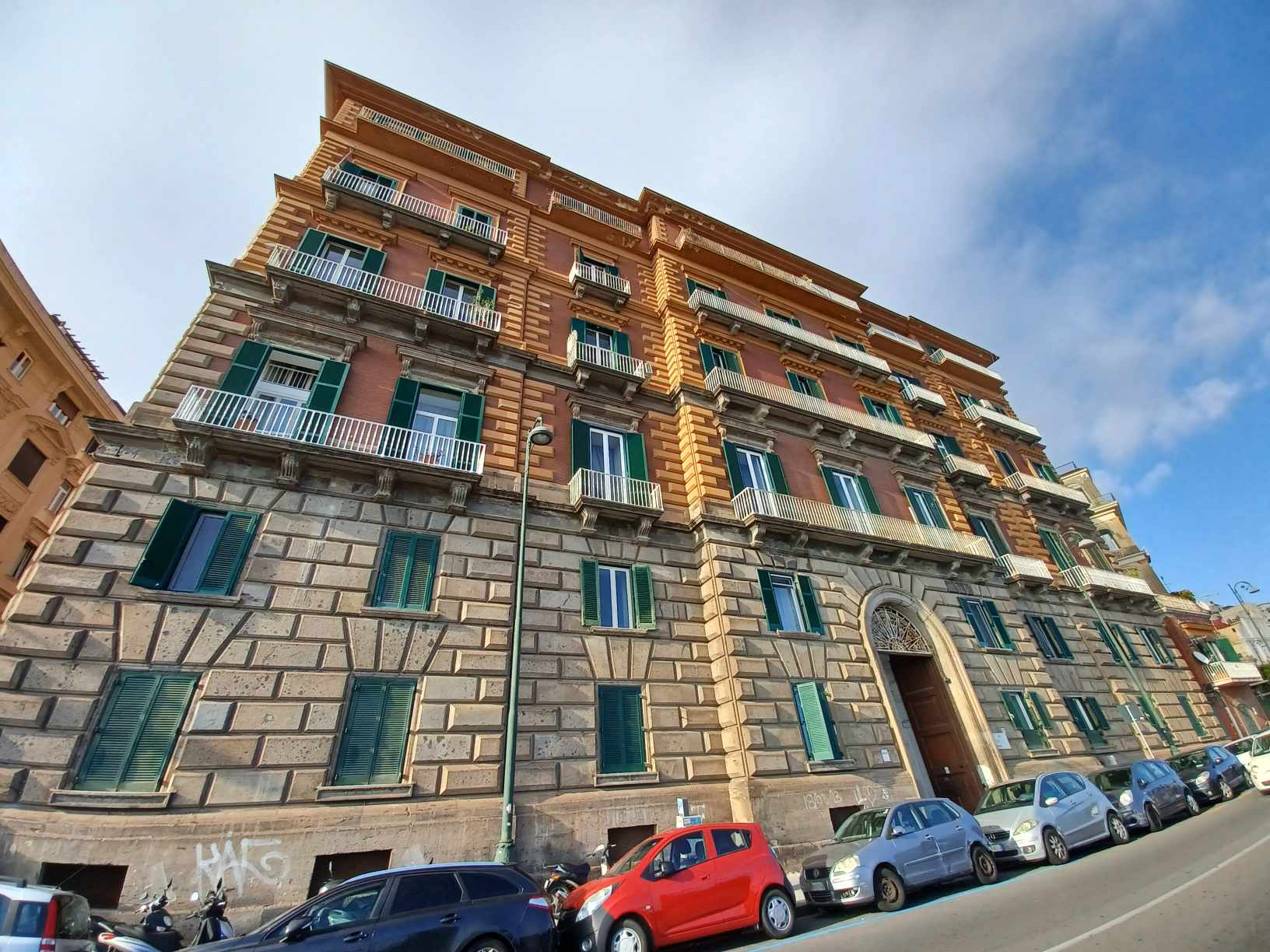
Palazzo dell'Hotel Bristol

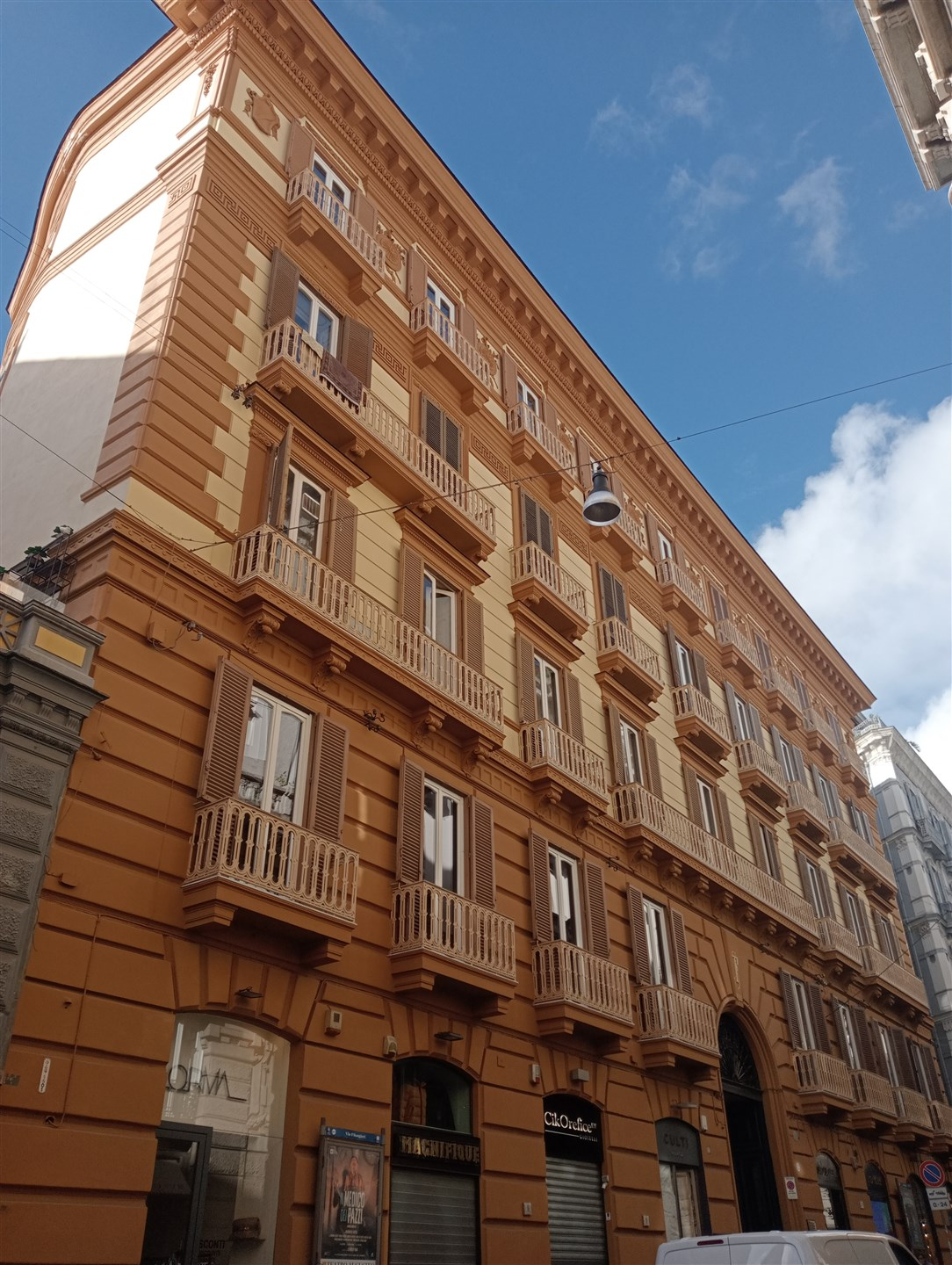
Palazzo Fusco

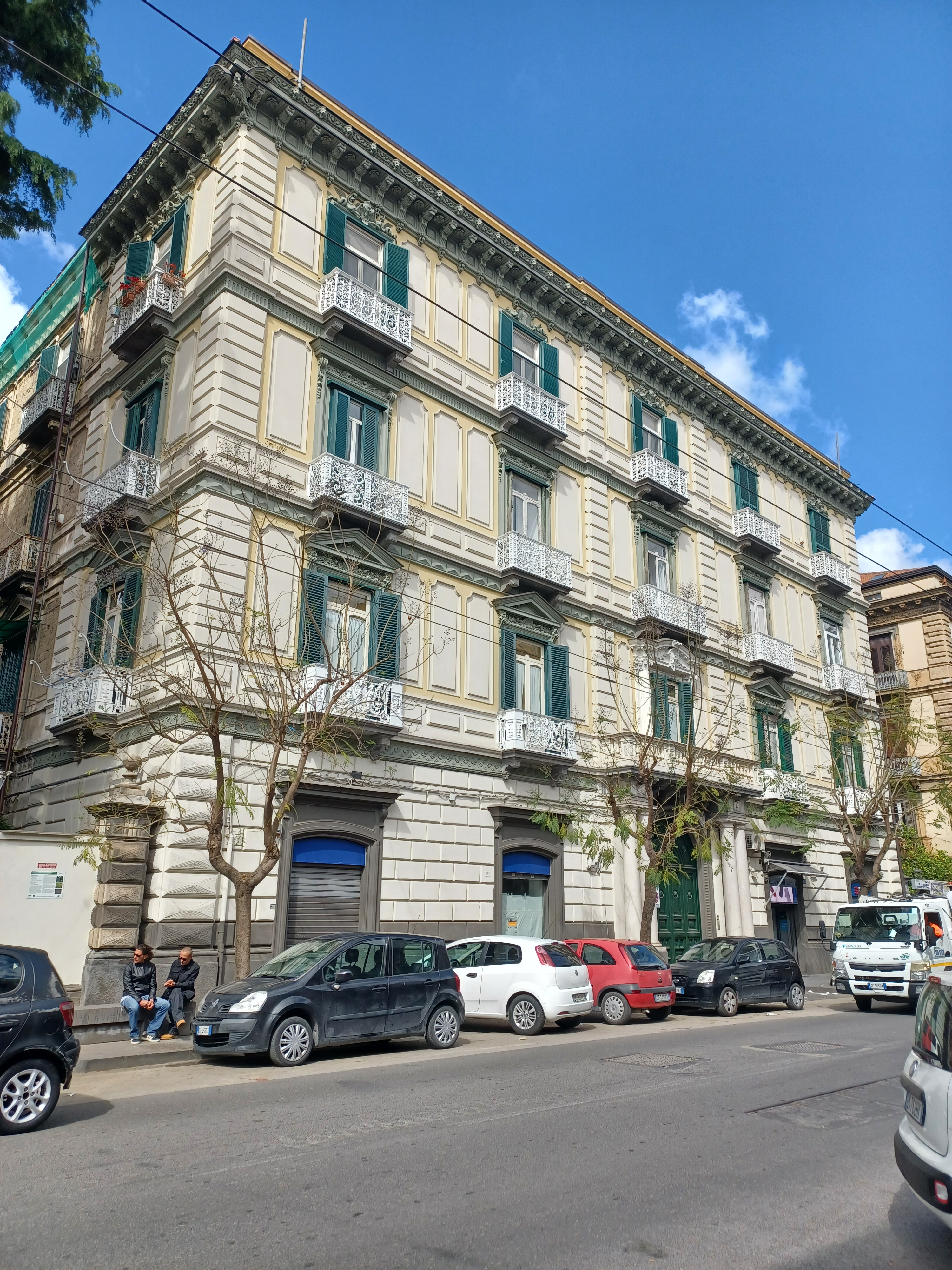
Palazzo Carbonelli di Letino a Secondigliano

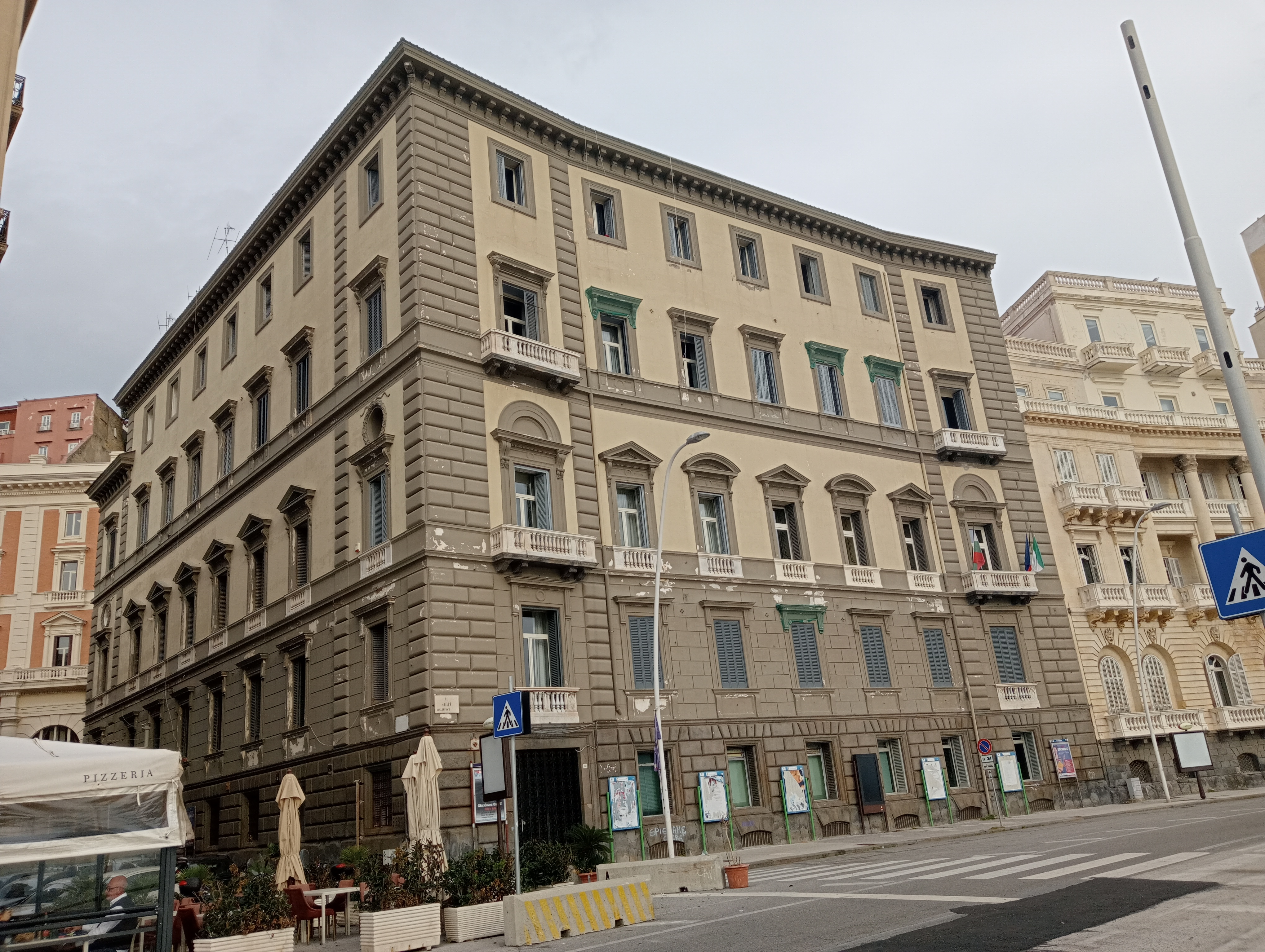
Palazzo Arlotta

- Palazzo dell'Accademia delle Belle Arti
- Grand Hotel de Londres
- Caserma Garibaldi
- Caserma Vittoria
- Complesso termale di Agnano
- Grand Hotel Eden
- Istituto delle Suore Figlie della Carità (via Santa Luisa di Marillac n.10)
- Palazzina Bile (via Cavallerizza a Chiaia n.38)
- Palazzina di Francesco Crispi (via Francesco Crispi n.122)
- Palazzo Angiulli (via Santa Teresa degli Scalzi n.148/A)
- Palazzo Argenta (Corso Secondigliano n.519)
- Palazzo Arlotta
- Palazzo Battiloro
- Palazzo Bellocchio-Nappi (via Posillipo n.301-302)
- Palazzo Bencini
- Palazzo Benincasa (vico Strettoia a Santa Teresa n.11)
- Palazzo Berlingieri
- Palazzo Bruno (via Tarsia n.64)
- Palazzo Bugnano (Riviera di Chiaia n.124)
- Palazzo Buono
- Palazzo Buscio (via Salvator Rosa n.121)
- Palazzo Capone
- Palazzo Caracciolo di San Teodoro
- Palazzo Carbonelli di Letino (Corso Secondigliano n.487)
- Palazzi Carbonelli (Corso Secondigliano nn.499-509-534)
- Palazzo Cascinelli (via Cesare Rosaroll n.21)
- Palazzo Cembalo (via Posillipo n.317)
- Palazzo Cerra (Piazza Cavour n.98)
- Palazzo Colicelli Lanzara (via Monte di Dio n.70)
- Palazzo Craven (via Chiatamone n.6)
- Palazzo D'Alessandro di Pescolanciano al Corso
- Palazzo D'Ayala
- Palazzo De Blasio (via Francesco Crispi n.51)
- Palazzo De Leva (Corso Garibaldi n.32)
- Palazzo De Lutio di Castelguidone (via Cesare Rosaroll n.77)
- Palazzo De Rosa di Carosino
- Palazzo De Turris (via Nuova Pizzofalcone n.14)
- Palazzo Del Balzo di Presenzano (vico delle Nocelle n.69)
- Palazzo del Grand Hotel Parker's (Corso Vittorio Emanuele n.135)
- Palazzo del Municipio di Secondigliano (Piazza Luigi Di Nocera)
- Palazzo dell'Hotel Bristol
- Palazzo dell'Hotel Savoy
- Palazzo dell'Istituto Grenoble
- Palazzo dell'Università degli Studi di Napoli Federico II
- Palazzo della Banca di Roma (Piazza Municipio)
- Palazzo della Banca Popolare di Secondigliano, già Palazzo di Nocera (Corso Secondigliano n.264)
- Palazzo della Borghesia (via San Carlo nn.26-32; via Santa Brigida n.51)
- Palazzo della Borsa
- Palazzo della Confraternita di Sant'Anna dei Lombardi (via Monteoliveto n.44)
- Palazzo della Fondiaria
- Palazzo della Prefettura di Napoli
- Palazzo della Stazione Zoologica
- Palazzo Dini
- Palazzo Donadoni (Corso Vittorio Emanuele n.411)
- Palazzo Donnaregina
- Palazzo Douglas (via Chiatamone n.5bis)
- Palazzo Du Mesnil
- Palazzo Englen (via Filippo Rega n.7)
- Palazzo Farina (Corso Vittorio Emanuele n.74)
- Palazzo Fusco
- Palazzo Gallotti (via Posillipo n.299)
- Palazzo Gargiulo (via Posillipo n.187)
- Palazzo Guevara di Bovino
- Palazzo in Calata San Marco n.4
- Palazzo in Corso San Giovanni a Teduccio n.292
- Palazzo in Corso San Giovanni a Teduccio n.845
- Palazzo in Corso San Giovanni a Teduccio n.912
- Palazzo in Corso San Giovanni a Teduccio n.1034
- Palazzo in Corso Secondigliano n.148
- Palazzo in Corso Secondigliano n.229
- Palazzo in Corso Umberto I n.133
- Palazzo in Corso Vittorio Emanuele n.244
- Palazzo in Corso Vittorio Emanuele n.416
- Palazzo in Corso Vittorio Emanuele n.460
- Palazzo in Piazza Amedeo n.14
- Palazzo in Piazza Cavour n.68
- Palazzo in via Agostino Depretis n.88
- Palazzo in via Belisario Corenzio n.21
- Palazzo in via Cavallerizza a Chiaia n.14
- Palazzo in via Comunale Ottaviano n.107
- Palazzo in via Dante Alighieri n.21 (Secondigliano)
- Palazzo in via Dante Alighieri n.85 (Secondigliano)
- Palazzo in via del Parco Margherita n.23
- Palazzo in via Francesco Caracciolo n.17-viale Gramsci n.13
- Palazzo in via Giovanni Paladino n.2
- Palazzo in via Matteo Renato Imbriani n.98
- Palazzo in via Posillipo n.281
- Palazzo in via Raffaele Morghen n.36
- Palazzo in via Salvator Rosa n.256
- Palazzo in via Salvatore Tommasi n.42
- Palazzo in via Santa Teresa degli Scalzi n.8
- Palazzo in via Toledo n.373
- Palazzo in via Tommaso Traetta n.28
- Palazzo in viale Gramsci n.10
- Palazzo in viale Gramsci n.12
- Palazzo in viale Gramsci n.14
- Palazzo in viale Gramsci n.17
- Palazzo in viale Gramsci n.18
- Palazzo in viale Gramsci n.22
- Palazzo in vico Croci a Santa Lucia al Monte n.26
- Palazzo in vico Girolamini n.11
- Palazzo in vico II Montecalvario n.23
- Palazzo in vico Sant'Eframo Vecchio n.16
- Palazzo in vico Santa Maria delle Grazie a Capodimonte n.4
- Palazzo Ludolf (via Giovanni Bausan n.1)
- Palazzo Maffettone
- Palazzo Manzi
- Palazzo Maresca (via Duomo n.50)
- Palazzo Mautone (via Santa Teresa degli Scalzi n.118)
- Palazzo Mazziotti
- Palazzo Mazzoni Pinto (via Cesare Rossaroll n.171-181-191)
- Palazzo Mele (via Mergellina n.32)
- Palazzo Minozzi (via Mergellina n.226)
- Palazzo Miranda (Corso Secondigliano n.252)
- Palazzo Montemajor
- Palazzo Nicolini
- Palazzo Nobile
- Palazzo Nunziante
- Palazzo Orsini
- Palazzo Passalacqua (via Francesco Caracciolo n.11)
- Palazzo Pessina
- Palazzo Pironti (via Gian Lorenzo Bernini n.25)
- Palazzo Piscione (via Giacomo Piscicelli n.77)
- Palazzo Quagliuolo (via Posillipo n.314)
- Palazzo Quintieri (via Francesco Caracciolo n.10)
- Palazzo Ragrech (via Morghen)
- Palazzo Recupito Ascolese (vico Avallone n.15)
- Palazzo Ridola (Salita Arenella n.53)
- Palazzo Robertelli (San Giovanni a Teduccio n.664)
- Palazzo Salvati (Corso Vittorio Emanuele n.211)
- Palazzo Sambiase
- Palazzo Sambon (via Gennaro Serra n.24)
- Palazzo Sanfelice di Monteforte
- Palazzo San Giacomo
- Palazzo Sarno (via Posillipo n.308)
- Palazzo Scarpetta
- Palazzo Schioppa (Riviera di Chiaia n.185)
- Palazzo Scognamiglio (via Santa Teresa degli Scalzi n.134)
- Palazzo Statella
- Palazzo Sulzer
- Palazzo Thalberg (viale Calascione n.5)
- Palazzo Torre Palasciano
- Palazzo Vittozzi
- Palazzo Vonwiller
- Quattro Palazzi (Piazza Nicola Amore)
- Quattro Palazzi (Piazza Luigi Vanvitelli)
- Tenuta degli Astroni

### XX secolo

#### Architettura eclettica della prima metà del secolo

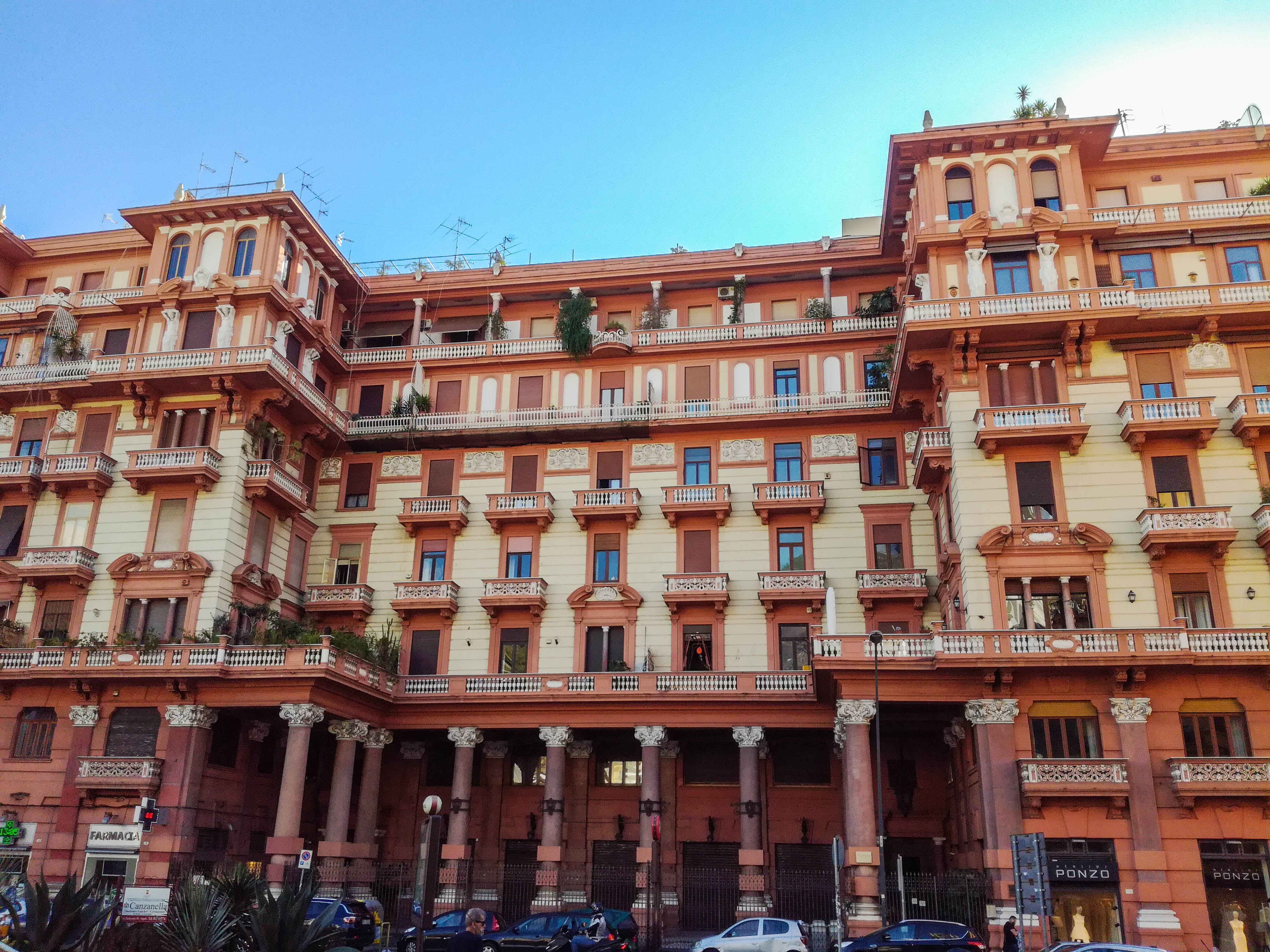
Palazzo in piazza Piedigrotta

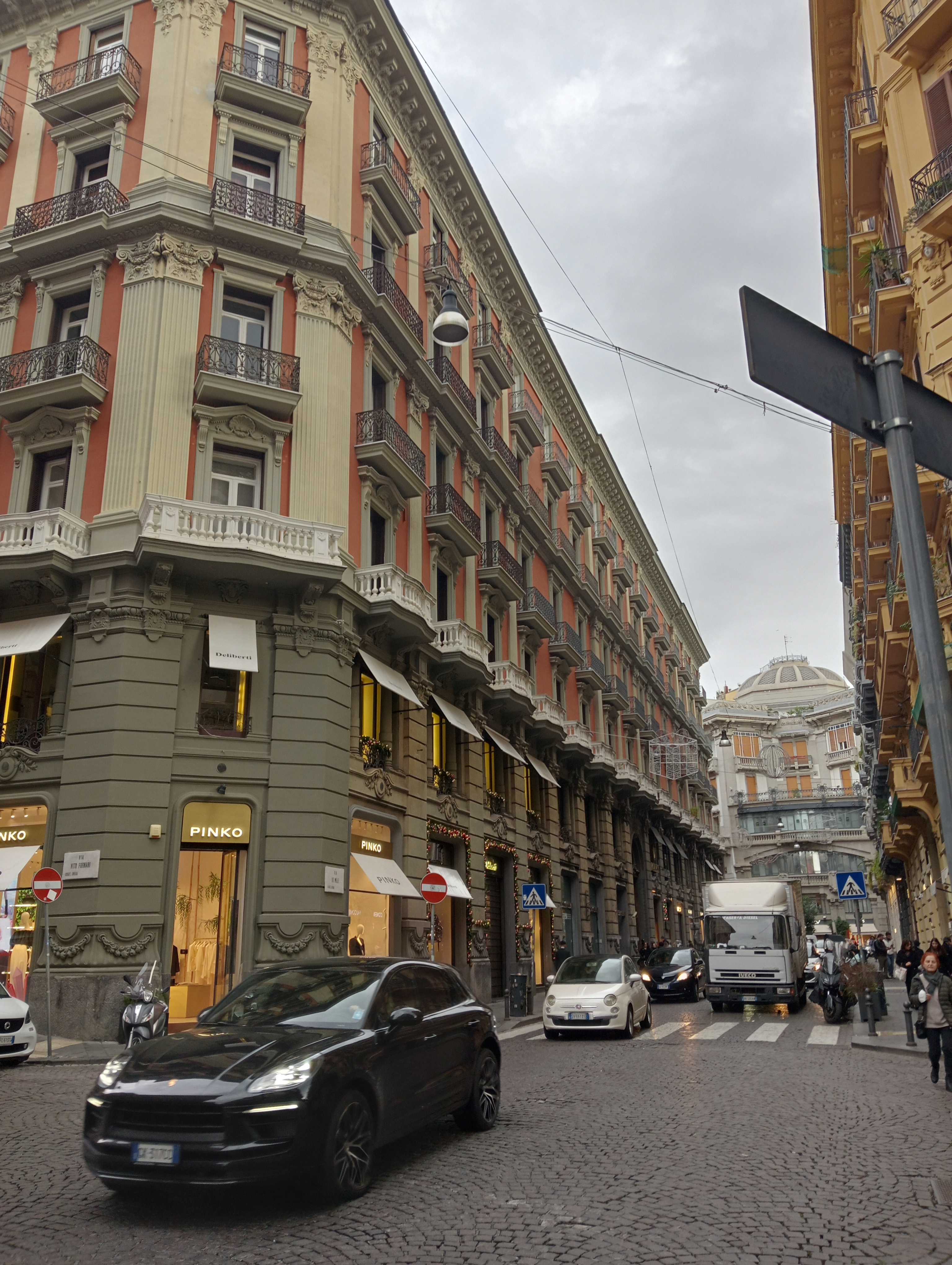
Palazzo Spinelli a Chiaia

- Castello Aselmeyer (stile neogotico)
- Ospedale Antonio Cardarelli
- Palazzina Martone (via Pietro Colletta nn.1-3-5)
- Palazzo Blanco (via Goffredo Malaterra n.18)
- Palazzo Capasso-Visconti (Corso Secondigliano n.230)
- Palazzo Gerbasio (via Francesco Caracciolo n.14)
- Palazzina Chierchia (via del Parco Margherita n.28)
- Palazzo Cottrau Ricciardi
- Palazzo D'Angelo (via Posillipo n.406)
- Palazzo dei Telefoni (in piazza Nolana)
- Palazzo dei Telefoni (in via Crispi)
- Palazzo delle Palme
- Palazzo Galli
- Palazzo in Corso Secondigliano n.211
- Palazzo in Corso Umberto I n.154
- Palazzo in Corso Umberto I n.228
- Palazzo in Corso Umberto I n.365
- Palazzo Ingenuo (Corso Secondigliano n.209)
- Palazzo in via L'Aquila n.118
- Palazzo Marino (via Ferdinando Russo)
- Palazzo Paolillo (via Alessandro Manzoni n.24)
- Palazzo in via Francesco Caracciolo n.13
- Palazzo in via Pietro Colletta n.12
- Palazzo in viale Gramsci n.19
- Palazzo Salazar (via Carlo Poerio n.86)
- Palazzo Scarpa (via Michelangelo Schipa n.32)
- Palazzo Spinelli
- Palazzo in piazza Piedigrotta
- Seminario arcivescovile di Napoli

#### Palazzi in liberty napoletano

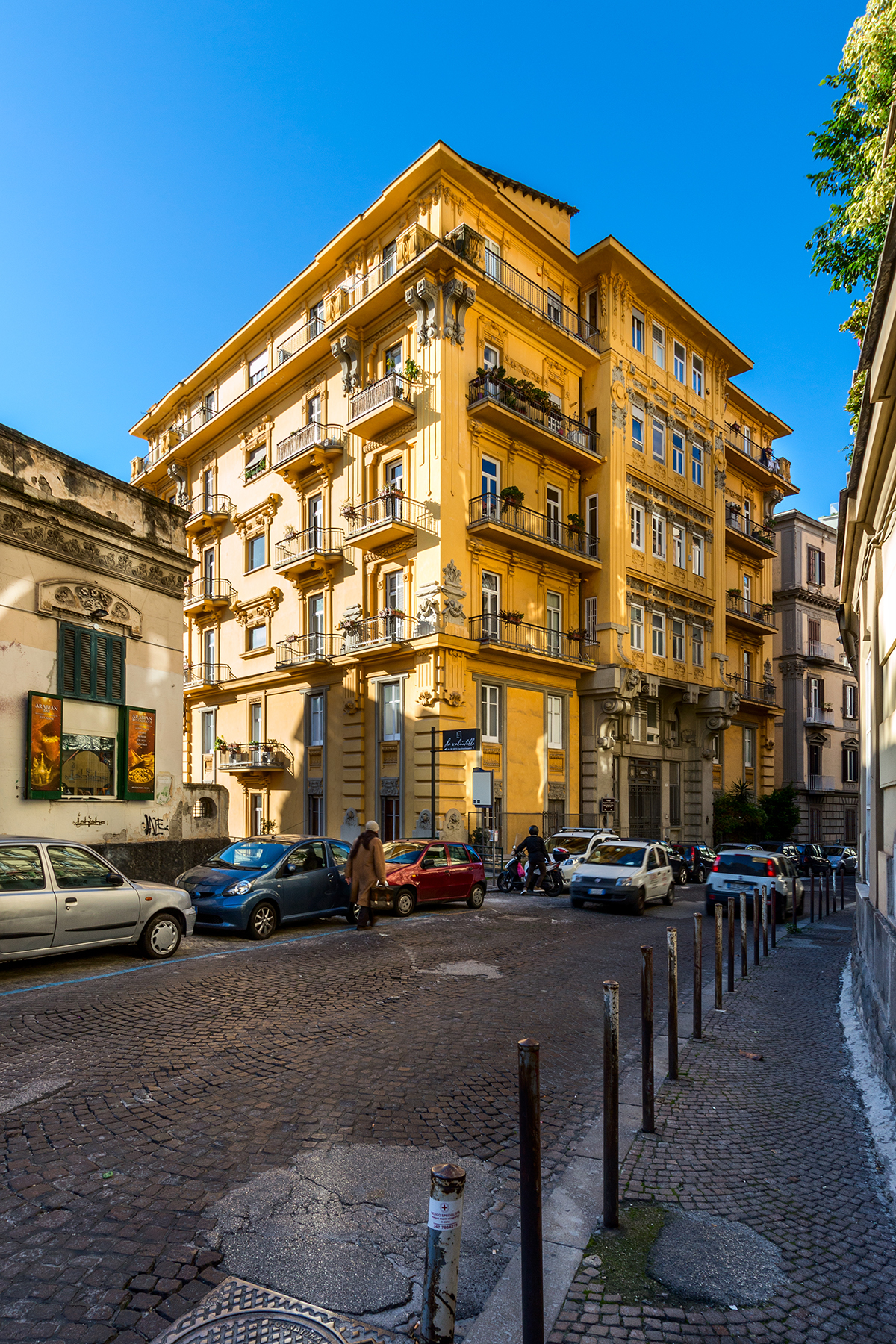
Palazzo Acquaviva Coppola

- Palazzina Rossi Longhi (via del Parco Margherita n.57)
- Palazzo Avena
- Palazzo Acquaviva Coppola
- Palazzo in via dei Mille nn.45-47-49
- Palazzo in via Filippo Palizzi n.19
- Palazzo Leonetti
- Palazzo Mannajuolo
- Palazzo Massa (via Emanuele De Deo n.82)
- Palazzina Paradisiello
- Palazzo Petriccione di Vadi
- Palazzina Rocco
- Palazzina Russo Ermolli
- Palazzo Santa Lucia (in Borgo Santa Lucia)
- Palazzina Velardi

#### Architettura monumentalista del periodo fascista
- Casa del Mutilato
- Mercato Ittico di Napoli
- Palazzo del Banco di Napoli
- Palazzo della Banca Nazionale del Lavoro
- Palazzo della Facoltà di Economia e Commercio dell'Università Federico II (via Partenope n.32)
- Palazzo dell' Hotel Esedra (Piazzale Vincenzo Tecchio)
- Palazzo dell'Intendenza di Finanza, degli Uffici Finanziari e dell'Avvocatura di Stato
- Palazzo Matteotti sede della ex provincia.
- Palazzo della Questura
- Palazzo della Stazione marittima
- Palazzo delle Poste e Telegrafi
- Palazzo Fernandez
- Palazzo INA
- Palazzo Troise

#### Architettura del secondo dopoguerra
- Auditorium Rai di Napoli
- Casa del Portuale
- Centro contabile elettronico del Banco di Napoli
- Palazzo dei Telefoni (in via Depretis)
- Palazzo del Circolo della Stampa
- Palazzo del Mediterraneo
- Palazzo del Renaissance Hotel Mediterraneo
- Palazzo dell'Arin (via Argine n.929)
- Palazzo della Banca d'Italia
- Palazzo della Deutsche Bank (via Santa Brigida n.10)
- Palazzo della Facoltà d'Ingegneria
- Palazzo della SIP (in via Monte di Dio)
- Palazzo della SIP (in via Arenaccia)
- Palazzo ISVEIMER
- Palazzo Pecoraro-Albani
- Piazza Grande
- Vele di Scampia

#### Grattacieli
- Ambassador's Palace Hotel
- Torri del Banco di Napoli

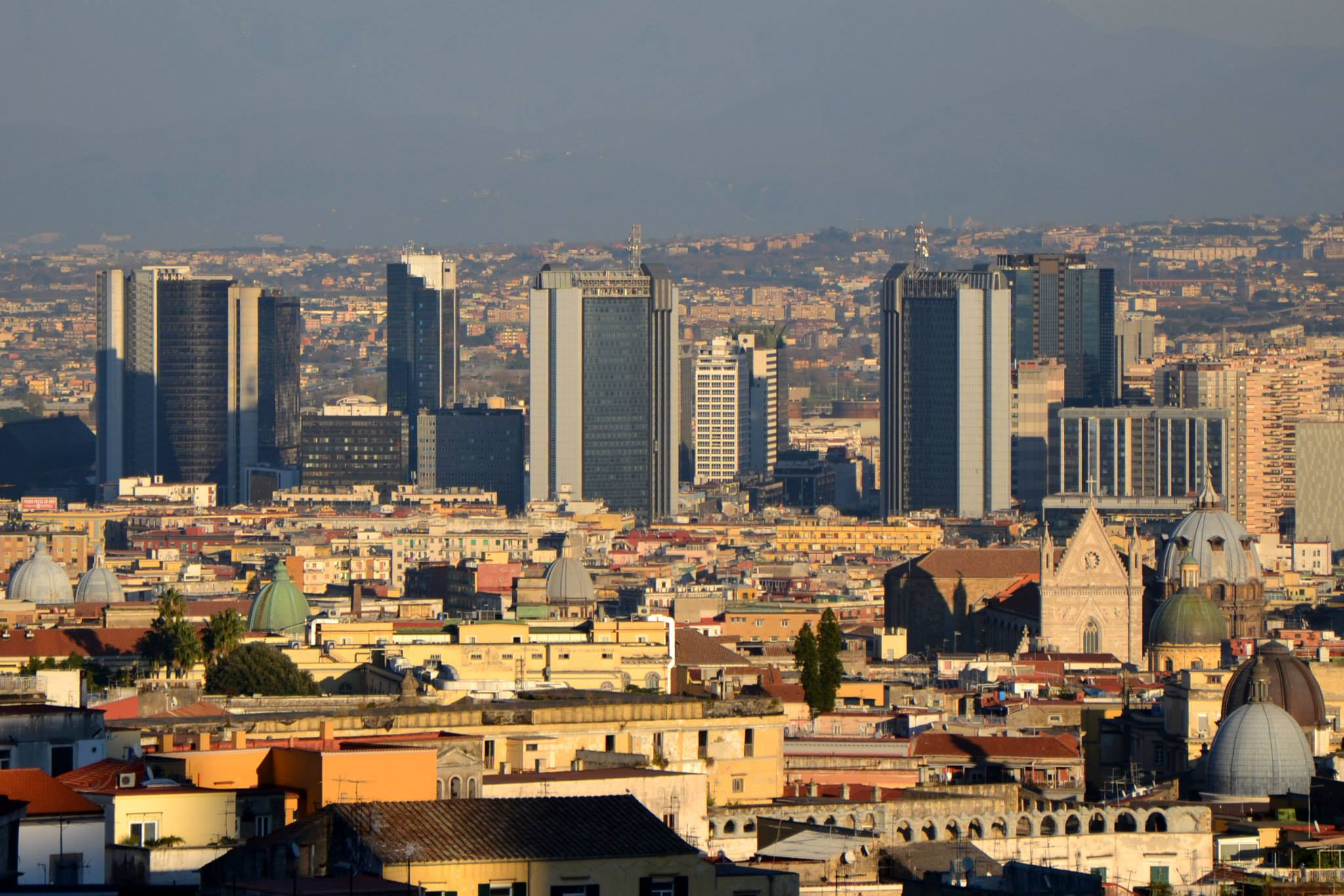
Il Centro Direzionale.

- Torre del Consiglio regionale della Campania
- Torre del Secondo Policlinico di Napoli
- Torre Telecom Italia
- Torri del Tribunale di Napoli
- Torri ENEL
- Torri Saverio e Francesco

#### Palazzi demoliti e scomparsi
Teatri di Napoli
- Grand Hotel (XIX secolo): fu il primo edificio eretto dopo la colmata che dette vita all'attuale via Caracciolo; sito nell'attuale Piazza della Repubblica si affermò come il più sontuoso hotel della Belle Epoque a Napoli, tuttavia fu demolito dopo i danni della Seconda Guerra Mondiale;
- Hotel Isotta & Geneve (XIX secolo): sito in via Medina e demolito dopo i danni della Seconda Guerra Mondiale;
- Palazzo Brancaccio (XVII secolo): venne eretto nel XVII secolo e demolito nella prima metà del XIX secolo; diede il nome alle rampe omonime site nel Quartiere Chiaia;
- Palazzo De Scorciatis (XV secolo): distrutto dai bombardamenti della Seconda Guerra Mondiale, di esso resta solo il portale rinascimentale;
- Palazzo dei Granili (costruito nel XVIII secolo da Ferdinando Fuga, venne demolito negli anni '50 del secolo scorso in quanto ritenuto irrecuperabile in seguito ai danni dei bombardamenti);
- Palazzo della Panatica (XVII secolo): fu demolito durante la colmata della litoranea del Borgo di Santa Lucia avvenuta negli anni '20 del XX secolo;
- Palazzo della Vicaria Vecchia (XV secolo);
- Palazzo dell'Accademia Aeronautica a Capodichino (XX secolo): costruito negli anni '20 del XX secolo, fu distrutto dai bombardamenti della Seconda Guerra Mondiale e ne sopravvive solo una piccola parte dell'originaria costruzione.
- Palazzo Di Sangro di Rodiano (XVII secolo): eretto nel XVII secolo e sito sulla Riviera di Chiaia, a fianco al Palazzo Ulloa di Lauria, venne distrutto dai bombardamenti della Seconda Guerra Mondiale e sostituito da un condominio in cemento armato costruito da Giulio De Luca;
- Palazzo Francucci (XVII secolo): sito in vico Mondragone, è stato sostituito dopo i danni della Seconda Guerra Mondiale da un moderno condominio che ha conservato del vecchio palazzo solo il portale;
- Palazzo in via Tommaso Caravita n.21: faceva parte di un sistema di sei palazzi (gli altri cinque sono ancora esistenti) costruiti nel XVIII secolo da Mario Gioffredo su dei suoli appartenuti al Monastero di Santa Maria di Monteoliveto. Esso venne demolito negli anni '30 del XX secolo durante il Risanamento del Rione Carità al fine di "aprire" l'attuale via Mario Morgantini.
- Palazzo Mastrilli (XVI-XVIII secolo): sito al civico 406 di via Toledo, fu probabilmente costruito nel XVI secolo, per poi essere rifatto nel XVIII secolo. Fu gravemente danneggiato dai bombardamenti della Seconda Guerra Mondiale e nella ricostruzione è stato conservato solo il portale.
- Palazzo Miroballo (XV secolo): fu costruito in epoca aragonese dal mercante Giovanni Miroballo. Nel XVII secolo divenne la sede del Conservatorio dell'Arte della Lana. Fu demolito durante il Risanamento e il suo fastoso portale rinascimentale venne ricollocato all'ingresso della Basilica di San Pietro ad Aram sul Corso Umberto I.
- Palazzo Pironti (XVI secolo): sito in via Medina e adiacente al Palazzo D'Aquino di Caramanico, venne demolito durante il Risanamento del Rione Carità[3] e sostituito dalla costruzione a cui si accede al civico 15 di via San Tommaso d'Aquino;
- Palazzo Piscicelli (XV secolo): venne demolito durante il Risanamento di Napoli;
- Palazzo Pontano (XV secolo): sito in via dei Tribunali, venne demolito nel 1926 perché pericolante e sostituito dal fabbricato occupato attualmente dalla Scuola Armando Diaz;
- Palazzo Sanseverino (XV secolo): fu costruito nella seconda metà del XV secolo da Novello da San Lucano su commissione di Roberto Sanseverino, principe di Salerno; confiscato al suo discendente Ferrante Sanseverino per il suo ruolo di guida nella rivolta napoletana contro l'instaurazione dell'Inquisizione spagnola, fu messo in vendita e acquistato dai Gesuiti che lo trasformarono nell'attuale Chiesa del Gesù Nuovo.
- Palazzo Serra di Gerace (XVII secolo): sito in via Monte di Dio, venne totalmente distrutto dai bombardamenti della seconda guerra mondiale;
- Palazzo Serracapriola (XVII secolo): sito sulla Riviera di Chiaia, venne gravemente danneggiato da un incendio durante la Seconda Guerra Mondiale e sostituito da un edificio moderno negli anni '50;
- Palazzo Sirignano (XVI secolo): sito tra via Medina e Piazza Municipio e demolito alla fine degli anni '30 del secolo scorso;
- Palazzo Vicereale (XVI secolo): venne eretto nel 1543 da Ferdinando Manlio su commissione del viceré Pedro Alvarez de Toledo y Zuniga e , dopo alterne vicende, venne demolito durante il restauro dell'attiguo Palazzo Reale successivo all'incendio del 1837;